# 国鉄12系客車
12系客車（12けいきゃくしゃ）は、日本国有鉄道（国鉄）が1969年（昭和44年）から1978年（昭和53年）まで製造した急行形座席客車のグループである。

## 概要
当初は、1970年（昭和45年）の日本万国博覧会（大阪万博）輸送を念頭に、臨時列車・団体列車を含めた波動輸送用車両として開発・製造された。
内外装にそれまでの客車とは一線を画す新しい機構を数多く取り入れ、本形式の設計はその後の国鉄客車の基本となった。また同時期に登場したキハ65形気動車にも、12系の基本設計が流用されている。
当時は動力近代化計画の進展によって、電車・気動車が旅客輸送の主力となっていた時期であるが、あえて客車として製造されたのは以下の理由による。
- 臨時列車や団体列車などは多客期の運転が多く、閑散期には車両を車庫で留置しておかざるを得ない。このような用途に動力装置を持つ電車・気動車を増備することは、製造・保守のコストがかかる。
- 多客期においては貨物輸送が少なくなるため、普段は貨物輸送に使用されている機関車が容易に転用出来た。
- 当時、戦前に製造された客車（スハ32系・オハ35系など）が多数在籍していたが、その老朽化による車両自体の取り替え需要が生じた。急行列車向けのボックスシートの座席客車は、10系客車のナハ11形・ナハフ11形が1959年（昭和34年）に製造終了して以来、増備されていなかった[注 1]。
- 1960年代中期以降、急行用電車・気動車は普通車の冷房化が始まっており、客車も時代の傾向に応じる必要があった。

新造形式は、スハフ12形・オハフ13形・オハ12形の3形式のみではあるが、製造時期によって仕様は異なる。国鉄末期からJR発足にかけて近郊形やジョイフルトレインへの改造、接客設備の改良などが行われ、多数の新形式・番台区分が登場するようになった。

## 構造

### 車体
在来客車の設計概念を脱却し、急行形電車の設計を基本的に踏襲して車体幅を約10 cm拡大、2.9 m級となった。また、車体長も20.8 m（全長21.3 m）に拡大している。同時期の電車や気動車に倣い、2段式のユニット窓を初めとする合理化された構造を随所に取り入れた。当初は設計コストを抑えるために165系の図面を流用して製造することも計画された。客用扉は20系客車と同じく折り戸を採用したが、国鉄客車としては初めて自動ドアを採用した。ドアエンジンはキハ90系と同じTK9形である。行先表示器は側面に電動式の方向幕が搭載されており、スハフ12形に設けられた制御盤により一括制御される。試作車では28コマが搭載されたが、量産車では70コマに拡大。コマの内容は東北・新潟・関東・中部支社用と関西・四国・九州支社用の2種類に分かれていた。
塗色は、車体全体を20系より明るい青20号に、クリーム10号の2本帯とした。帯の幅は窓下が80 mm、裾部が60 mmである。なお、屋根は灰色1号だが、のちにねずみ色1号に変更されている。

### 台車

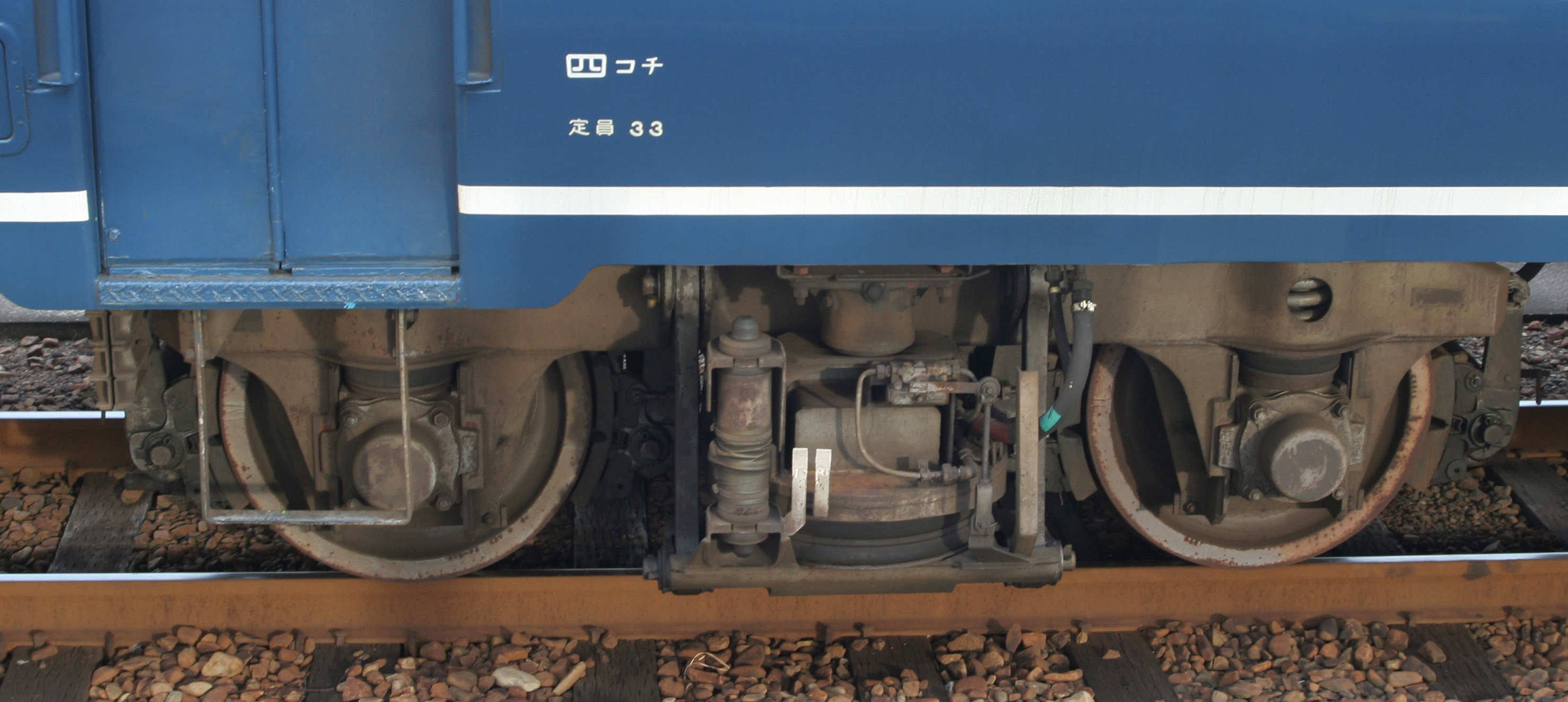
空気ばね台車を標準装備したTR217台車（2007年9月2日 多度津駅）

台車は20系客車のTR55Bを基本に改良を加えた、空気ばね台車のTR217系を標準装備とした。ブレーキシューは従来の鋳鉄に代わり、高速域からの安定した制動力が得られるレジンシューに変更した。

### ブレーキ
ブレーキは新開発のCL形応荷重機構付自動空気ブレーキを採用した。機構は従来の滑り弁（A制御弁）をやめ、よりメンテナンスフリーで作動迅速なゴム膜板を使用した三圧式制御弁（KU1制御弁、C17ブレーキ制御装置）に変更した。20系では機関車に電磁ブレーキ制御機構と元空気だめ管引き通しを持つ必要があったが、12系では通常の自動ブレーキ配管・空気圧で、最高速度110 km/h運転が可能となった。

### 電源供給

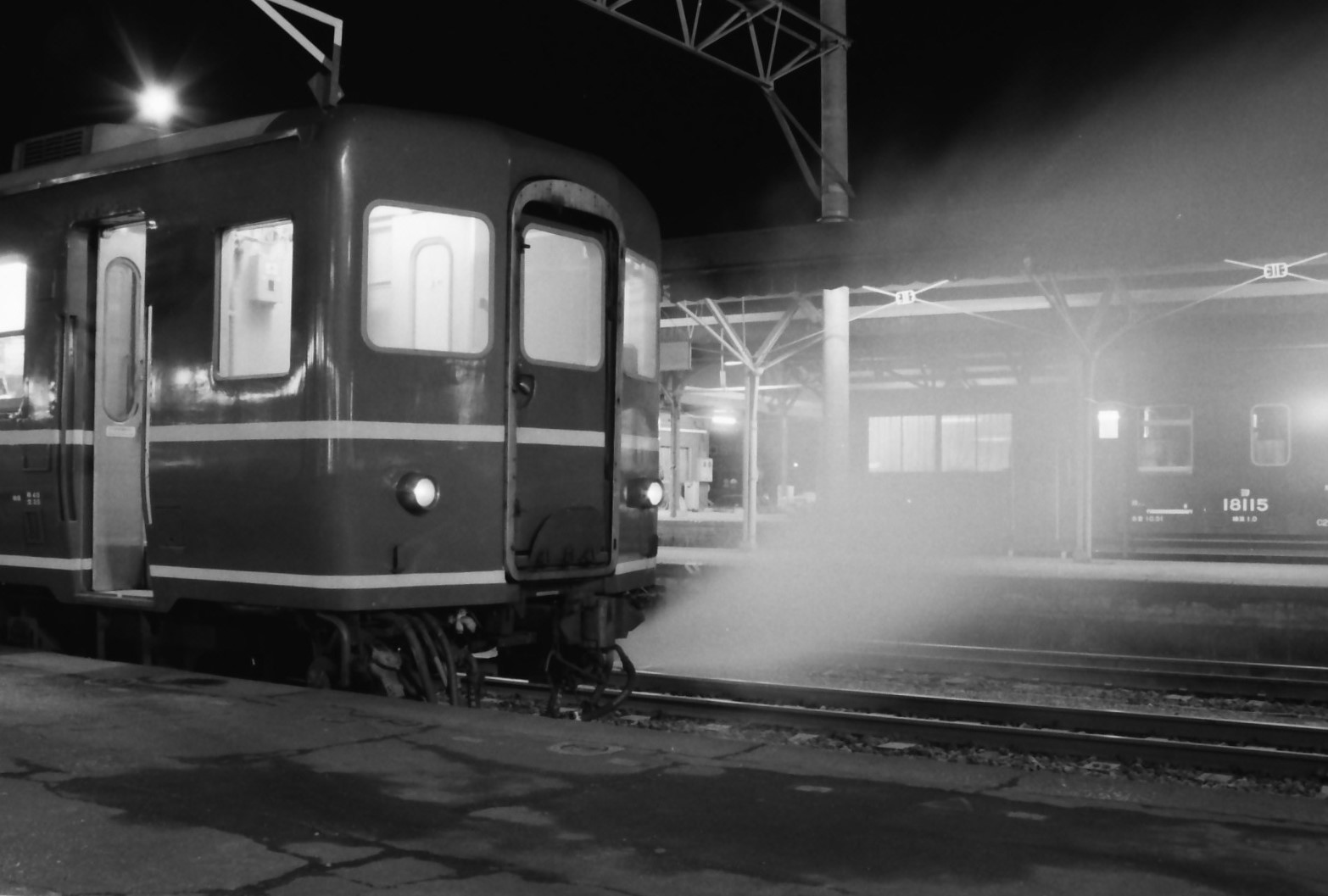
普通列車「山陰」に運用中、前位のオハネフ１２に供給の蒸気暖房が引き通し管を伝わって後方から噴き出しているところ。

冷暖房手段を機関車に依存せず、分散式のユニットクーラーと電気暖房装置を全車両に設置し、電源としてディーゼル発電機を緩急車スハフ12形の床下に設置した。暖房用ボイラーや電源供給装置を持たない貨物用機関車でも常時牽引できるようになったので、貨物列車の運転が少ない時期に機関車の有効活用が可能になった。ただし、照明や放送装置などのサービス電源は、旧型客車同様に車軸発電機からの電源で賄っている。
また、普通車のみの製造であるため、荷物車・グリーン車・寝台車など従来形式の客車と混結して運用することを想定し、蒸気暖房の引き通し管および電気暖房の引き通し線を装備している。このため、機関車と旧型客車の間に本系列が連結された場合でも、旧型客車への暖房供給が可能となっている。

### 車内
他の急行型同様、向かい合わせの4人掛けクロスシートが並ぶものとなったが、人間工学を考慮した腰掛を採用し、シートピッチは従来型客車の1,470 mmから1,580 mmに拡大された。

長距離列車用としては居住性が悪く、1980年代後半以降も定期列車として残った夜行急行列車では居住性の改善を目的に、特急型の14系座席車へ置き換えられる例が増えた。この事もあって、厳密に「急行型」として製造された国鉄客車は本系列が最初で最後となっている。

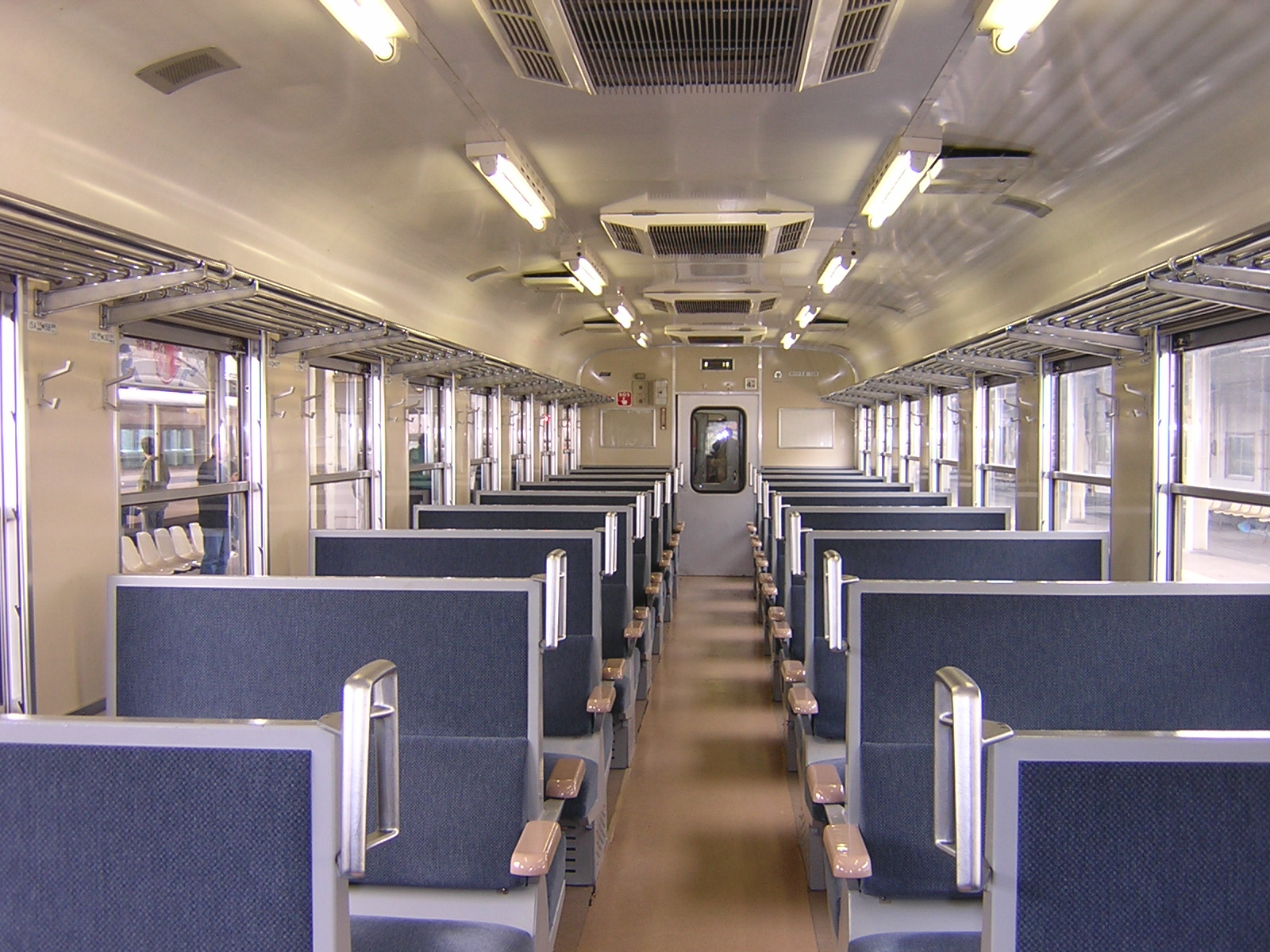
スハフ12の室内（2007年3月31日 浜坂駅）

## 新造車
臨時列車での使用を考慮しており、グリーン車は設定せず、普通車のみとしている。そのため形式は、編成中間に連結するオハ12形、電源装置付き緩急車のスハフ12形、電源装置なし緩急車のオハフ13形のみである。

### オハ12形
中間車として使用される形式で、1969年から1971年までにオハ12 1 - 312の312両、1977年から1978年にかけてオハ12 313 - 374の62両、合計374両が製造された。定員は88名で、後位側にトイレと洗面所が設けられている。
オハ12 312までは前位妻面の貫通路に貫通扉が無かったが、オハ12 313以降は両方の妻面に貫通扉が設置された。オハ12 1 - 312はクーラー間の屋根補強が施されている。

### スハフ12形
電源機関を備えた緩急車で、1969年から1971年に0番台のスハフ12 1 - 90の90両、1977年から1978年には発電容量を拡大した100番台のスハフ12 101 - 163の63両、合計153両が製造された。定員は80名で、前位側にトイレと洗面所、後位側に車掌室が設けられた。側面窓下には電源機関の吸気用ルーバーが設けられている。
0番台の試作車は電源容量が自車を含む5両分に給電可能な150 kVAであったが、量産車では6両分に給電可能な180 kVAとなった。
100番台は電源容量が210 kVAに増強されたほか、電源機関吸気用ルーバーの反対側面への増設、車掌室のない側の妻面にも尾灯を設置するなどの変更が行われた。最終増備のスハフ12 149 - 163は後位の貫通幌枠が埋込式から外付け式に変更され、後方監視窓の形状も縦長となった。

### オハフ13形
電源機関を持たない緩急車で、1969年から1971年にかけてオハフ13 1 - 76の76両が製造された。定員はスハフ12形と同じ80名で、座席やトイレ・洗面所の配置もスハフ12形と同じである。床下には電源用機関の設置スペースはあるが、車体の吸気用ルーバーは設けられていない。1977年以降はオハ12形とスハフ12形のみの製造で、オハフ13形は増備されなかった。
「SLやまぐち号」レトロ客車などイベント用に改造されたものもあったが、原型のオハフ13形は2000年までに消滅した。

## 次車別概説
製造時期によって仕様が異なり、細別すると実に9次車まで存在するが、大別として以下の4つのグループに分けられる。
試作車では、ディーゼル発電機による電源供給容量は客車5両分の150 kVA であった。しかし、当時の国鉄では6両編成ないし12両編成を1単位とする運用が多く（特に客車や電車の団体列車は本線区6両以上と旅客営業規則で定められているため）組成の際にはスハフ12形が過剰に必要となり不経済であった。このため、量産車の電源容量は6両分の180 kVA に引き上げられ、さらに100番台以降は14系座席車に合わせ210 kVA にまで引き上げられた。あわせて燃料タンクの容量も長距離運用に対応させるため、860 L から1500 L に増強するなどの措置が行われている。

### 試作車
1969年（昭和44年）に製造された最初のグループである。新潟鐵工所および富士重工業でスハフ12形8両とオハ12形20両が製造された。その後に量産された車両とは電源用機関などが異なっていたが、1972年（昭和47年）に、全車が高砂工場で量産車と同一仕様に改造された。1969年7月8日、大阪駅で展示された車両はスハフ12 2＋オハ12 9の2両である。
スハフ12 1 - 8
1969年に8両製造された試作車。
電源装置（発電セット）はDMF15H-Gディーゼルエンジン (180 PS / 1500 rpm) とDM82発電機を組み合わせた出力150 kVA のもので、自車を含め5両に給電可能であったが、量産化改造により180 kVA、6両給電となった。
オハ12 1 - 20
1969年に20両が製造された試作車。

### 量産グループ I
1970年（昭和45年）に製造されたグループである。12系は6両編成単位で運用することが多かったため、スハフ12形の発電セットは自車を含む6両まで給電が可能なものとなり、この余力から新形式として発電セットなしの緩急車であるオハフ13形が登場した。また試作車では、側面行先表示器が28コマ表示であったが、量産車では70コマ表示に改良された。製造は、新潟、富士重のほか、日本車輌製造も加わっている。
スハフ12 9 - 64
1970年に56両が製造された。
発電セットのエンジンを排気タービン過給器付きのDMF15HS-G (230 PS / 1800 rpm) に変更し、発電容量を150 kVA から180 kVA に引き上げ、燃料タンク容量も860 L から1500 L に増加した。
オハフ13 1 - 50
1970年に50両が製造された。
後から発電セットを搭載してスハフ12に改造できるよう、準備工事が施されているが、車体側面の機関吸気口はない。
オハ12 21 - 214
1970年に194両が製造された。

### 量産グループ II
1971年（昭和46年）に製造されたグループである。台車および暖房回路、便所と洗面所のユニットが改良（工数削減）されるとともに、屋根の塗色をねずみ色1号に変更した。製造は引き続き新潟、富士重、日本車輌の3社である。
スハフ12 65 - 90
1971年に26両が製造された。
台車をTR217C形に変更している。
オハフ13 51 - 76
1971年に26両製造された。
台車をTR217B形に変更している。
オハ12 215 - 312
1971年に98両が製造された。
台車をTR217B形に変更している。

### 量産グループ III

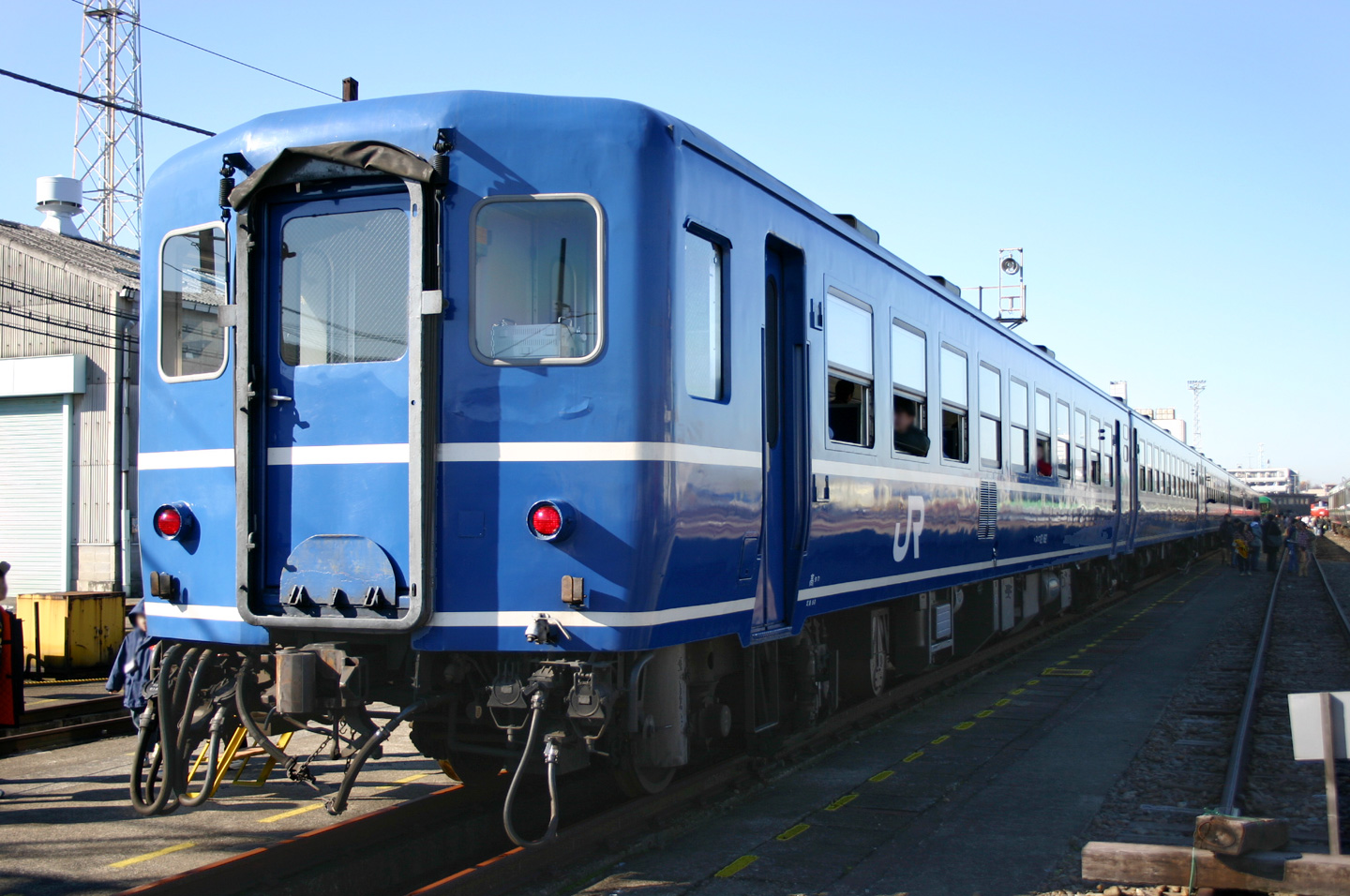
スハフ12 162（2003年12月14日/尾久車両センターにて）

12系の製造は1971年（昭和46年）以降打ち切られていたが、急行列車のスハ43系など旧型客車を置き換えるため1977年より12系の増備が再開されることになった。この間の1972年（昭和47年）11月に発生した北陸トンネル火災事故を機に、火元となる可能性のあるエンジン（と燃料）を客室の直下に置く分散電源方式は、防火・安全対策の見直しを迫られることとなる。
床下発電セットに液体燃料火災に有効なハロン自動消火装置を装備し、A-A基準に準拠することで、6年後の1977年（昭和52年）に製造が再開され、翌1978年（昭和53年）まで製造された。スハフ12形は、循環式汚物処理装置の設置に伴う電源装置の変更により新区分番台の100番台となっている。また、発電セットを搭載しないオハフ13形は製造されなかった。
スハフ12 101 - 163
1977年 - 1978年に63両が製造された。
電源機関を中間冷却器付きのDMF15HZ-G形 (270 PS/1800 rpm) に、発電機をDM93形に変更。これにより発電容量を210 kVA へ増強。0番台では片側だけだった車体側面の機関吸気口を両側面に増強(海側と山側で大きさが異なる)し、吸気系の取り回し変更によって位置も海側が側窓下4列目、山側は3列目となった。また冷房装置をAU13AN形に、空気圧縮機をC400A形に、台車をTR217D形に変更、新たに前位妻側に尾灯を設置し、車内には冷水器を設置。前述のとおり火災対策が強化されており、0番台の屋根上にあった凸型補強リブを無くして車内の布製品を難燃性に、床材を合板からアルミ板に其々変更している。
最終増備車である149 - 163は、後位側幌と緩急室窓を、当時量産が開始された50系と共通化し、幌は収納式から外吊の普通形へ、緩急室後方の監視窓は小形縦長に、それぞれ変更された。
オハ12 313 - 374
1977年 - 1978年に62両製造された。0番台の屋根上にあった凸型補強リブの廃止、冷水器の設置、前位側に貫通扉を追加、冷房装置をAU13AN形に、台車をTR217C形に変更。

### 製造の状況
1968年（昭和43年）から1977年（昭和52年）までの予算は以下のとおりである。
客車製造の指定メーカーだった日立製作所が客車製造から撤退したため、気動車の指定メーカーである新潟鐵工所と富士重工業が客車製造も担当することになった。
| 予算区分                 | 形式         | 製造所     | 製造所     | 製造所       | 両数  |
| 予算区分                 | 形式         | 新潟鐵工所 | 富士重工業 | 日本車輌製造 | 両数  |
| ------------------------ | ------------ | ---------- | ---------- | ------------ | ----- |
| 昭和43年度 第4次債務負担 | オハ12形     | 1 - 11     | 12 - 20    |              | 28両  |
| 昭和43年度 第4次債務負担 | スハフ12形   | 1 - 4      | 5 - 8      |              | 28両  |
| 昭和44年度 民有車両      | オハ12形     | 21 - 60    | 61 - 86    |              | 100両 |
| 昭和44年度 民有車両      | スハフ12形   | 9 - 18     | 19 - 25    |              | 100両 |
| 昭和44年度 民有車両      | オハフ13形   | 1 - 10     | 11 - 17    |              | 100両 |
| 昭和44年度 本予算        | オハ12形     | 87 - 94    | 142 - 154  | 185 - 192    | 44両  |
| 昭和44年度 本予算        | スハフ12形   | 26・27     | 41 - 44    | 55・56       | 44両  |
| 昭和44年度 本予算        | オハフ13形   | 18・19     | 33 - 35    | 41・42       | 44両  |
| 昭和44年度 第2次債務負担 | オハ12形     | 95 - 141   | 155 - 184  | 193 - 214    | 156両 |
| 昭和44年度 第2次債務負担 | スハフ12形   | 28 - 40    | 45 - 54    | 57 - 64      | 156両 |
| 昭和44年度 第2次債務負担 | オハフ13形   | 20 - 32    | 36 - 40    | 43 - 50      | 156両 |
| 昭和45年度 第1次債務負担 | オハ12形     | 215 - 251  | 252 - 271  | 272 - 312    | 150両 |
| 昭和45年度 第1次債務負担 | スハフ12形   | 65 - 74    | 75 - 79    | 80 - 90      | 150両 |
| 昭和45年度 第1次債務負担 | オハフ13形   | 51 - 60    | 61 - 65    | 66 - 76      | 150両 |
| 昭和51年度 本予算        | オハ12形     | 313 - 324  | 325 - 336  |              | 48両  |
| 昭和51年度 本予算        | スハフ12形   | 101 - 112  | 113 - 124  |              | 48両  |
| 昭和52年度 本予算        | オハ12形     | 337 - 344  | 345 - 349  |              | 26両  |
| 昭和52年度 本予算        | スハフ12形   | 125 - 131  | 132 - 137  |              | 26両  |
| 昭和52年度 第1次債務負担 | オハ12形     | 350 - 354  | 355 - 359  |              | 21両  |
| 昭和52年度 第1次債務負担 | スハフ12形   | 138 - 144  | 145 - 148  |              | 21両  |
| 昭和52年度 第2次債務負担 | オハ12形     | 360 - 368  | 369 - 374  |              | 30両  |
| 昭和52年度 第2次債務負担 | スハフ12形   | 149 - 157  | 158 - 163  |              | 30両  |
| 製造所別両数             | 製造所別両数 | 286両      | 204両      | 113両        | 603両 |

## 改造車

### 近郊化改造車

#### 12系1000番台

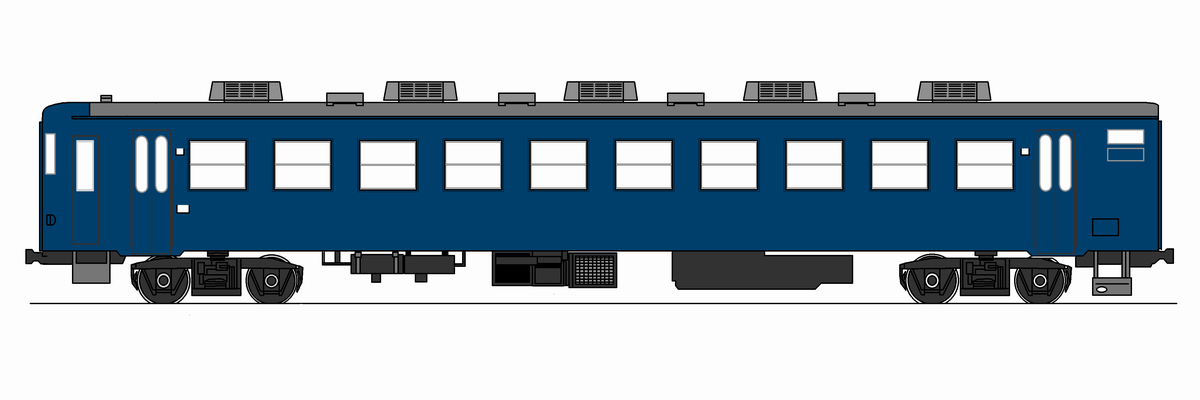
スハフ12形1000番台

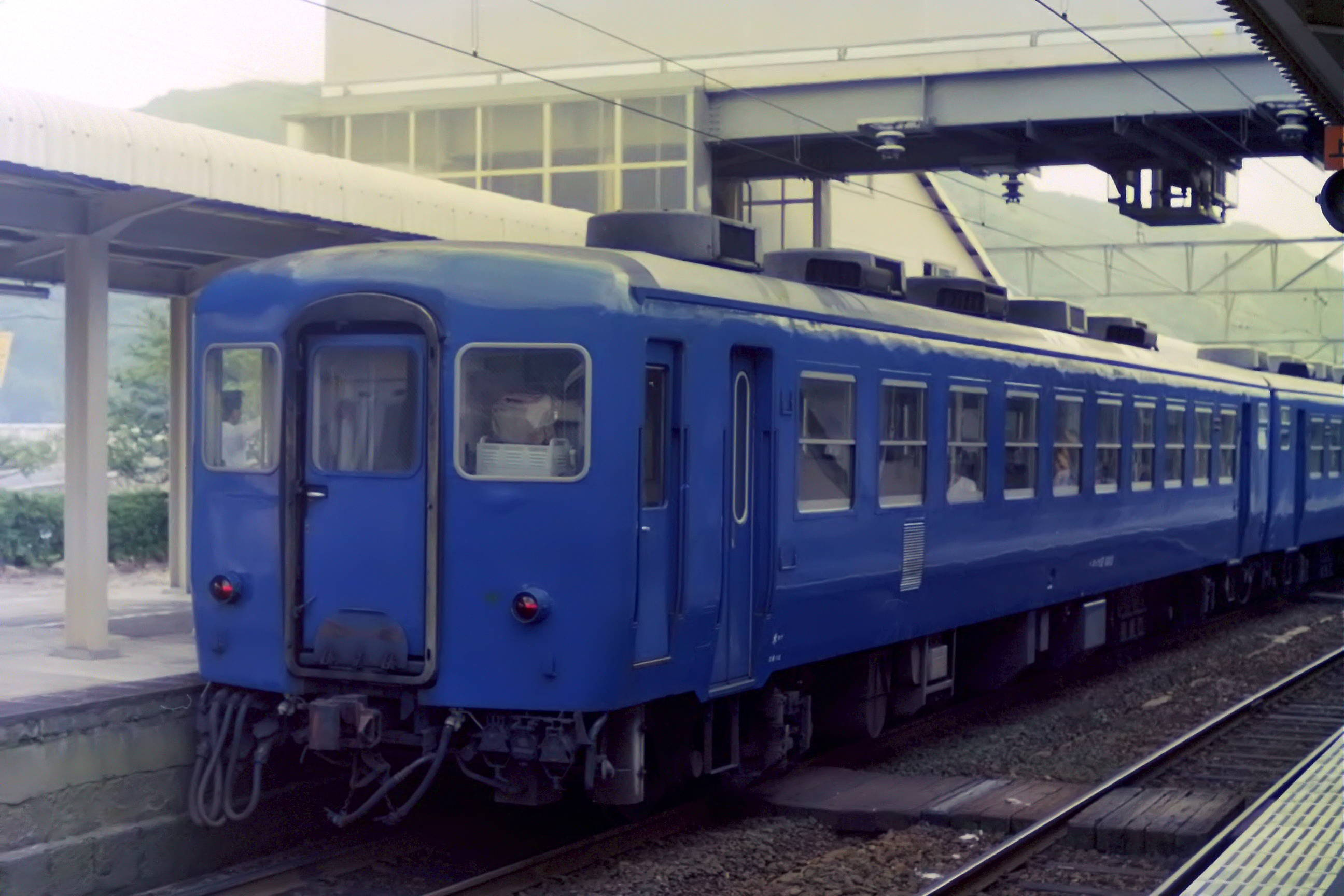
スハフ12 1002

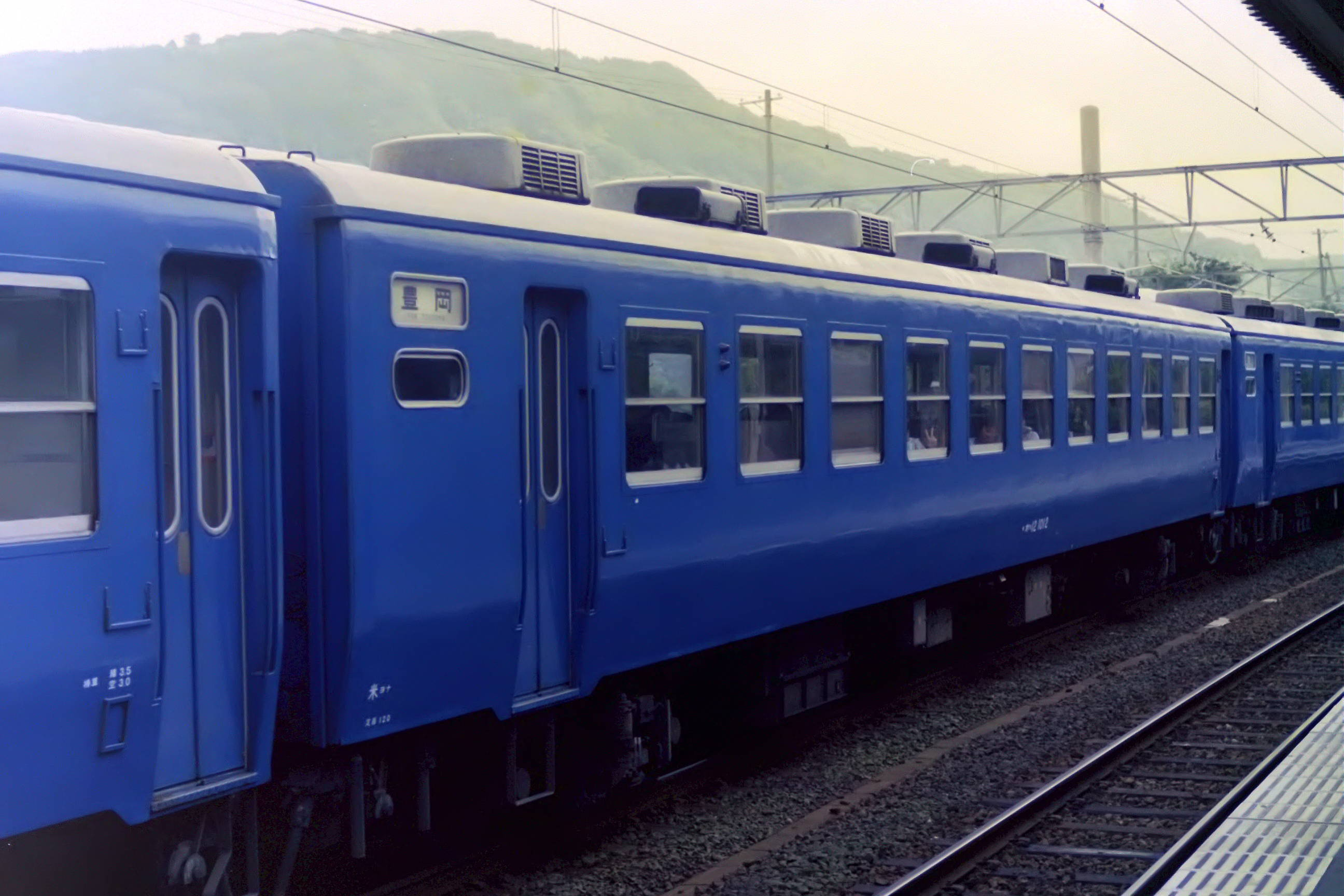
オハ12 1012

非冷房で手動ドアであるなど、安全性や接客設備の面で陳腐化した旧型客車の置き換え用として、1984年から1986年にかけて鷹取工場、松任工場、幡生・広島・後藤の各車両所で計47両を近郊形化改造したものである。比較的初期の車両を中心に改造されている。
七尾線・伯備線・山陰本線・福知山線・阪和線・紀勢本線・播但線・芸備線などで使用され、国鉄分割民営化後は、全車が西日本旅客鉄道（JR西日本）に承継された。基本的なシステムはオリジナル車から変更されていないが、一般車との併結に備えて客車用の直流24 V電源引通し線が増設され、また普通列車運用のため、50系客車や同時期に行われた交直流急行形電車の近郊形改造同様に、車内車端部の2ボックスをロングシート化し、吊り手を設けた。また、塗色も白帯がなくなり青20号一色となったが、これには塗色更新をせずに元々あった白帯を同色の青で塗り重ねただけのものもあった。七尾線用の車両は行先表示器を撤去して、側面中央部窓下にサボ受けを設置した。仕様通りに一般車との混結も見られたが、平成6年頃より山陰本線東部の電化によって余剰になった気動車が転入して、1997年（平成9年）までに全廃され、区分消滅した。
従来の旧型客車と同様に元々が急行・団体臨時用車両であり、車端部デッキは拡張されなかったため狭い自動折戸から乗降しなければならず、ことにラッシュ時には乗降に円滑さを欠いていた。しかし50系を含む在来車が非冷房車ばかりであった地方線区において、数少ない冷房車であった。
スハフ12とオハ12が2両ずつ、付随気動車キサハ34へ改造され氷見線で運用された（キサハ34の項目参照）。
スハフ12 1001 - 1012
スハフ12形の1000番台化改造車。12両が改造された。種車（改造元車両）は順にスハフ12 26・27・90・24・46・21・37・23・72・73・30・65である。トイレは使用停止のうえ閉鎖し、洗面台と冷水器を撤去、車掌室には乗務員扉が新設された。定員は22名増の112名（座席定員76名）。
オハフ13 1001 - 1012
オハフ13形の1000番台化改造車。12両が改造された。種車は順にオハフ13 22・23・1・42・34・8・10・17・52・2・11・12。スハフ12形と同様、トイレは使用停止のうえ閉鎖し、洗面台と冷水器を撤去、車掌室に乗務員扉を新設。同じく定員は22名増の112名（座席定員76名）。
オハ12 1001 - 1023
オハ12形の1000番台化改造車。23両が改造された。種車は順にオハ12 87 - 91・74・96・97・49・72・73・143・146・189 - 191・203・163・164・193・194・206・210。トイレと洗面所は残された。定員は32名増の120名（座席定員84名）。1002は1993年に鷹取工場でわくわく団らんの展望車オロフ12 801に再改造された。

#### 12系2000番台
1000番台同様に旧型客車の置き換え用として、1985年（昭和60年）に盛岡、土崎工場で計37両が改造された近郊形化改造車である。主に一ノ関以北の東北本線や奥羽本線で使用された。民営化後は全車が東日本旅客鉄道（JR東日本）に承継された。車内接客設備の改造内容は1000番台と同じであるが、電源システムは従来の方式に代わり、電気機関車の電気暖房用電源から交流1500 Vの給電を受け、オハフ13形に設置した変圧器で交流440 Vに降圧して給電する方式としている。そのためディーゼル発電機を搭載したスハフ12形は存在せず、オハフ13形、オハ12形の2形式のみである。塗色は1000番台同様、白帯を消し青20号一色とした。東北本線一ノ関 - 青森間および奥羽本線青森 - 弘前間で運用されたが、1994年（平成6年）12月ダイヤ改正で東北本線一ノ関 - 盛岡間に701系が投入されたのに伴い、余剰となった50系客車に置き換えられて運用離脱し、1999年までに全廃された。
オハフ13 2001 - 2021
オハフ13形の2000番台化改造車。21両が改造された。種車は、順にオハフ13 66・18・40・14・57・48・55・49・38・60・37・58・46・32・53・4・5・24・67・3・45。機関車から給電を受けるため、高圧ヒューズ箱、変圧器、補助電源装置、MRコックを設置し、車軸発電機を撤去した。1000番台と同様、トイレは使用停止のうえ閉鎖し変圧器を設置。さらに洗面台と冷水器を撤去し、車掌室には乗務員扉が新設されるとともに、前位（便所・洗面所側）にも尾灯が新設された。定員は22名増の112名（座席定員76名）。
オハ12 2001 - 2016
オハ12形の2000番台化改造車。16両が改造された。種車は順にオハ12 171・241・184・172・174・242・239・240・248・173・272・274・249・179・273・275。トイレと洗面所は残された。定員は32名増の120名（座席定員84名）。

### 定期列車向け改造

#### 急行「かいもん」・「日南」のグレードアップ
1986年11月のダイヤ改正を期に、急行「かいもん」・「日南」の指定席のグレードアップを図るため、オハ12形5両が、グリーン車廃車発生品の腰掛を転用してリクライニングシートに改造された。そしてJR九州移行後は、自由席車に対しても同様のグレードアップを図ることになり、対象車両のグレードアップは1989年までに完了した。改造施工両数は、オハ12形10両、スハフ12形12両、オハフ13形3両の計25両である。
自由席と指定席の格差がなくなったため、指定席車は自動販売機や給茶機の設置などを行った。1993年の両列車の特急格上げにより急行運用から外れ、その後はシュプール号などの臨時列車や、非電化路線の普通列車に転用されたが、2001年（平成13年）に全廃された。
改造施工車は次の通り。全車が鹿児島車両所で改造された。
- 1986年（昭和61年）度改造
  - オハ12形 - 59・60・212・220・221
- 1987年（昭和62年）度改造
  - オハ12形 - 222・223・224
- 1988年（昭和63年）度改造
  - オハ12形 - 219・225
  - スハフ12形 - 13・44・49・50・59・60・61・62・63・67・71・112
  - オハフ13形 - 21・50・61

#### 12系3000番台（「だいせん」・「ちくま」用）
1991年（平成3年）、JR西日本が急行「だいせん」・「ちくま」用として鷹取、後藤工場で計18両を改造したものである。改造内容は、座席を485系の改造発生品であるR51BN型簡易リクライニングシートへ交換し、化粧板・トイレ・洗面所のリニューアルを行った。また車軸発電機は撤去され、14系と同様の三相交流変圧器が床下に設置された。この改造により、放送や照明の電源は三相交流変圧器から供給されることとなった。
「だいせん」の気動車化や「ちくま」の電車化に伴い、2003年（平成15年）に全廃された。ただし、スハフ12 3001は1998年に奥出雲おろち号で使用されるスハフ12 801に再改造されて2023年（令和5年）11月23日まで使用されていた。
スハフ12 3001 - 3006
6両を改造。種車は順にスハフ12 40・87・79・81・88・76。14系同様、車掌室側妻の貫通路開戸に列車愛称名表示器を設置。簡易リクライニングシートへの変更により定員は16名減の64名。
オハ12 3001 - 3012
12両を改造。種車は順にオハ12 303・310・297・306・305・307・296・271・298・299・208・301。同じく簡易リクライニングシートへの変更により定員は16名減の72名。

#### オハ12形1000番台（久大本線用）

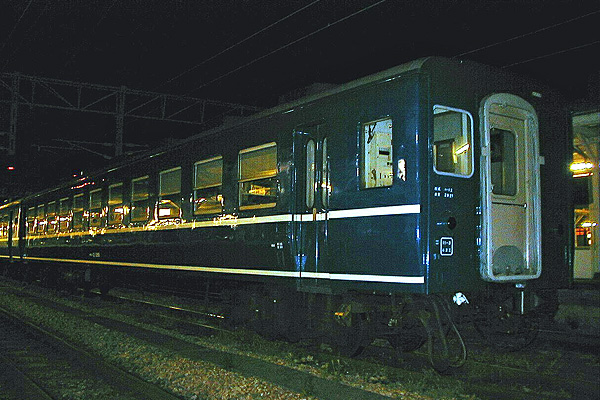
オハ12形1000番台（1999年8月12日 鳥栖駅）

1993年（平成5年）、JR九州で久大本線の普通列車に使用していたオハ12 288・289の2両に車掌室設置工事を施したもの。トイレ・洗面所を撤去して、その場所に車掌室を設置し、車掌室側面と妻面に窓を設けた。番号は原番号に1000を足した1288・1289に変更されたが、形式はオハ12のまま変更されなかった。
1999年（平成11年）に久大本線の客車列車が廃止となったため、2両とも廃車となっている。

## ジョイフルトレイン・イベント車両への改造
国鉄時代末期より、本系列を改造して和式列車などのジョイフルトレインやイベント列車用車両が多数製作された。しかし車両の老朽化、バブル崩壊後の需要減少、運用時の取扱の煩雑さなどから廃車が進み、東日本旅客鉄道（JR東日本）では「SLばんえつ物語」用編成以外は全廃、東海旅客鉄道（JR東海）と九州旅客鉄道（JR九州）は全廃となっている。
各列車の詳細はジョイフルトレインを参照のこと。括弧内は在籍年。車両番号は現在または廃車時のもの。

### 和式・お座敷客車
国鉄では、1980年から老朽化したスロ81系和式客車の代替や増備として、各鉄道管理局で12系客車の改造により和式客車を製造した。国鉄時代には15編成+1両（計62両）が、国鉄分割民営化後はJR西日本において1編成（6両）が製作された。

#### 門司局和式客車（海編成）
1980年6月に小倉工場で門司鉄道管理局向けに改造されたお座敷客車で、編成はオロ12 801 - 804、スロフ12 801・802による6両編成であった。各車両に九州の海の名前が付けられており、後に「海編成」と称された。
JR九州に承継されたが、いわゆる「ジョイフルトレイン」の全廃を打ち出したため、1994年に廃車となった。

#### 東京北局和式客車→「なごやか」
1981年に登場した東京北鉄道管理局のお座敷客車で、編成はオロ12 805 - 808、スロフ12 803・804による6両編成であった。当初は愛称が無かったが、JR東日本承継後の1988年に「なごやか」の愛称が付けられた。1997年に引退した。

#### 新潟局和式客車（カヌ座）・「サロン佐渡」
1981年に大宮工場で改造された新潟鉄道管理局向けのお座敷客車で、オロ12 809 - 812、スロフ12 805・806による6両編成で登場した。1985年には洋風サロンカー「サロン佐渡」に改造されたオロ12 706が4号車に組み込まれて7両編成となった。JR東日本承継後の1997年には14系「サロンエクスプレス東京」のオロ14 702が洋風サロンカーに改造されて組み込まれた。
2001年にオロ12 706を除いて普通車扱いとなり、オハ12 1809 - 1812、スハフ12 1805・1806に番号が変更された。2002年までに全車が廃車となった。

#### 天王寺局和式客車→「いきいきサロンきのくに」

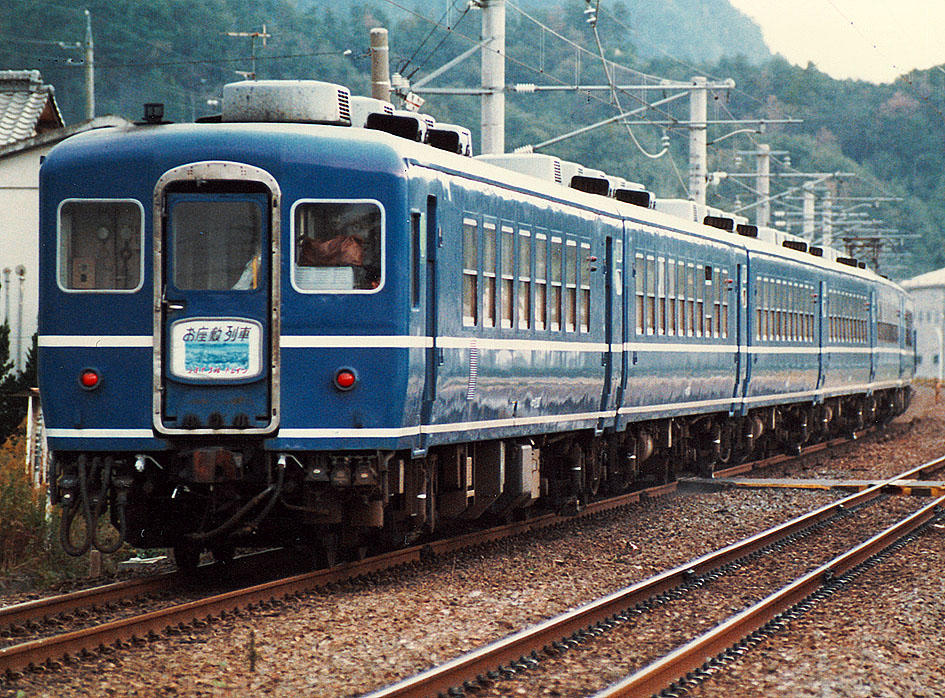
リニューアル前の天王寺局お座敷客車

1981年に高砂工場で改造された天王寺鉄道管理局向けのお座敷客車で、オロ12 813 - 816、スロフ12 807・808による6両編成である。JR西日本承継後の1989年に再改造が行われ、「いきいきサロンきのくに」の愛称が付けられた。廃車されたのは2007年である。

#### 「旅路」

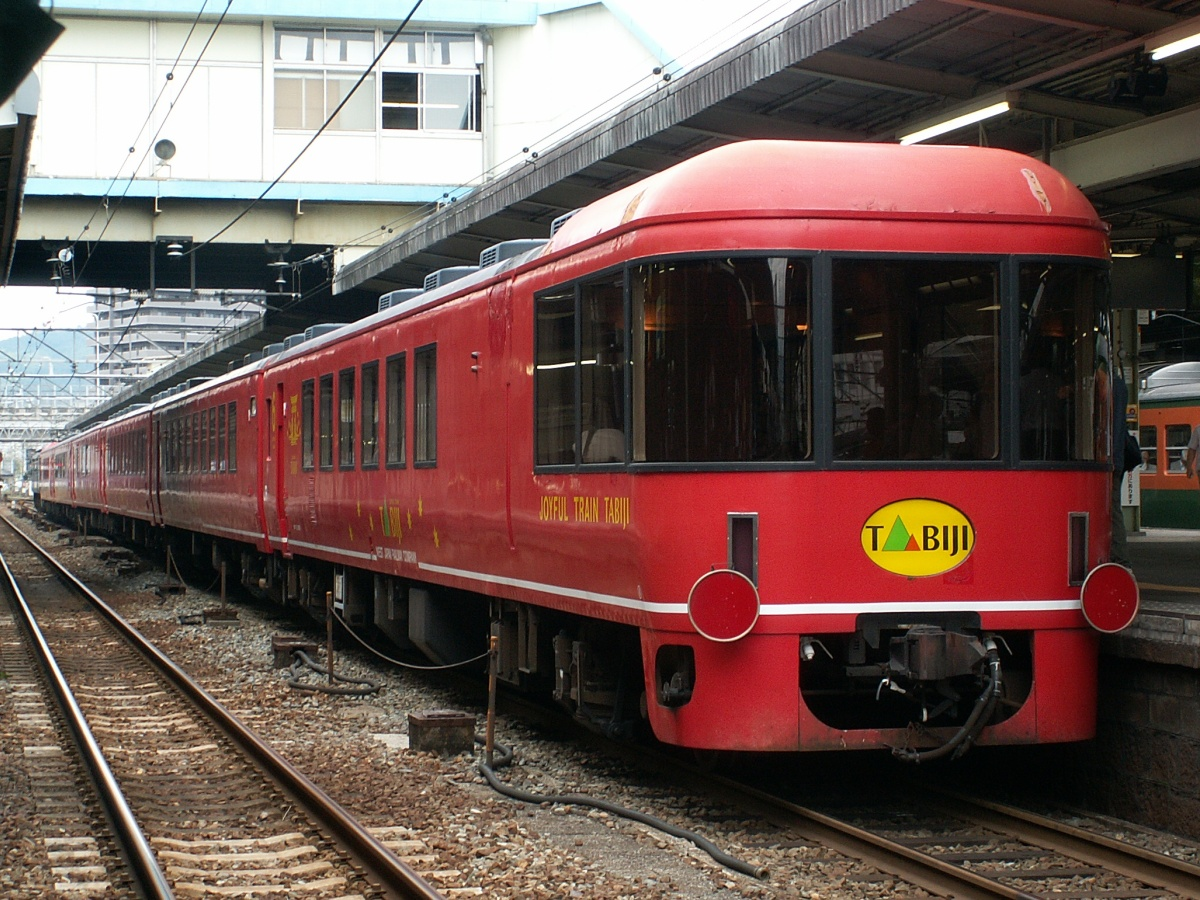
「旅路」リニューアル車（2007年）

1981年に幡生工場で広島鉄道管理局向けに改造された和式客車で、オロ12 817 - 820、スロフ12 809・810による6両編成である。JR西日本承継後の1994年にリニューアル工事が行われた。2007年に廃車となった。

#### 「いこい」（静岡局）
1982年1月に名古屋工場で静岡鉄道管理局向けに改造された和式客車で、オロ12 821 - 824、スロフ12 811・812による6両編成である。
当初は沼津配置であったが、JR東海承継後に名古屋へ転属し、1997年に廃車となった。

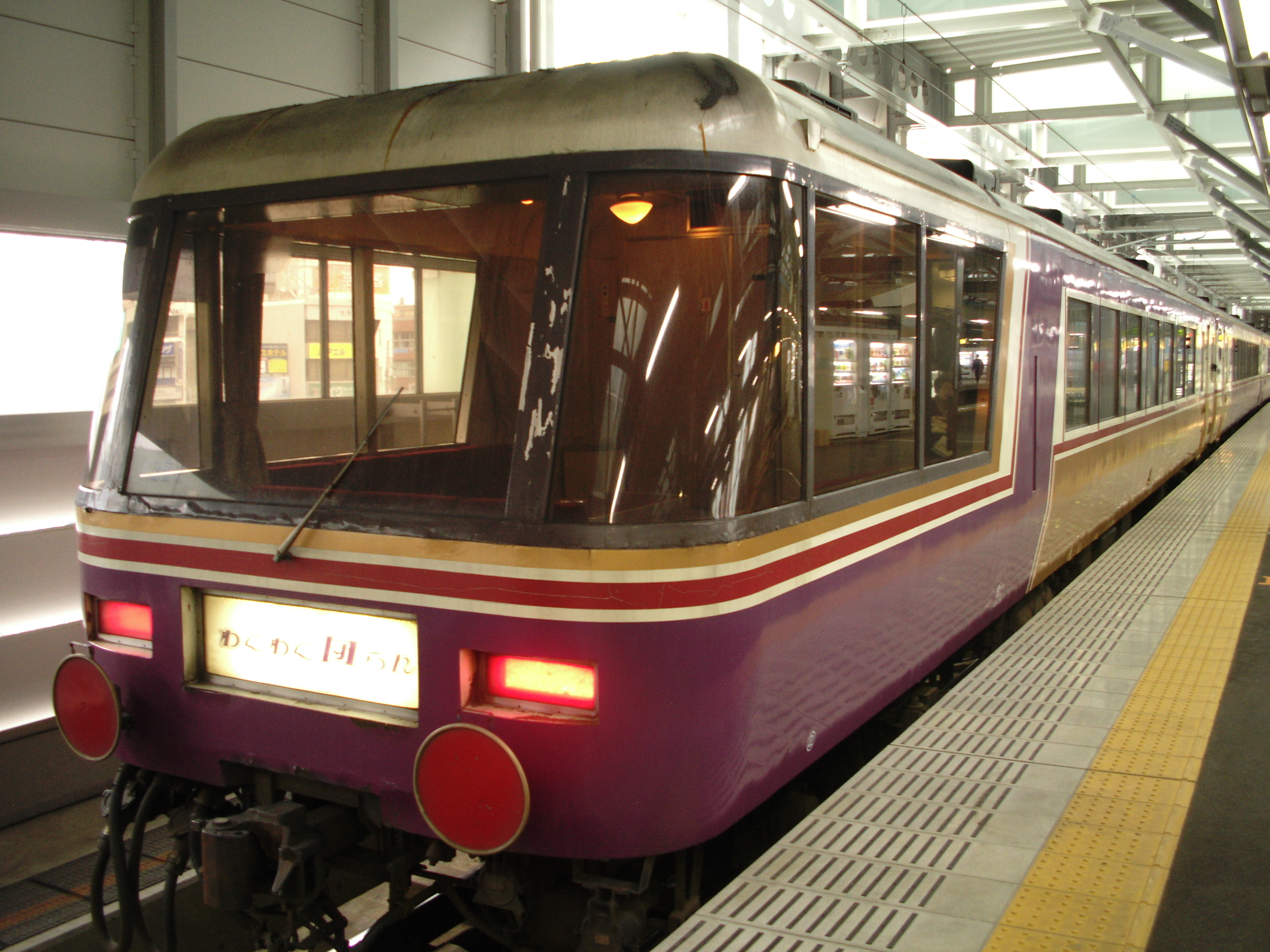
「わくわく団らん」

#### 金沢局和式客車（サワ座）→「わくわく団らん」
1982年に松任工場で改造された金沢鉄道管理局向け和式客車で、当初はオロ12 825 - 828、スロフ12 813・814による6両編成であった。
JR西日本承継後の1993年にリニューアルが行われ、スロフ12 803はイベントカーのマロフ12 853に改造された。1995年にはオロ12 826が廃車となり、通勤形改造車のオハ12 1002を展望車オロフ12 801に改造している。その後各車とも2006年に廃車となった。

#### 名古屋局和式客車（ナコ座）

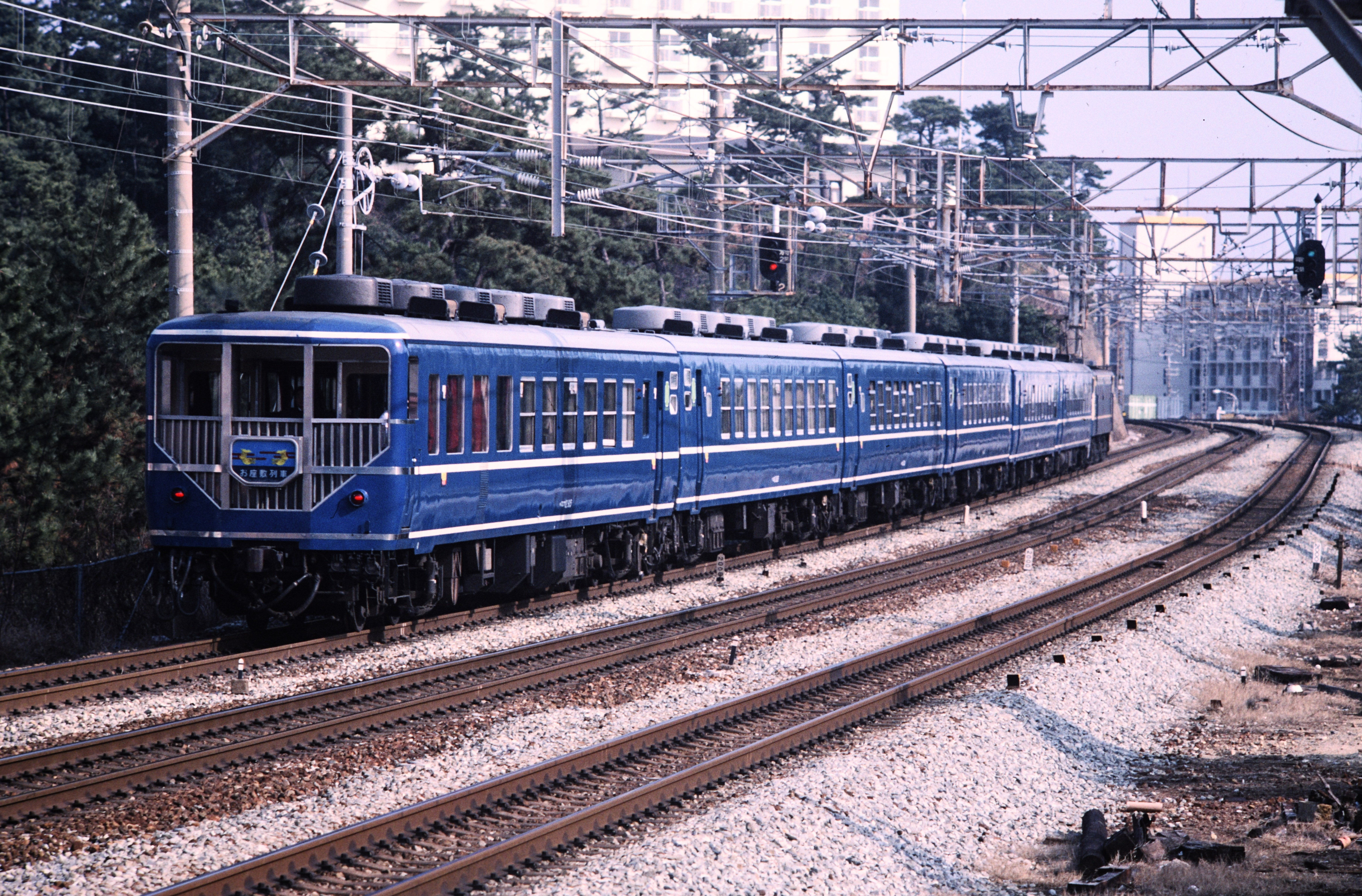
お座敷列車（ナコ座）

1983年に名古屋工場で改造された名古屋鉄道管理局向け和式客車で、オロ12 829 - 832、スロフ12 915・916による6両編成である。編成自体の愛称はなく、鉄道ファンの間では「ナコ座」と通称された。
JR東海に承継後、1999年に廃車となった。

#### 門司局和式客車（山編成）

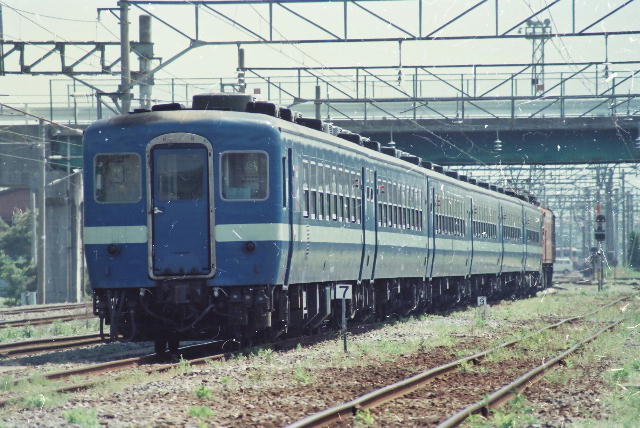
門司局お座敷列車（山編成）

1983年に小倉工場で改造された門司鉄道管理局向けの和式客車で、オロ12 833 - 836、スロフ12 817・818による6両編成である。各車に九州の山の名前が付けられており、「山編成」と呼ばれた。
JR九州に承継されたが、1994年に廃車となった。

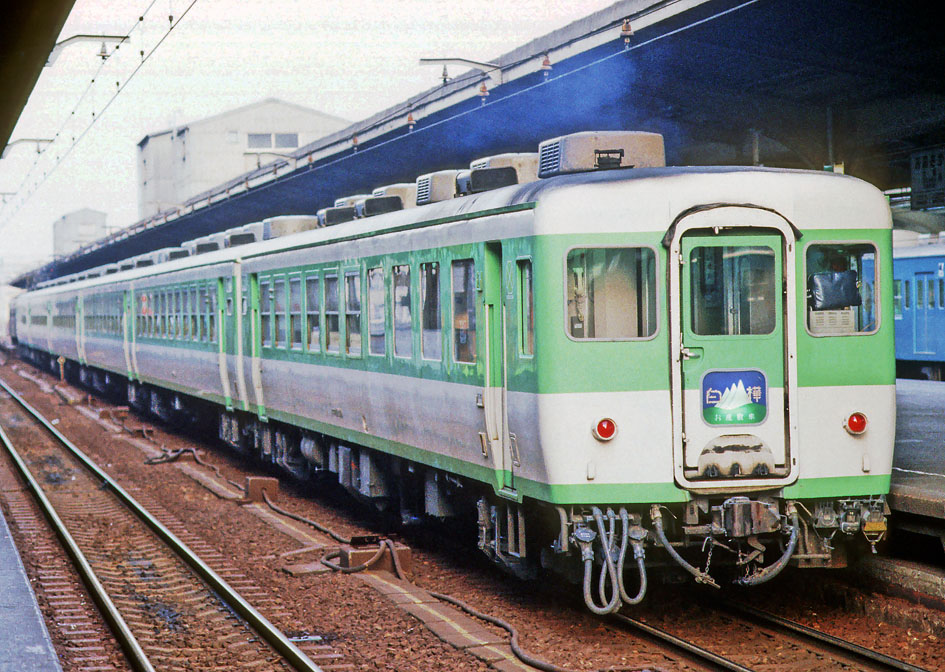
「白樺」

#### 「白樺」
1983年に長野工場で改造された長野鉄道管理局向けの和式客車で、オロ12 837 - 840、スロフ12 819・820の6両編成である。
JR東日本に承継後、14系改造の「浪漫」への置き換えにより1996年に廃車となった。

#### 「くつろぎ」

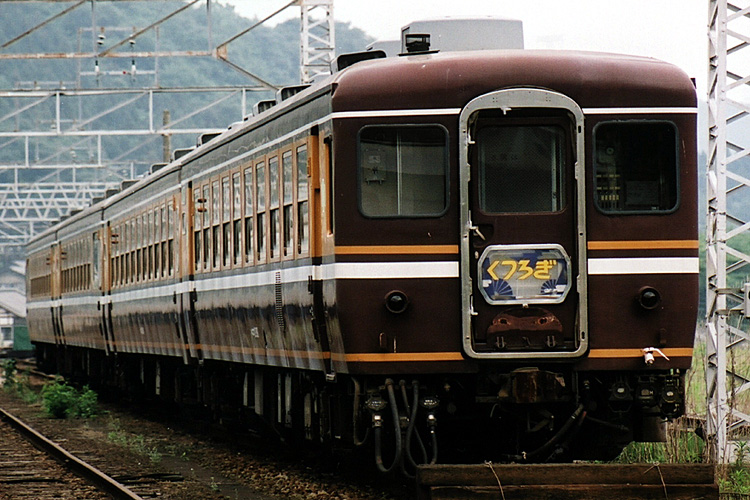
「くつろぎ」

1983年に幡生工場で改造された高崎鉄道管理局向けの和式客車で、オロ12 841 - 844、スロフ12 821・822による6両編成であった。
JR東日本に承継後、1999年に廃車となった。

#### 「いこい」（福知山局）→「セイシェル」

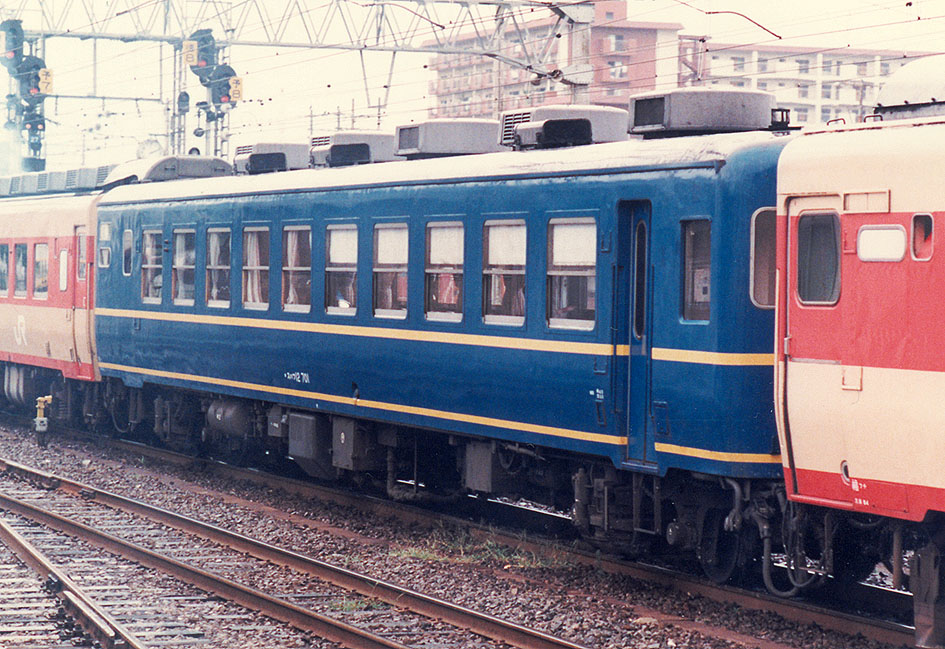
福知山局「いこい」スハフ12 701

1985年に後藤工場でスハフ12 5を改造した福知山鉄道管理局向けの和式客車で、スハフ12 701として12系客車などに組み込まれて運用された。塗装は一般車と同様だが車体の帯が黄色に変更された。車内は半室が洋風、もう半室が和風で、ミニキッチンまで備えているが普通車扱いであった。
イベント客車であるが、定期の客車列車に併結されたり、キハ58系に併結されたりして使用された。この車両は、国鉄分割民営化時に運転された特別列車「旅立ちJR西日本号」の1号車に連結された。1989年にキハ58系気動車のジョイフルトレイン「セイシェル」の中間車キサロ59 501に再改造された。

#### 「江戸」
老朽化したスロ81系の置き換えのため1986年に登場した東京南鉄道管理局向けの和式客車で、オロ12 849 - 852、スロフ12 825・826による6両編成である。
JR東日本に承継され、2000年に廃車となった。

#### 「やすらぎ」

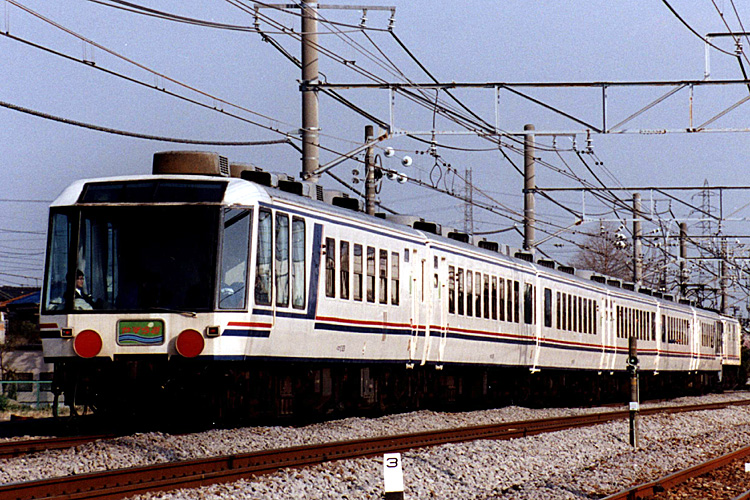
「やすらぎ」

1986年に大宮工場で改造された高崎鉄道管理局向けの和式客車で、オロ12 853 - 856、スロフ12 827・828による6両編成である。
JR東日本に承継後の2001年に廃車となったが、両端の展望車はわたらせ渓谷鐵道に譲渡され、2009年まで在籍した。

#### 「ふれあいみちのく」

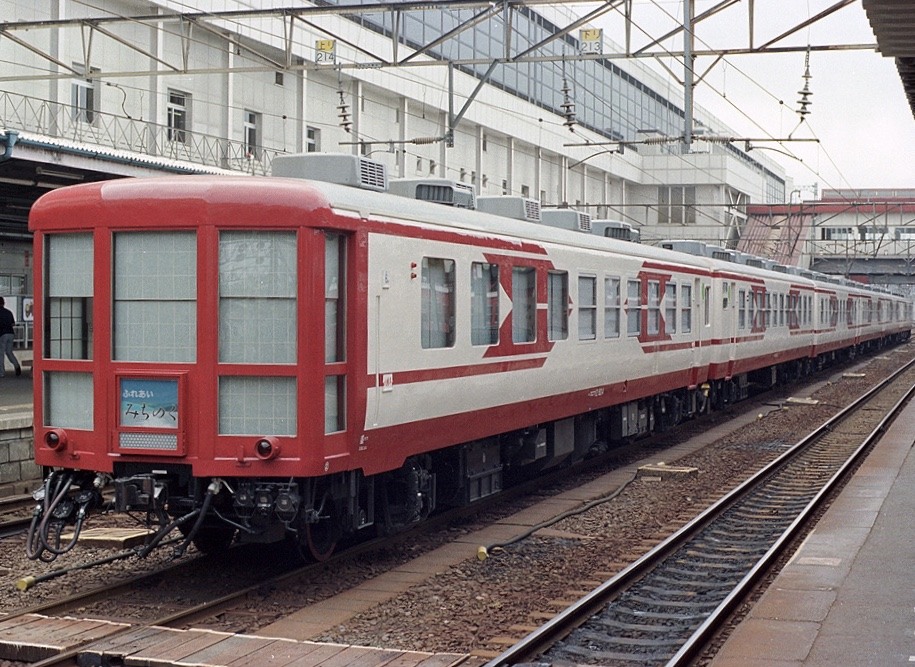
「ふれあいみちのく」

1986年に土崎・郡山工場で改造された盛岡鉄道管理局向けの和式客車で、オロ12 845 - 848、スロフ12 823・824による6両編成である。2002年に廃車となった。

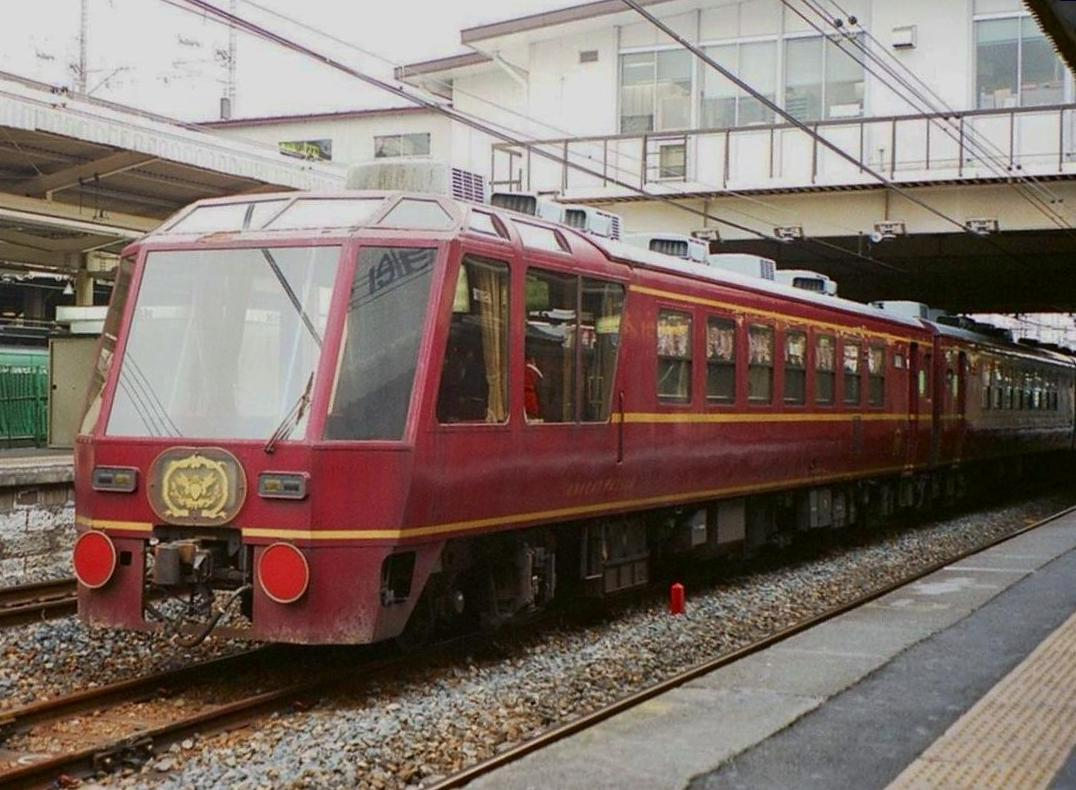
「オリエントサルーン」

#### 「オリエントサルーン」
1987年1月に大宮・郡山工場で改造された仙台鉄道管理局向けの和式客車で、オロ12 857 - 860、スロフ12 829・830による6両編成である。2000年に廃車となった。

#### 「あすか」

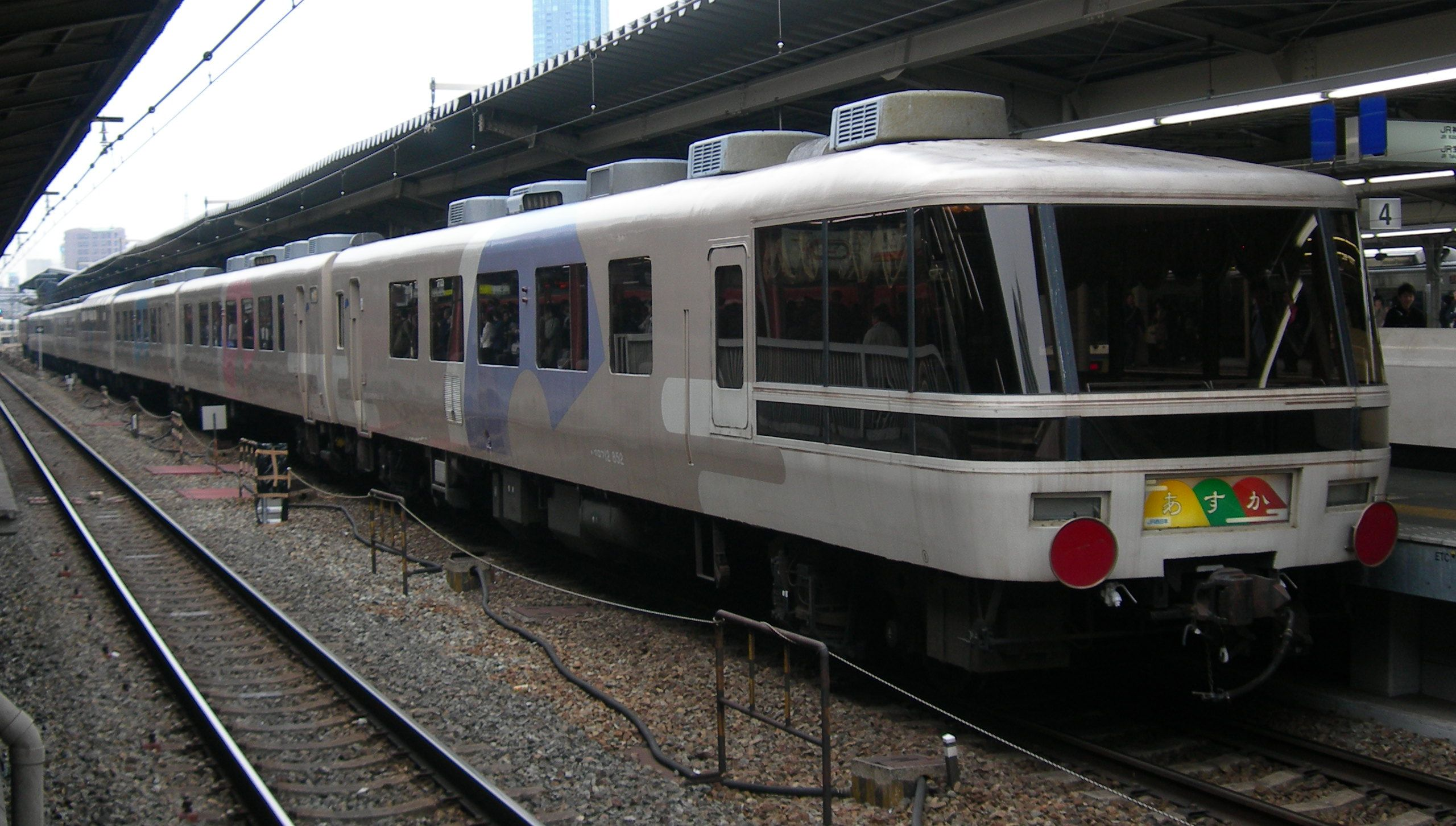
「あすか」

山陰本線余部橋梁で1986年12月に発生した転落事故により廃車となった14系和風客車「みやび」の代替車として、JR西日本発足後の1987年に鷹取工場で改造された。編成は7両編成で、オロ12 851 - 854、マロフ12 851・852の他に14系改造のオロ14 851が連結される。
2016年に廃車となった。

### 欧風客車
旅客の嗜好の多様化により、新しい需要に対応すべく製作された個室や豪華なリクライニングシートを備えた車両で、国鉄末期の1985年から3編成+1両（計20両）が製作された。

#### 「ユーロライナー」

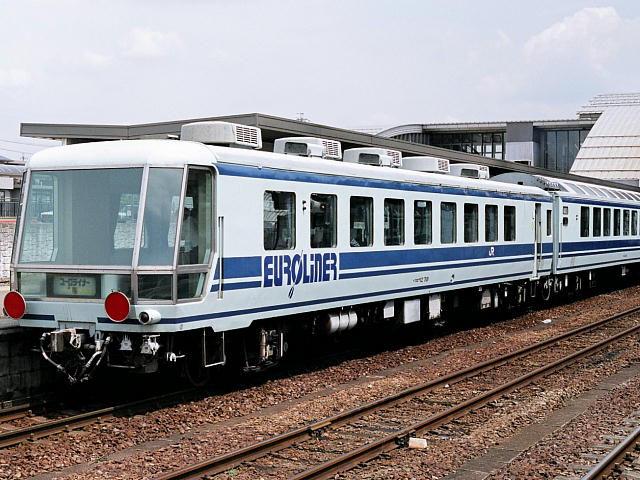
ユーロライナー

1985年に名古屋工場で改造された名古屋地区向け欧風客車で、オロ12 701 - 705、スロフ12 701・702により7両編成を組む。
JR東海に承継され、2005年に廃車となった。

#### 「ゆうゆうサロン岡山」

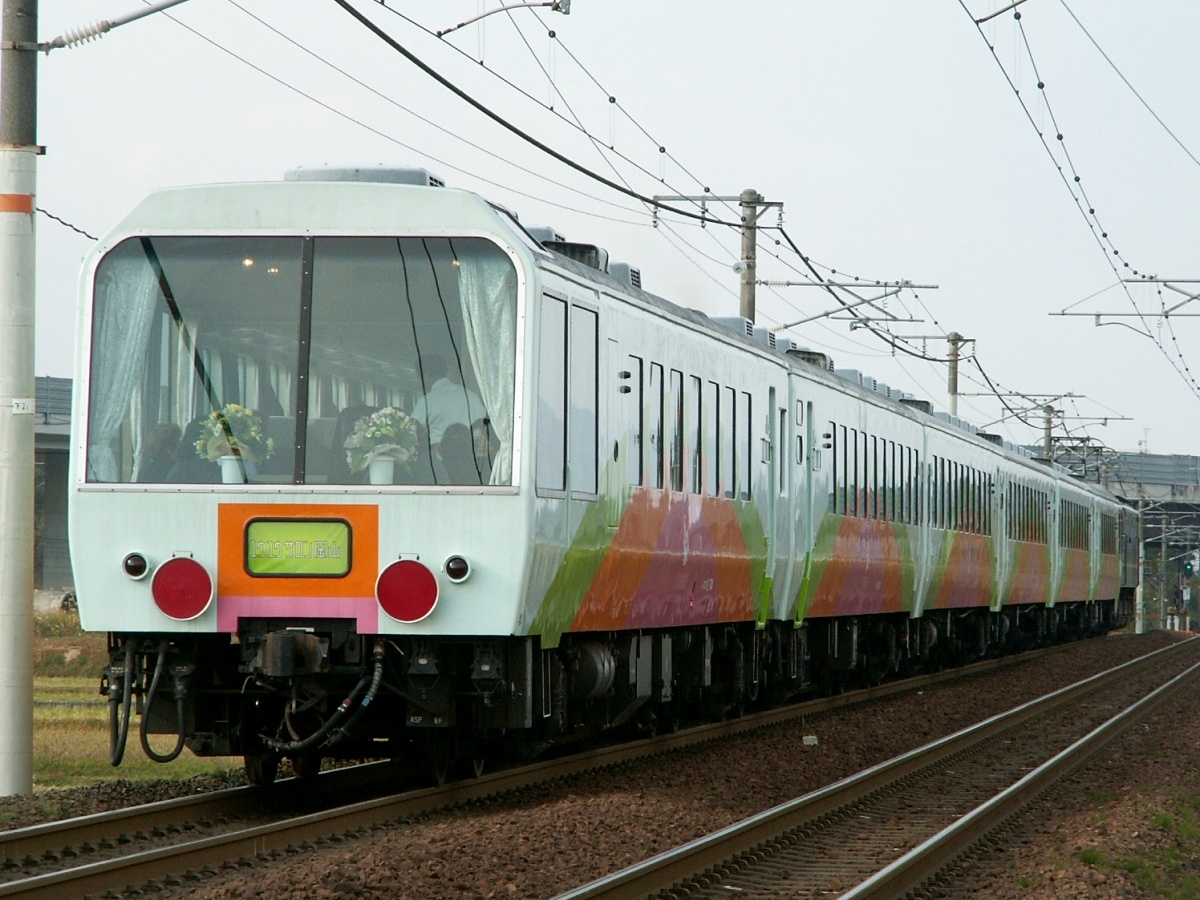
ユウユウサロン岡山（改装後）

1985年に幡生工場で改造された岡山地区向け欧風客車で、編成はオロ12 707 - 710、スロフ12 703・704による6両編成である。
JR西日本に承継され、2011年に廃車となった。

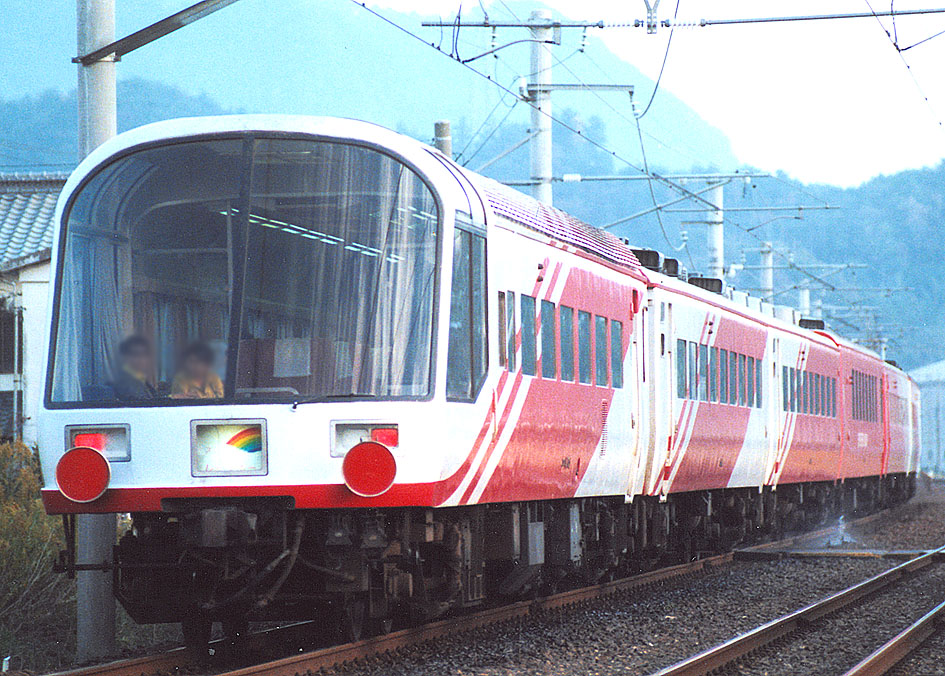
「スーパーエクスプレスレインボー」（4号車 オロ12 715）

#### 「スーパーエクスプレスレインボー」
1987年3月に改造された14系ジョイフルトレイン「スーパーエクスプレスレインボー」は中間4号車のイベントカーが12系からの改造で、オロ12 715がオハ12 371より改造された。
JR東日本に承継され、2001年に廃車となった。

#### 「パノラマライナーサザンクロス」

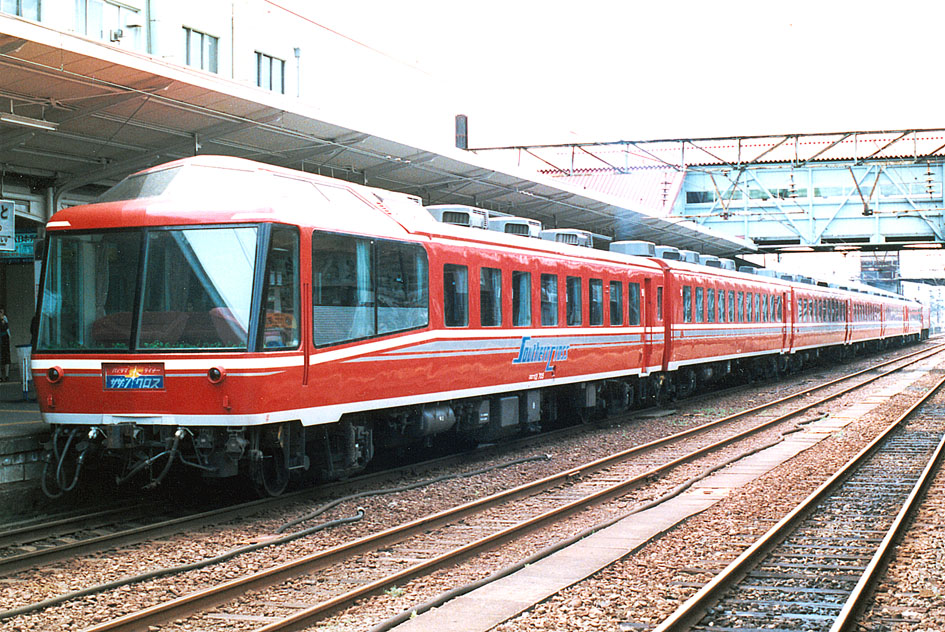
「パノラマライナーサザンクロス」

1987年3月に国鉄小倉工場で改造された欧風客車で、オロ12 711 - 714、スロフ12 705・706による6両編成であった。
JR九州に承継されたが、いわゆる「ジョイフルトレイン」の全廃を打ち出したため、1994年に廃車となった。

### イベント・臨時列車用改造車
SL牽引・観光・夜行列車を目的とした臨時列車用にも運用・改造されている。

#### 「サイエンストレイン エキスポ号」
1985年（昭和60年）に茨城県筑波郡谷田部町（当時）で開催された、国際科学技術博覧会（通称「科学万博」）のPR列車「サイエンストレイン エキスポ号」に使用する目的で、竜華客貨車区所属のスハフ12 6・16、オハ12 5・7 - 9・11の7両（スハフ12 16以外は全て試作車）が土崎工場で改造された。改造内容は車内の腰掛・荷棚などの設備品をすべて撤去して側窓をラッピングでふさぎ、科学万博の宣伝パネルや展示物を設置した 。
科学万博開催前の1984年9月に落成し、同月14日の東京駅を皮切りに全国各地を巡回した。但し、海峡線・本四備讃線が未開業（開業はどちらも1988年）の為、北海道・四国へは巡回しなかった。1985年5月に巡回を終了し、土崎工場で復元された。
その後一部の車両は四国に転じ、オロ12 5・9、スロフ12 6へと改造された。

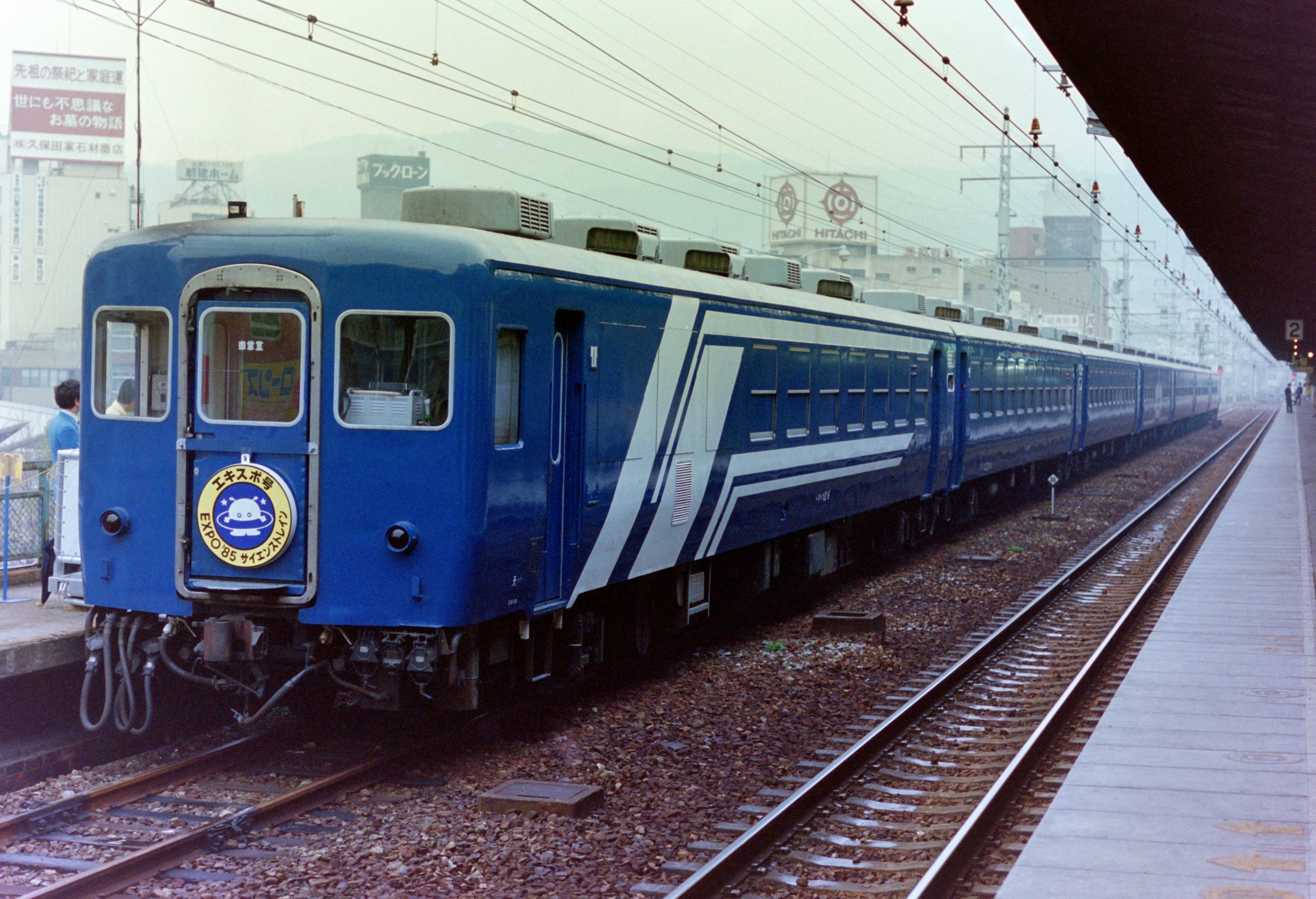
サイエンストレイン エキスポ号（神戸駅）
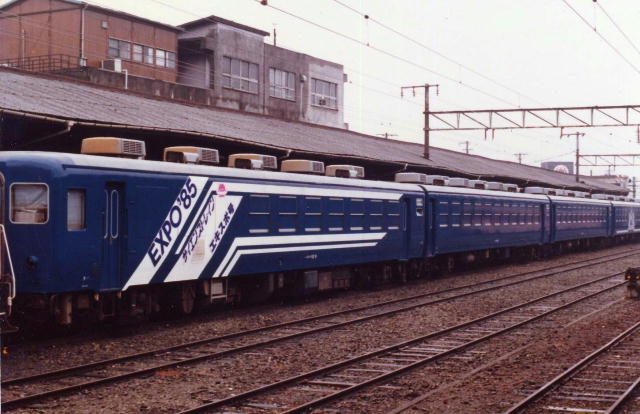
サイエンストレイン エキスポ号スハフ12 6（熊本駅）
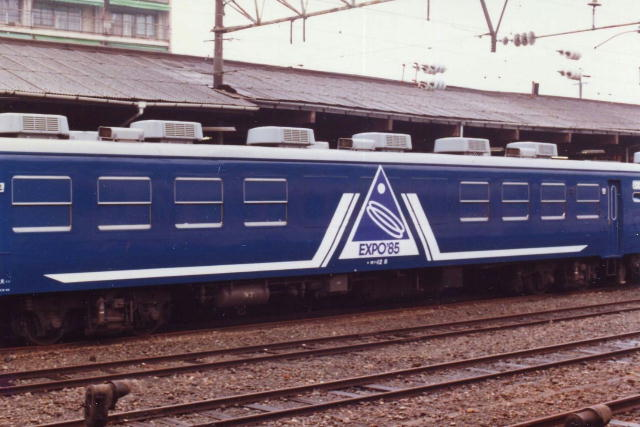
サイエンストレイン エキスポ号オハ12 8の側面（熊本駅）

#### 簡易和式列車「ふれあい」
1985年に長野運転所所属のオハ12 121・149・284・285、スハフ12 7・64の6両を改造した。各座席の座布団を取り外し、代わりに畳をはめ込めるように（座布団は畳の下に格納）座席のフレームのみを改造した、簡易和式車両である。塗装は変更されていない。
国鉄分割民営化後、JR東日本に承継された。甲子園輸送などの団体臨時列車に充当されたが、1995年（平成7年）に廃車となっている。

#### 「マザーグーストレイン」
1987年3月に長野工場で改造製作されたイベント用車両である。スハフ12 103を専用塗装に変更し、同時に車内でショッピングやイベントが開催できるように改装されたマニ50 2028・2243とともに小海線などで使用された後、復元された。

#### JR四国一般団体用12系
JR四国発足時に導入された12系10両の内の4両（スハフ12-16・オハ12-7/8・オハフ13-35）で塗装を白地にスカイブルーとエメラルドグリーンの帯にした仕様で、この内のスハフ12とオハ12はサイエンストレイン エキスポ用12系客車の転用である。
1996年に廃車となった。

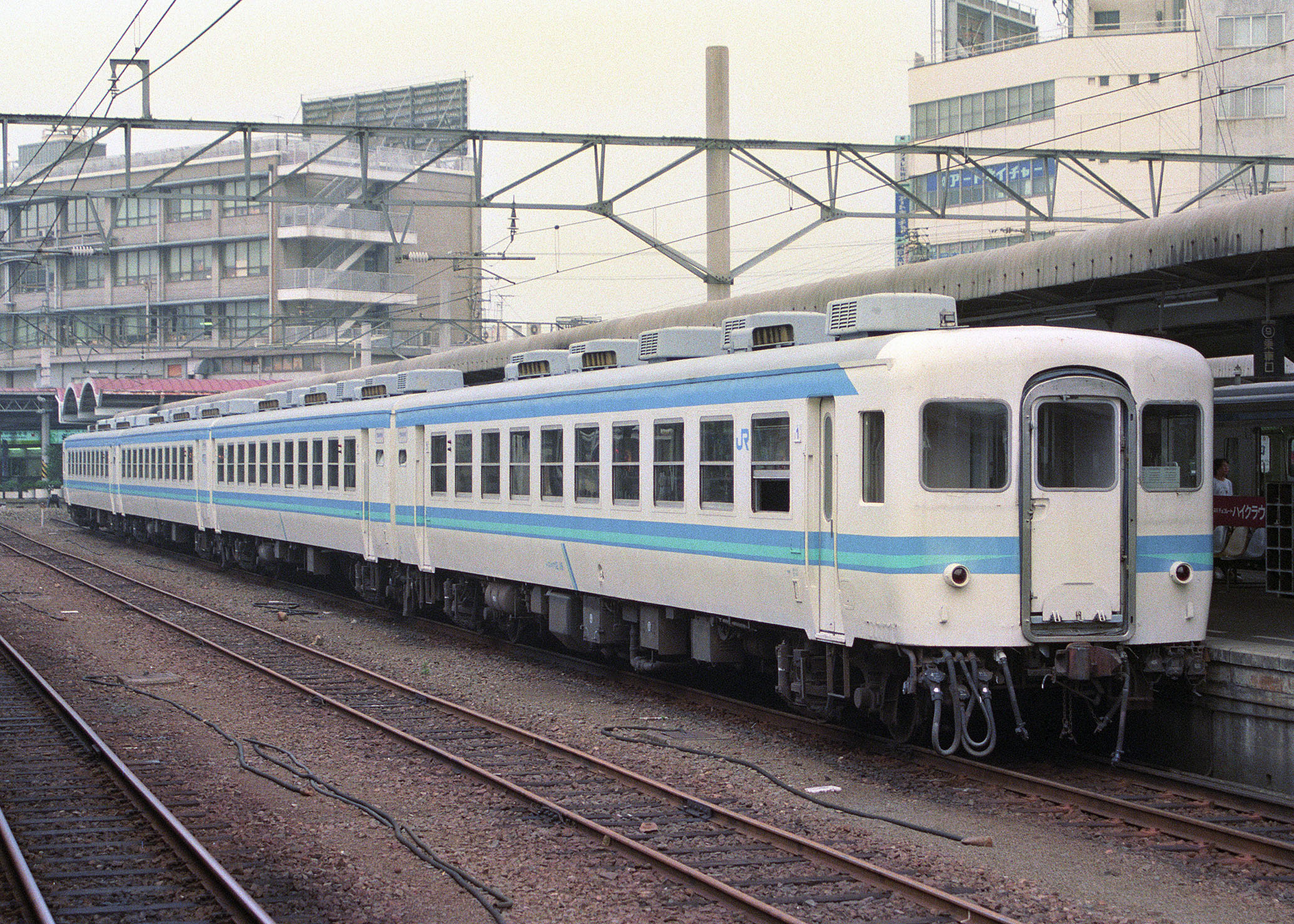
12系「JR四国」色

#### 「SLやまぐち号」用レトロ客車

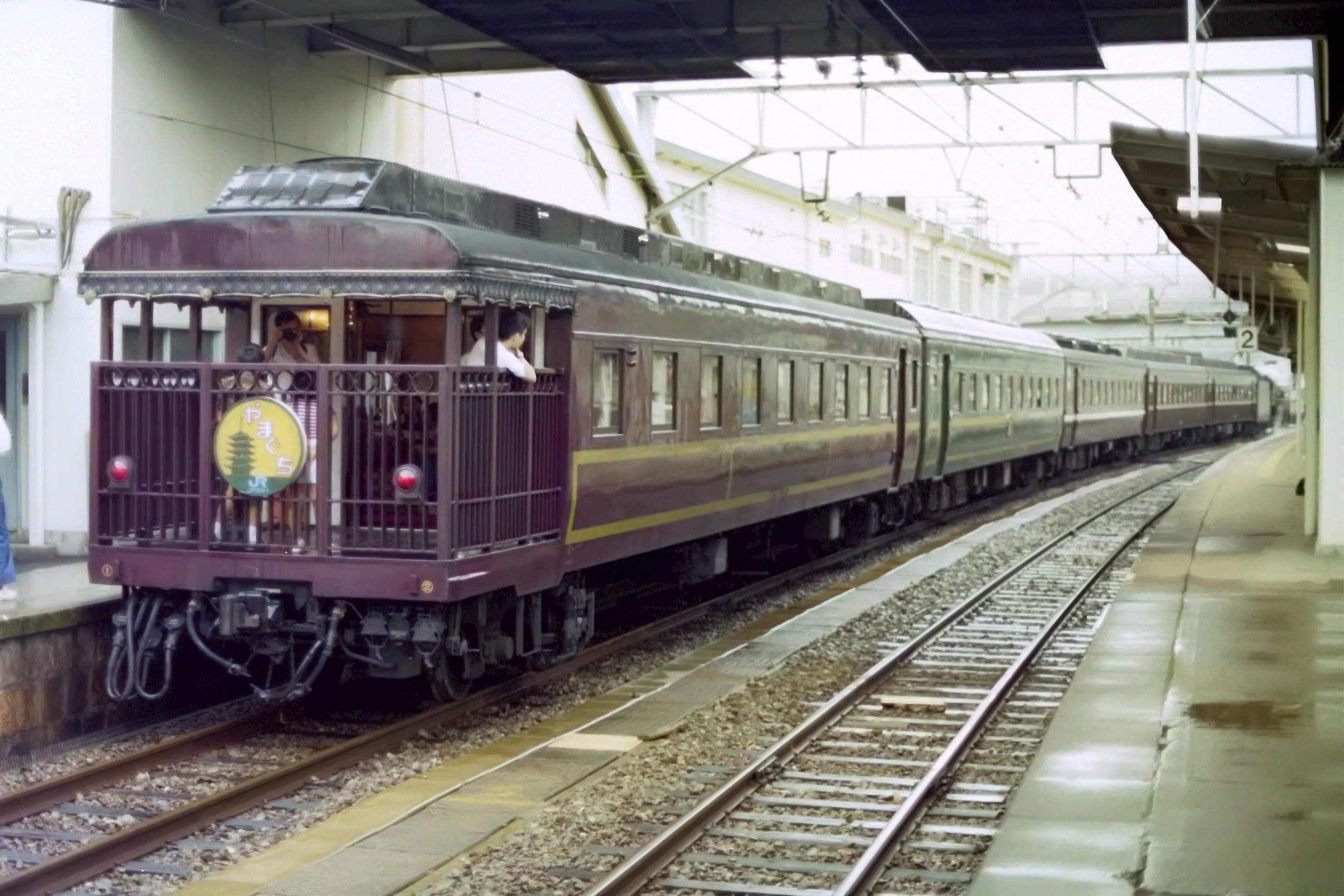
「SLやまぐち号」用レトロ客車（1993年）

山口線のSL列車「SLやまぐち号」の活性化のため、1988年に12系改造のレトロ客車が登場した。当初は5両がオハ12 701 - 703、スハフ12 702、オハフ13 701に改造され、オハフ13 701には展望デッキおよび展望室が設置された。2003年にはオハ12 703に展望室を設置する改造が行われた。
35系客車の新製により2017年に廃車となったが、2018年に大井川鐵道へ譲渡された。

#### 「ムーンライト高知・松山」
50系客車改造の「アイランドエクスプレス四国」が好評だったことから、1988年5月、波動輸送用として四国旅客鉄道（JR四国）高松運転所に配置されていた12系10両の内(当初はオリジナルカラーだったが、直ぐ白地をベースに窓周りをスカイブルー＋赤帯に塗装した6両と白地をベースに窓上をスカイブルー、窓下をスカイブルー＋ライトグリーン帯に塗装した4両へ改められた)、スハフ12形2両 (3・6)、オハ12形4両（5・6・9・10）の計6両に対してアイランドエクスプレス四国と同様の2+1列リクライニングシートの設置やカーペット車化と言った車内設備のハイグレード化を施したもの。
竣工が早かったスハフ12形2両（3・6）と、オハ12形2両 (5・9) は改番や塗装変更なしで一旦出場したものの、残り2両が出場した時点では、全車普通車からグリーン車に用途変更されてグリーンマークの追加と帯色の変更(赤→青)した上で出場したが、番号は「ハ」を「ロ」に変更したのみである。
オロ12 6・9は、既存シートを全て撤去して片側通路となり、車内をカーペット敷きとした(2窓毎に間仕切りが設置され、1区画あたり4名で間仕切りは取り外し可)。前位側には手荷物保管用ロッカーやAVシステム、車端部側には更衣室を新たに設置し、併せて側窓も固定化(前述のロッカー&更衣室部分の窓は撤去)された定員20名。
他の4両は車端部側に自販機設備(オロ12では後年、更衣室として運用)、シートピッチ1400 mm、青函連絡船グリーン船室と同じ読書灯と、足置き（いわゆるフットレストではない）付きのリクライニングシート(当初は緑系のシートモケットだったが、後にグレータイプに変更)を1+2列で配置し、定員は33名となった。特にカーペット車は他社が1両定員28名前後なのに対し20名のため窓1枚あたり2名分のスペースがあり、かなりゆったりしている。
この他、トイレや洗面所周りもリフレッシュ化及び、車端部側にあった流し管を汚物処理装置に換装やオロ12の車端部側にテールライトを新たに追加した。
1989年8月から快速「ムーンライト高知」で使用を開始し、以下の編成を組成して運転された。なお、多客期などにJR西日本から12系・14系を借り入れ普通車指定席として連結することがあった。
| グリーン・喫煙               | カーペット・禁煙 | グリーン・禁煙               |
| スロフ12または オロ12(5・10) | オロ12(6・9)     | スロフ12または オロ12(5・10) |

1995年からは「ムーンライト松山」にも使用を開始した。なお「ムーンライト松山」の運転開始と前後して6両とも塗装を国鉄時代のものに復元しているが、本来12系に使用される青20号ではなく、直流電気機関車などで使用される青15号が使用されていた。
2列車とも指定席グリーン車に使用された他、青春18きっぷシーズンなど多客期は輸送力確保のため主に宮原客車区の14系座席車を増結した以下の編成で運転された。
| 形式   | スロフ12         | オロ12           | オハフ13         | スハフ14         | オハ14           | オロ12           |
| 設備   | グリーン・喫煙   | カーペット・禁煙 | 指定席・禁煙     | 指定席・喫煙     | 指定席・禁煙     | グリーン・禁煙   |
| 列車名 | ムーンライト高知 | ムーンライト高知 | ムーンライト高知 | ムーンライト松山 | ムーンライト松山 | ムーンライト松山 |

2009年（平成21年）に運行を終了し、稼働率の低下と老朽化から翌年までに6両とも廃車された。
- 「ムーンライト高知」で編成端になることを考慮し、オロ12では後位(洗面所)側妻面に尾灯が設置されたが、位置が貫通扉下部に寄った特徴的な配置となっている。
- 1988年（昭和63年）4月、JRグループ発足1周年を記念した列車「JR1周年記念号」に「アイランドエクスプレス四国」が使用された。しかし当編成のみでは定員不足になってしまうため、増結用にスハフ12 3が塗色をアイランドエクスプレス四国色に変更の上、スロフ12 3として使用された。高松 - 琴平 - 広島 - 高松間を走行（営業は琴平 - 広島間）した後、すぐに元の色（赤帯のJR四国色）へと戻された。

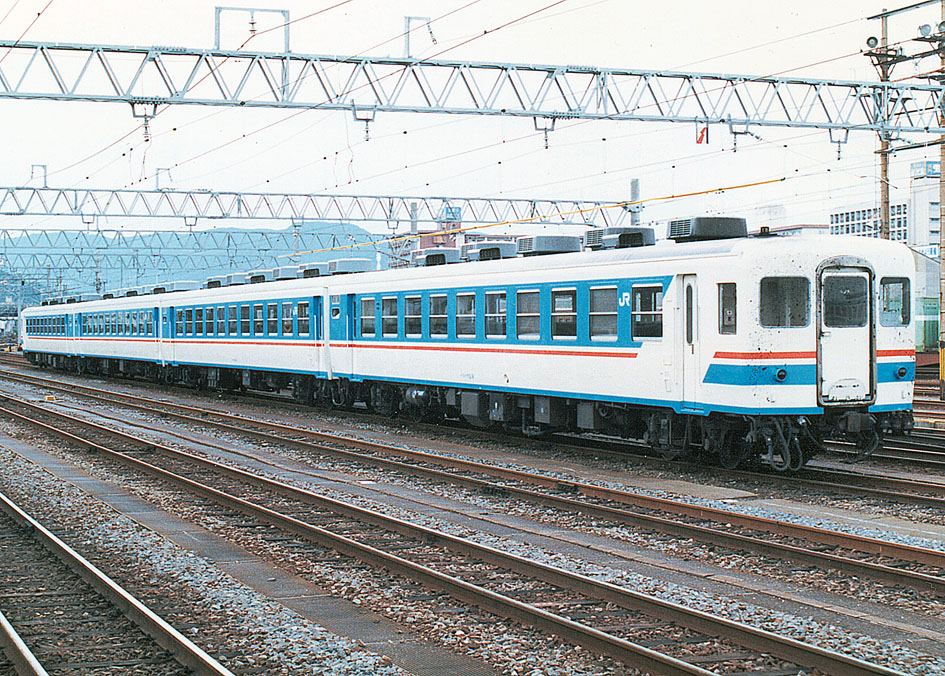
12系「JR四国」色
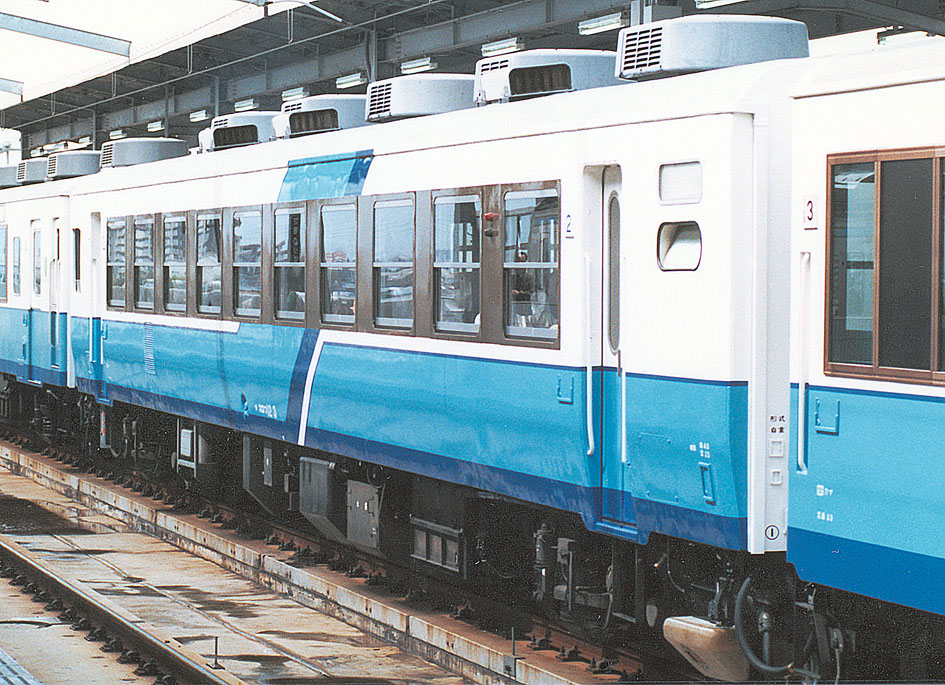
スロフ12 3「アイランドエクスプレス四国」色(1988年）
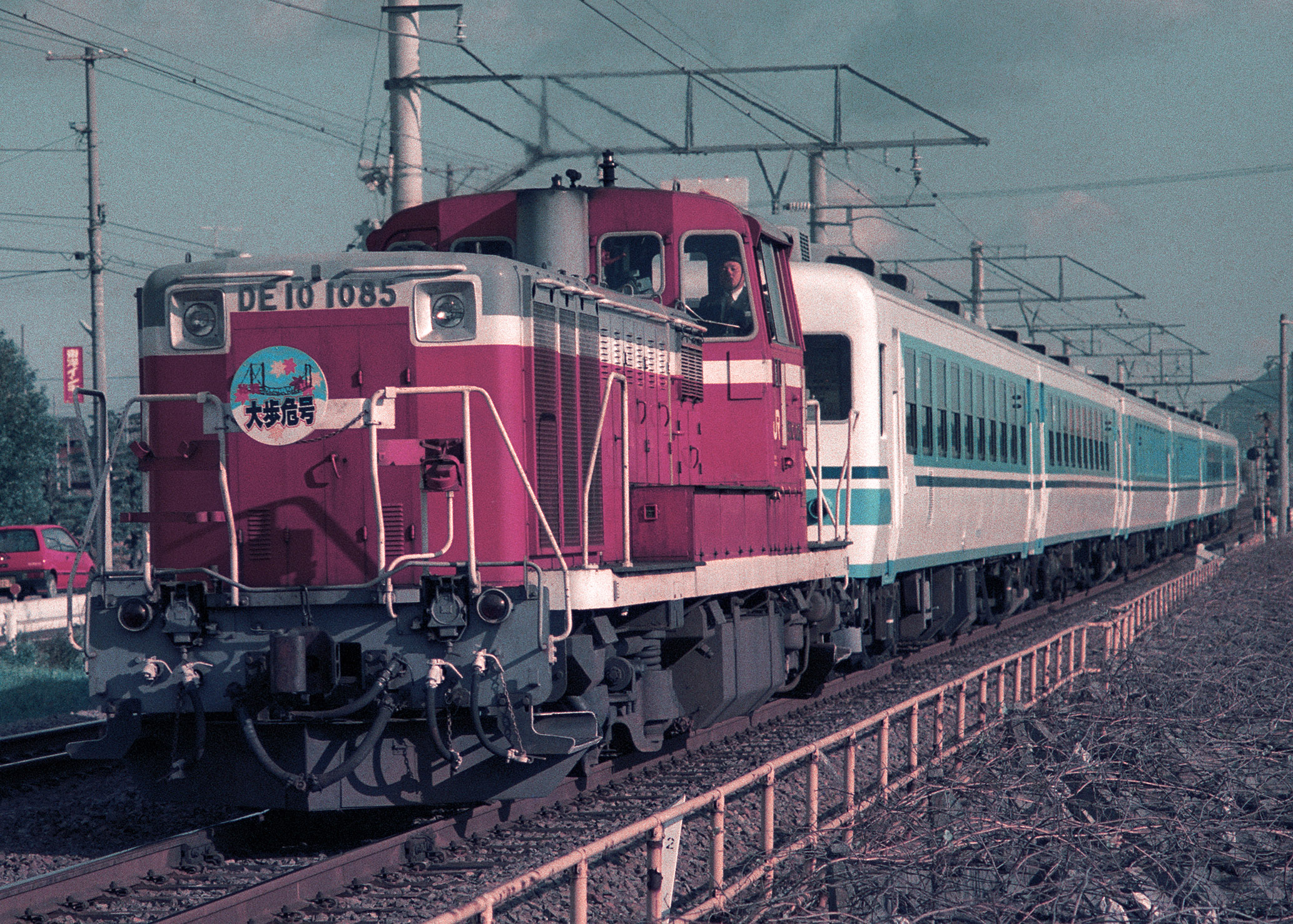
DE10 1085けん引 12系「JR四国」色 快速「秘境・大歩危号」(1988年）
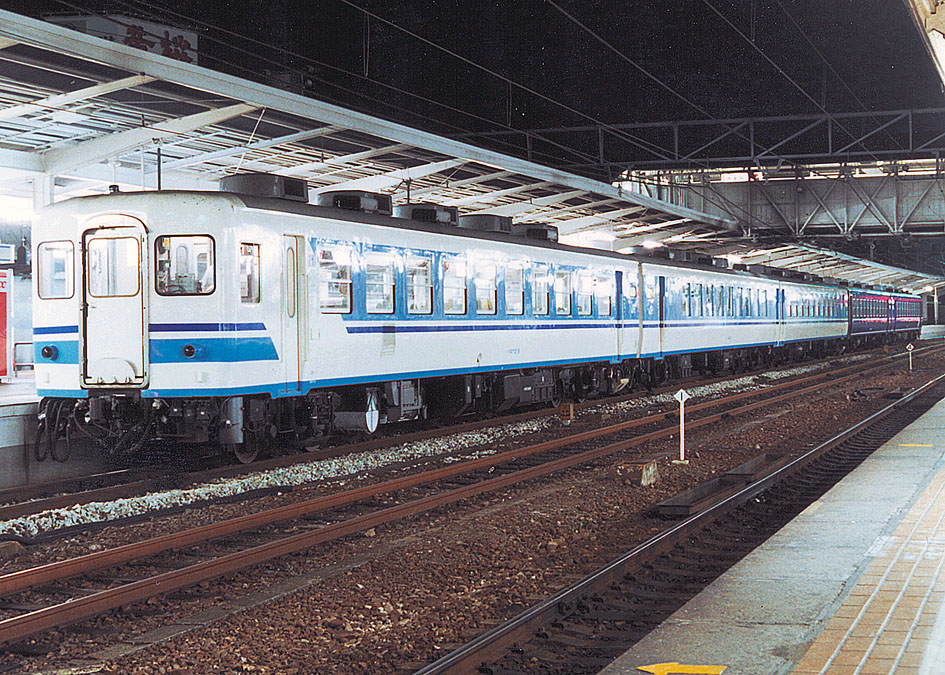
12系「JR四国」色（ムーンライト高知）
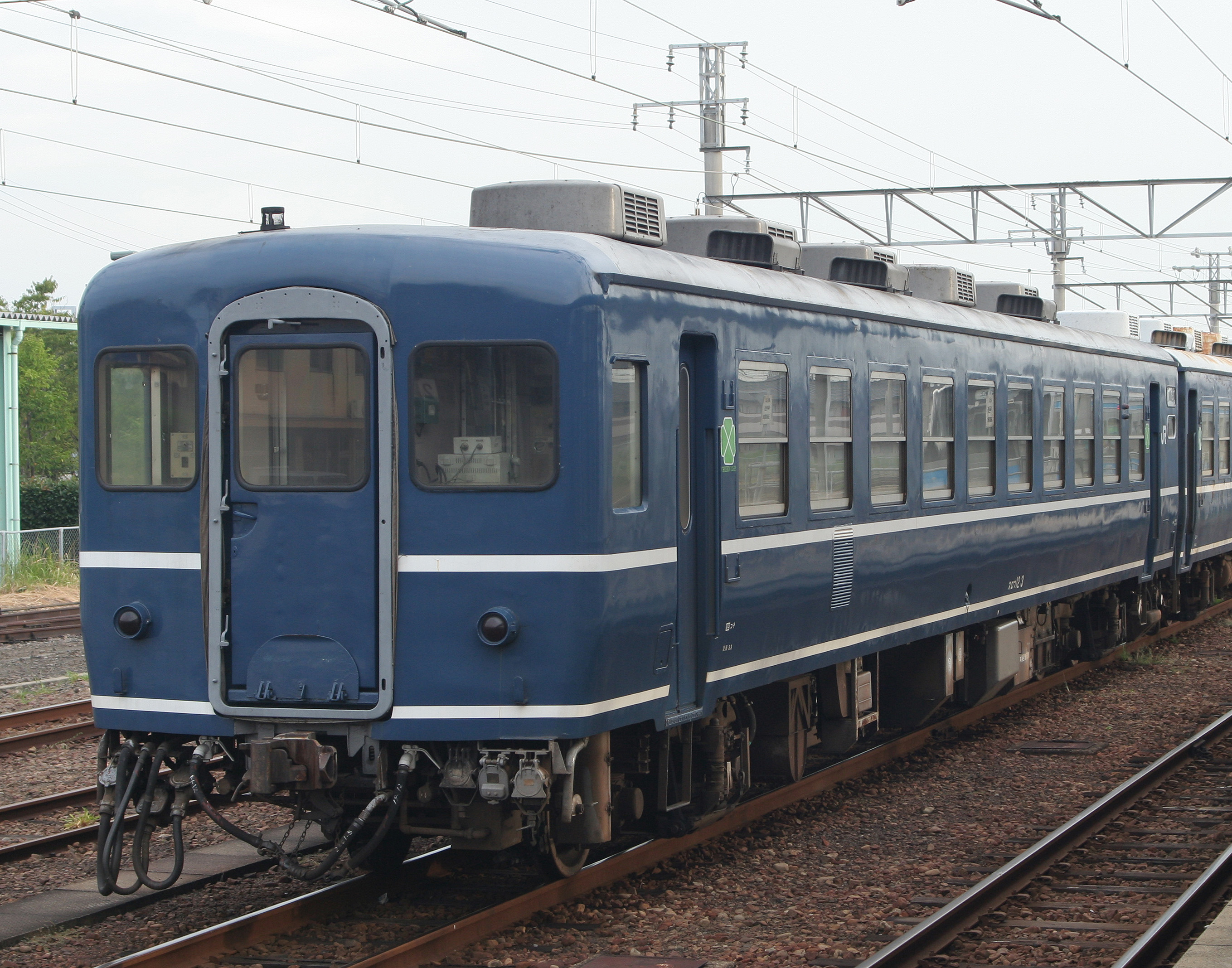
スロフ12 3（2007年9月2日、多度津駅）
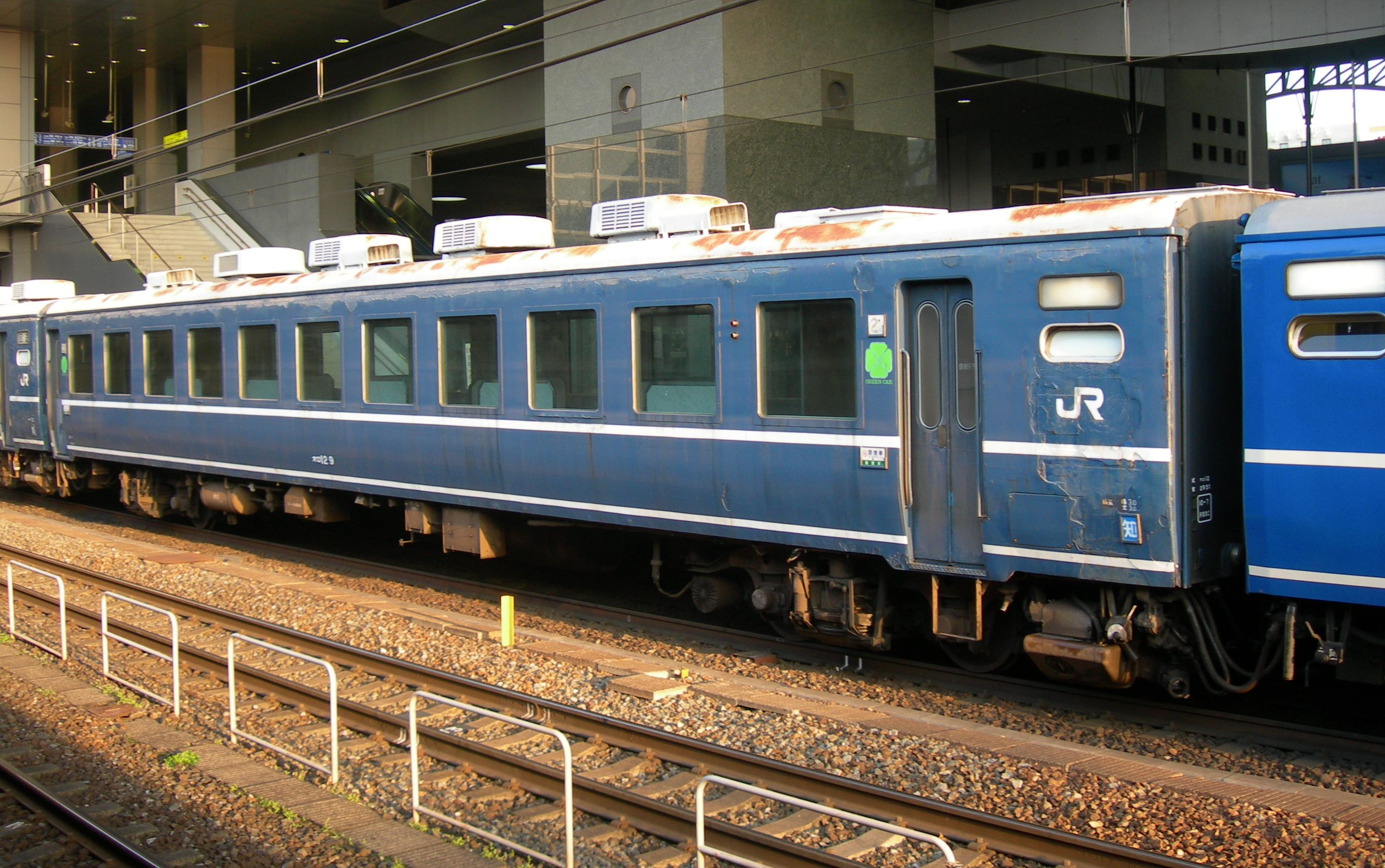
オロ12 9（2008年3月25日、京都駅）
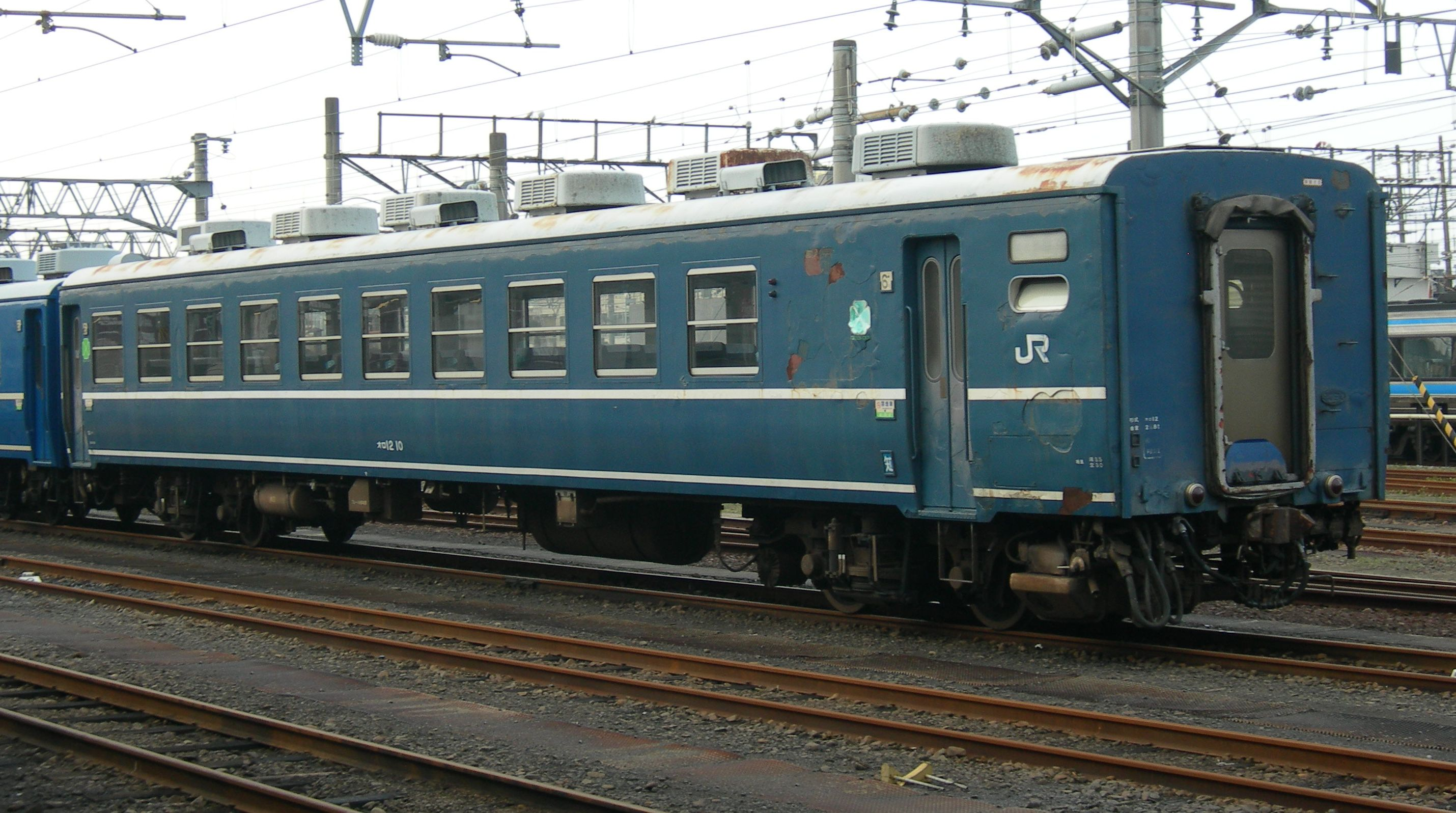
オロ12 10（2008年3月24日、松山駅）

#### 青森地区カーペット車
1989年にJR東日本土崎工場で改造されたカーペット車で、オハ12 801・802の2両が登場してジョイフルトレインや臨時列車の増結用に使用された。
オハ12 801は1999年にフィリピンに譲渡された。802も2002年に廃車となった。

#### 盛岡地区リクライニングシート車
1990年、JR東日本盛岡支社のオハ12形2両 (327・328) に対し、団体列車用に座席をリクライニングシートに改造する改造を、盛岡客車区で施工した。外観上の変化はなく、1999年に廃車となった。

#### 青函トンネル対応車
スハフ12形4両(101-102・114・116)に対し、車掌室直下にある消火器BOXの大型化や発電機カバー取り付ける事で青函トンネル内の運用に対応した車両。
この内、101・102はばんえつ物語用車に転用されたが、114・116は1999年に廃車となった。

#### 「シュプール大山」
JR九州で九州方面から大山へのスキー列車や、自社内の団体臨時列車用として、座席をリクライニングシート化したもので、1990年12月に小倉工場でオハ12形8両、スハフ12形2両、オハフ13形2両に対して施工された。車体には手は加えられず、車体裾部の白線の数が増加したのと、「PASSENGER CAR 12 SPECIAL」のロゴが前位ドア横と幕板部に標記されたのが特徴的である。また、車号標記の末尾に「S」が加えられている。
2000年以降は一部車両を除いて殆ど運用がなく、2002年までに全車が廃車された。
改造施工車は次のとおりである。
- オハ12形 - 53・54・55・56・75・76・213・214
- スハフ12形 - 17・47
- オハフ13形 - 6・9

#### 「トロッコファミリー号」

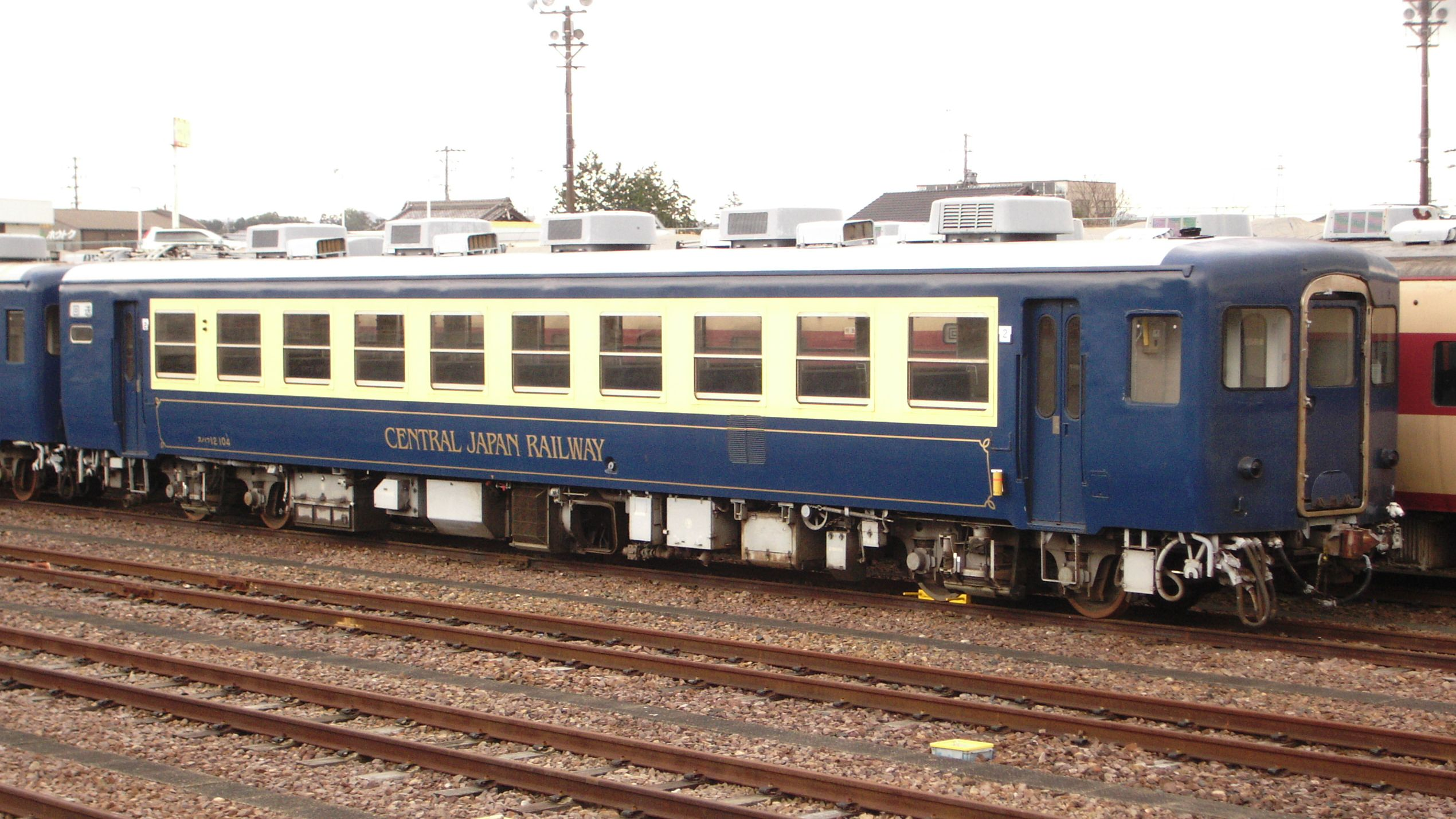
「トロッコファミリー号」スハフ12 104

飯田線豊橋駅 - 中部天竜駅間で運行されたトロッコ列車「トロッコファミリー号」では、当初はオハフ46形やトラ90000形が使用されていたが、1992年からは12系のオハ12 178も使用されるようになった。1996年からはマニ44形改造のオハフ17形2両とスハフ12 31・104による4両編成となった。
2006年にトロッコファミリー号が廃止となり、客車も2007年に廃車となった。

#### 「奥出雲おろち号」

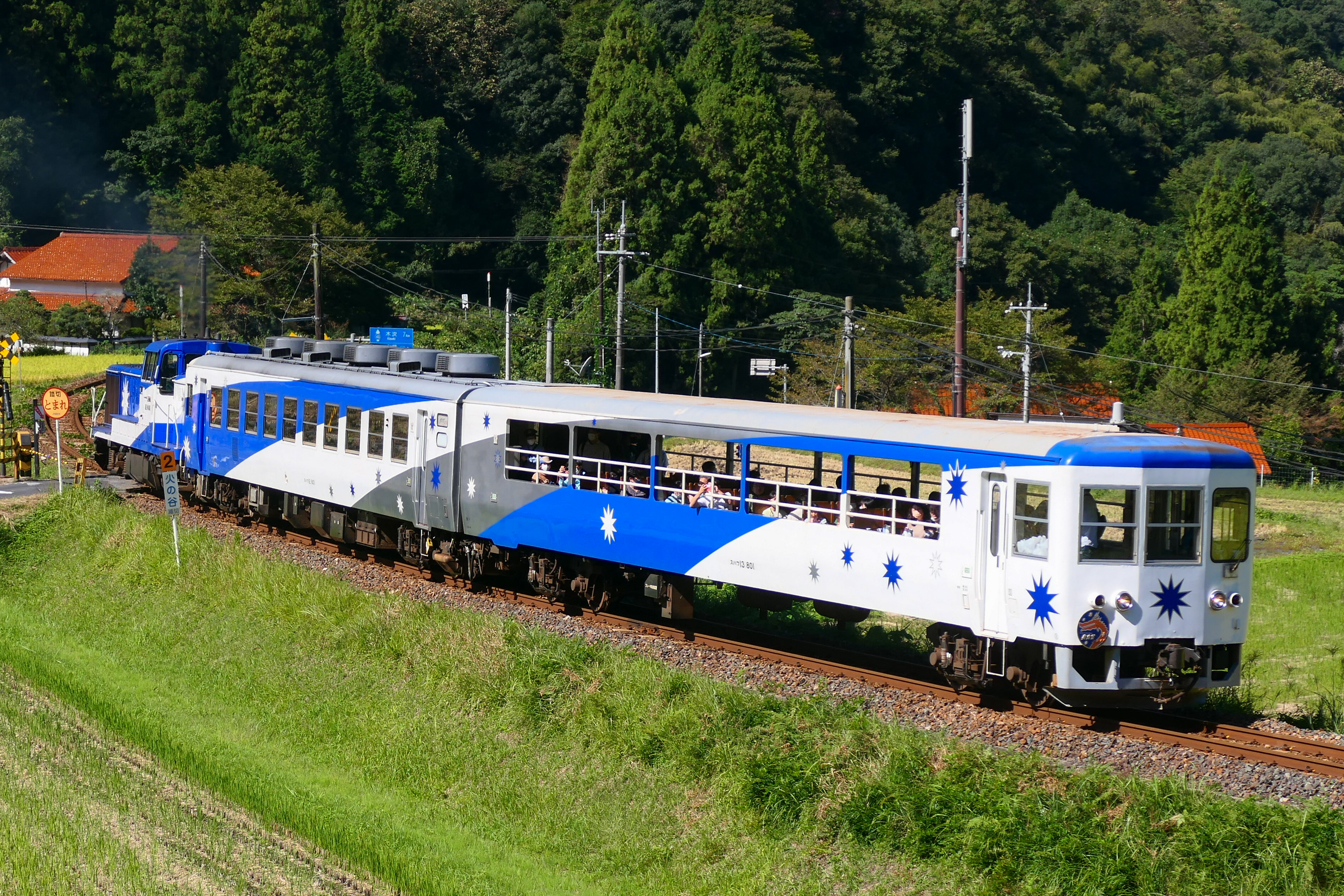
「奥出雲おろち号」

1998年に木次線で運行を開始した「奥出雲おろち号」では12系客車から2両が改造され、スハフ12 801、スハフ13 801が専用客車となった。スハフ13 801には運転台が設置されており、機関車を遠隔制御する。
2023年に運行を終了した。

#### 「きのくにシーサイド」

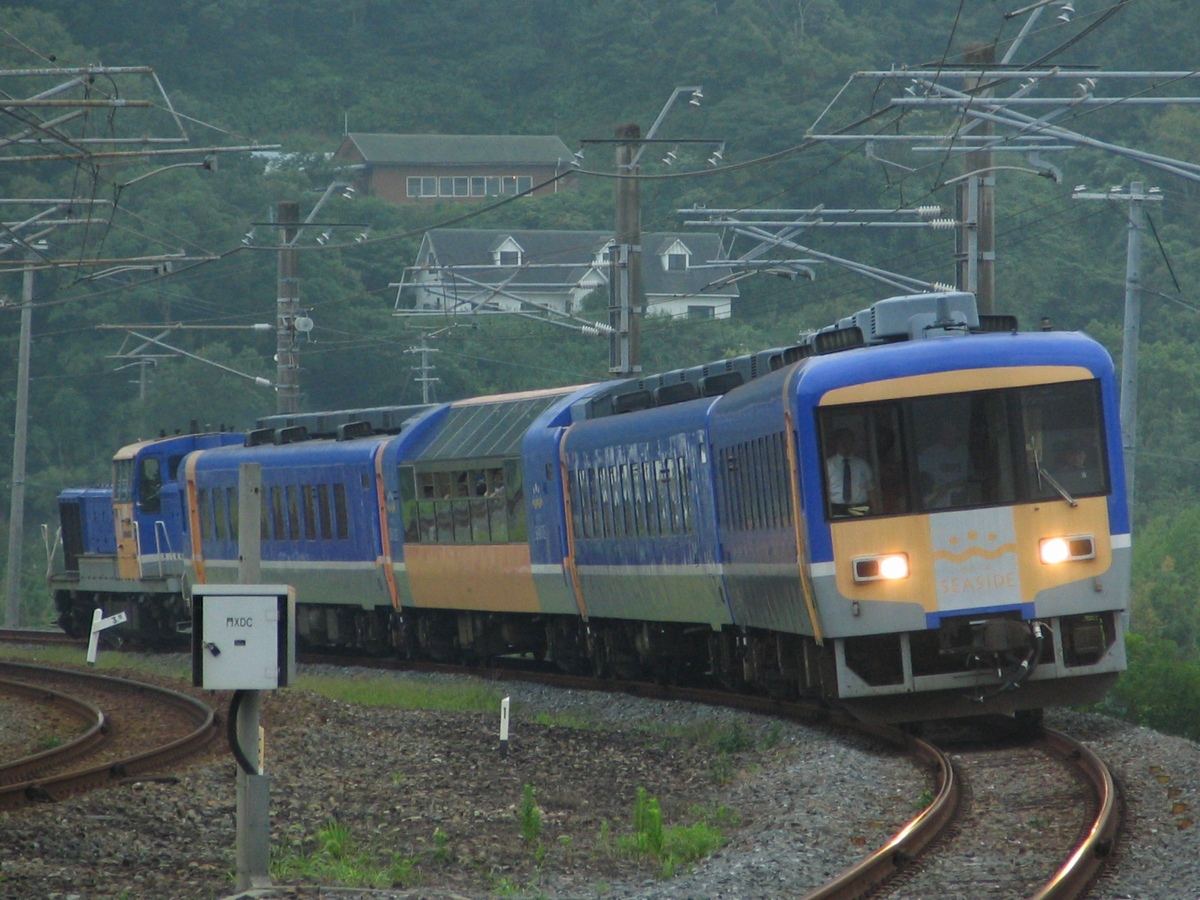
「きのくにシーサイド」

1999年の南紀熊野体験博開催に合わせて登場した臨時快速「きのくにシーサイド」用として鷹取工場で改造された。12系からの改造はスハフ12 128、オハフ13 27、オハ12 228の各車で、他に24系1両（オハ25 57）を含んでいる。
2007年に廃車となった。

#### 「SLばんえつ物語」

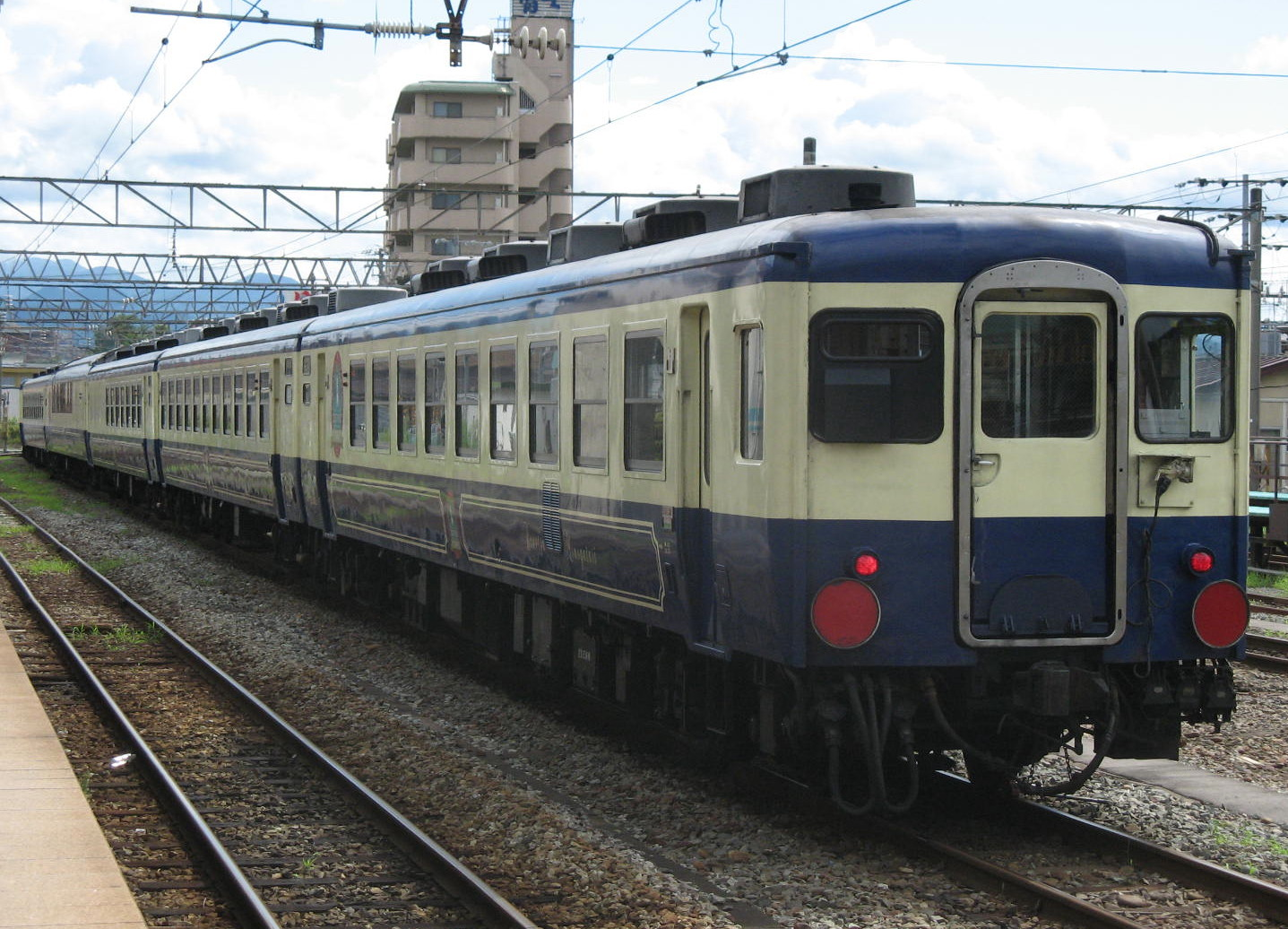
「SLばんえつ物語」

1999年に磐越西線で運行を開始した「SLばんえつ物語」用客車で、当初はオハ12 313 - 316、スハフ12 101・102による6両編成で登場した。
2000年にリニューアルが行われ、スハフ12 160を改造したイベント車のオハ12 1701が組み込まれた。2007年と2013年にもリニューアルが行われ、2013年のリニューアルではスハフ12 102をグリーン展望車に改造したスロフ12 102が組み込まれた。

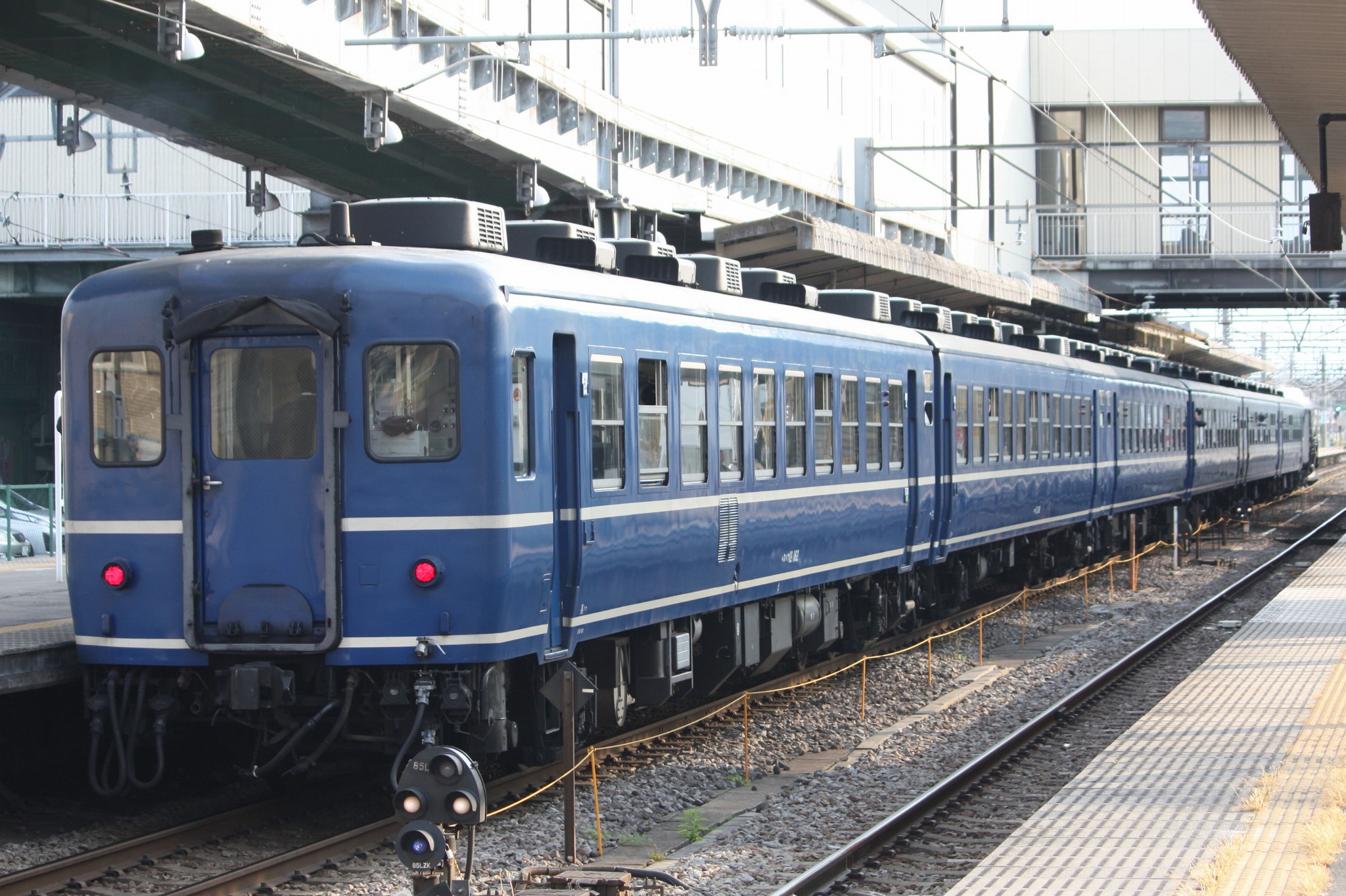
高崎地区臨時列車用

#### 高崎地区臨時列車用
JR東日本高崎支社の臨時列車では、スハフ12 161・162、オハ12 366・367・369、蒸気機関車の伴走車となるオヤ12 1が使用されている。ドア部分の白線は無い。スハフ12 161は小窓化されており、全車ドアの灰色ゴムが黒色に交換されている。

#### 蒸気機関車伴走車（オヤ12形）
2002年（平成14年）、JR東日本土崎工場（現・秋田総合車両センター）で改造製作された、動態保存蒸気機関車回送随伴用事業用車である。スハフ12 158を種車として改造され、オヤ12 1と改番された。
D51 498など同社所有の保存機の他、秩父鉄道や真岡鉄道などの蒸気機関車をイベント運転や点検による車両基地への入出場などで目的地まで回送する際や、検査後に実施する本線試運転を行う際の機関車の状態の把握や保安機器の搭載などを目的としている。外観に変化はないが、車内は一部座席を撤去し、保安機器などを搭載するスペースとしたほか、蒸気機関車の状態を把握するための装置が追加されている。
2024年（令和6年）時点では、ぐんま車両センターに在籍する。事業用車ではあるが大半の客室設備は残存しているため、ごく稀に代車として営業運転で使用されることもあり、2013年11月と12月にはSLばんえつ物語号の代車として使用されたことがある。

## 他系列への改造車

### オハ25形300番台・スハ25形

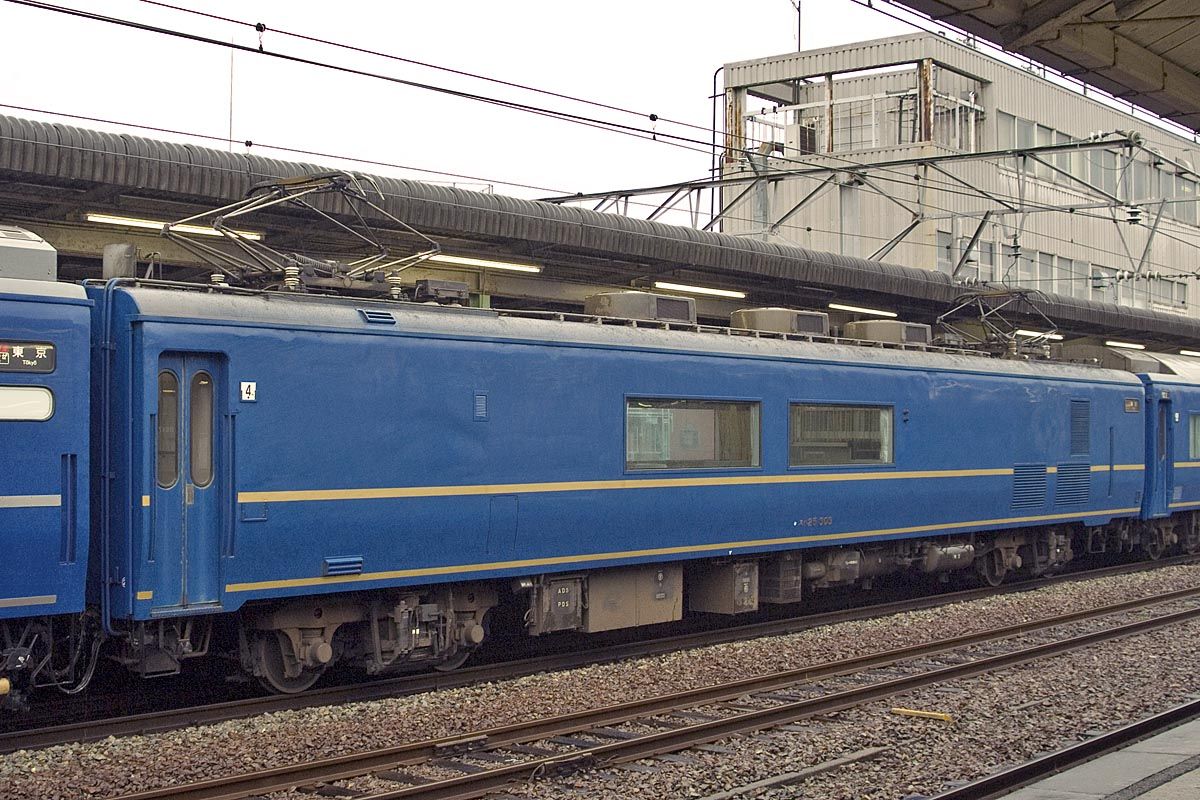
スハ25 303

JR西日本が運転していた「あさかぜ」3・2号・「瀬戸」の接客設備の向上を図るため、1989年（平成元年）にオハ12形5両を種車として改造製作された、24系客車用ロビーカー（スハ25形は静止形インバータを搭載し、電源車を兼ねる）である。3両がオハ25形300番台、2両がスハ25形300番台（1991年にオハ25形1両がスハ25形に再改造）とされた。
- オハ12 18・31・41 → オハ25 301 - 303
- オハ12 350・351・オハ25 303 → スハ25 301 - 303

詳細は国鉄24系客車#「あさかぜ3・2号」「瀬戸」用改造車を参照。

### キサハ34形
氷見線ラッシュ時の気動車列車増結用として、1992年（平成4年）にJR西日本松任工場（現・金沢総合車両所）にて4両が七尾線電化で余剰となっていた当系列から改造により誕生した。オハ12形1000番台改造の0番台とスハフ12形1000番台改造の500番台の2タイプが存在した。改造元はオハ12 1019・1021 → キサハ34 1・2、スハフ12 1001・1003 → キサハ34 501・502である。
改造内容は、トイレの撤去のほか、連結器を気動車用の小型タイプへ交換し、連結幌、引き通し線の交換、高岡色（白地に黄色・青色の二代目カラー）への塗色変更など最小限にとどまっている。500番台車は、種車の電源エンジンもそのまま残され、自車および併結気動車への冷房電源用に使用されていた。両番台は必ず2両一組で運用され、両車間の貫通幌は客車時代のままであった。
動力を持たない付随車であることから、もっぱらキハ58形・キハ28形2両の間に挟まれた形で朝のラッシュ時に運用されていたが、高山本線富山口へのキハ120形投入により捻出されたキハ58系やキハ40系に置き換えられる形で、登場から4年後の1996年に全車廃車された。

### キサロ59形

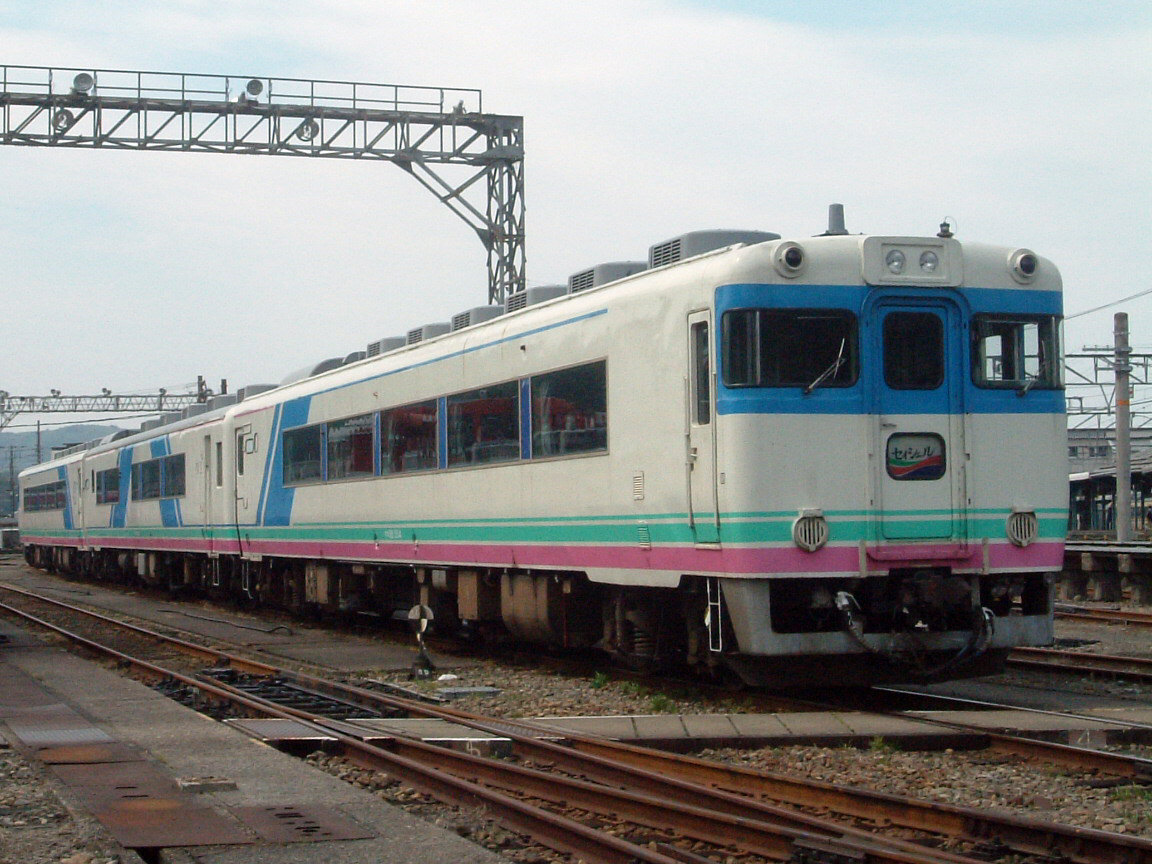
セイシェル（2両目がキサロ59 501）

スハフ12 5は1985年に福知山鉄道管理局のイベント客車「いこい」としてスハフ12 701に改造した車両であったが、1989年、JR西日本ジョイフルトレイン「セイシェル」の中間車として改造された。種車はスハフ12 701で、キサロ59 501を名乗った。
当車は前後をキロ59形に挟まれて走行した。電源用エンジンは存置され、編成全体にサービス電源を供給している。大型のリクライニングシートを備え、サロンやカウンターもあった。ジョイフルトレインの利用低迷と老朽化により運用の場を失い、2005年（平成17年）に廃車となった。

## 運用
製造当初より、波動輸送用車両および臨時夜行急行列車に使用されたが、14系座席客車が製造されるまで、一時的に臨時特急「しおじ」・「つばさ」などにも使用された。しかし設備が急行並のため、特急運用の際には特急料金が割り引かれた。
登場以来、団体列車や臨時列車を中心に使用されてきた12系客車が定期列車に使用されるようになったのは、1973年（昭和48年）からである。急行「きたぐに」・「音戸」に使用され、1970年代後半になると老朽化の著しい10系寝台車の代替として、20系客車との併結で寝台車付きの急行列車（「かいもん」・「日南」など）にも進出するようになった。
その後、夜行列車の本数減少や、1970年代後半から始まった旧型客車の廃車に伴い、50系客車とともに普通列車運用に比重を移したため、一部の車両は車端部座席のロングシート化などを行った。また1980年代には、多数が和式列車などのジョイフルトレインの改造ベースとなった。その他、電車列車の非電化路線乗り入れのサービス電源車として、特急「有明」の豊肥本線乗り入れの485系(スハフ12-47 車端部側の連結器を密着連結器に換装して対応)や、快速「葉っぴーきよさと」の小海線乗り入れの169系に連結されたこともあった。
1990年代になると、客車急行列車の廃止とともに12系を使用した列車も減少し、普通列車についても、電車・気動車化、短編成化が進行したため大量の余剰車が発生したことに加えて、前期（昭和40年代）製造車は断熱材にアスベストが使用されていたことから、大半の車輌が製造から20年ほどで廃車になった。さらにジョイフルトレインに改造された車両も、ジョイフルトレインの電車化・気動車化や車両の老朽化に加えて、バブル崩壊後の団体旅行需要そのものの減少もあり廃車されたものが多い。また一部のオハ12形は24系25形客車に改造編入されたほか、特異な例では、気動車用の付随車に改造されて気動車編成に組込まれたものもあったが、これらもすべて廃車になった。
なお、耐寒耐雪構造ではないので北海道地区には国鉄時代も含めて1両も配属されていないが、冬季以外の季節に乗入れ運行実績はあり、快速『海峡』としても運行された。

### 臨時急行「宮島」「音戸」
1969年6月に落成したオハ12形20両とスハフ12形8両は宮原客車区に新製配置され、同年夏季の大阪 - 広島間臨時急行「宮島51・52号」（山陽本線経由）・「音戸51号」（呉線経由）で運用を開始した。列車は全車指定席で、編成は波動輸送と同じく標準両数の6両を2組連結した12両編成であった。

### 1970年大阪万博輸送
1970年に大阪府吹田市で開催される日本万国博覧会の波動輸送に対応するため、12系客車の量産車が増備され、大阪 - 富山間「立山51号」、大阪・新大阪 - 下関間「ながと72号」、大阪 - 浜田間「だいせん71号」などの急行列車にも使用された。増備された12系客車は6両編成の場合はスハフ12形1両から自車を含む6両に給電することとし、電源装置のないオハフ13形が製造された。

### 臨時特急列車
山陽新幹線岡山開業の1972年3月15日改正では、特急「しおじ」「あかつき」「つばさ」「ゆうづる」の予定臨時列車が設定され、同年3月18日より春季臨時列車として運転を開始した。これらの列車には急行形の12系客車が使用されたため、特急料金は100円引きとされた。
臨時「あかつき」は1972年4月末より20系客車に置き換わり、1972年10月改正で定期列車「あかつき2・3号」に格上げされて14系寝台車に変更された。臨時「ゆうづる」は1972年10月改正で定期列車に格上げされて20系に変更された。同年11月には特急形の14系座席車が登場して「しおじ」運用が置き換えられ、特急料金の100円引きは解消した。最後まで12系で残った「つばさ51号」も1973年10月1日より14系座席車に置き換えられた。

### 定期急行列車

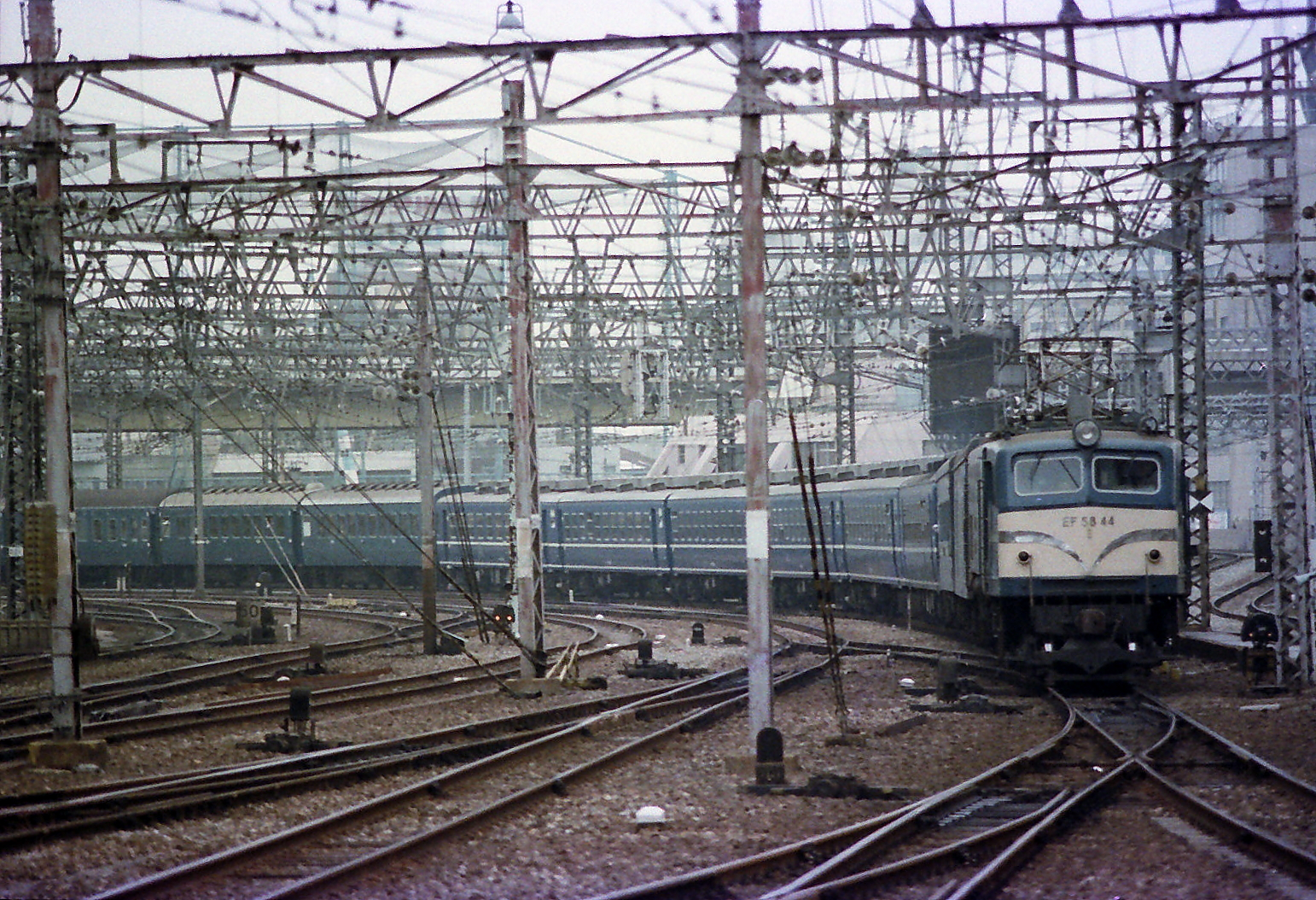
急行「きたぐに」（1978年）

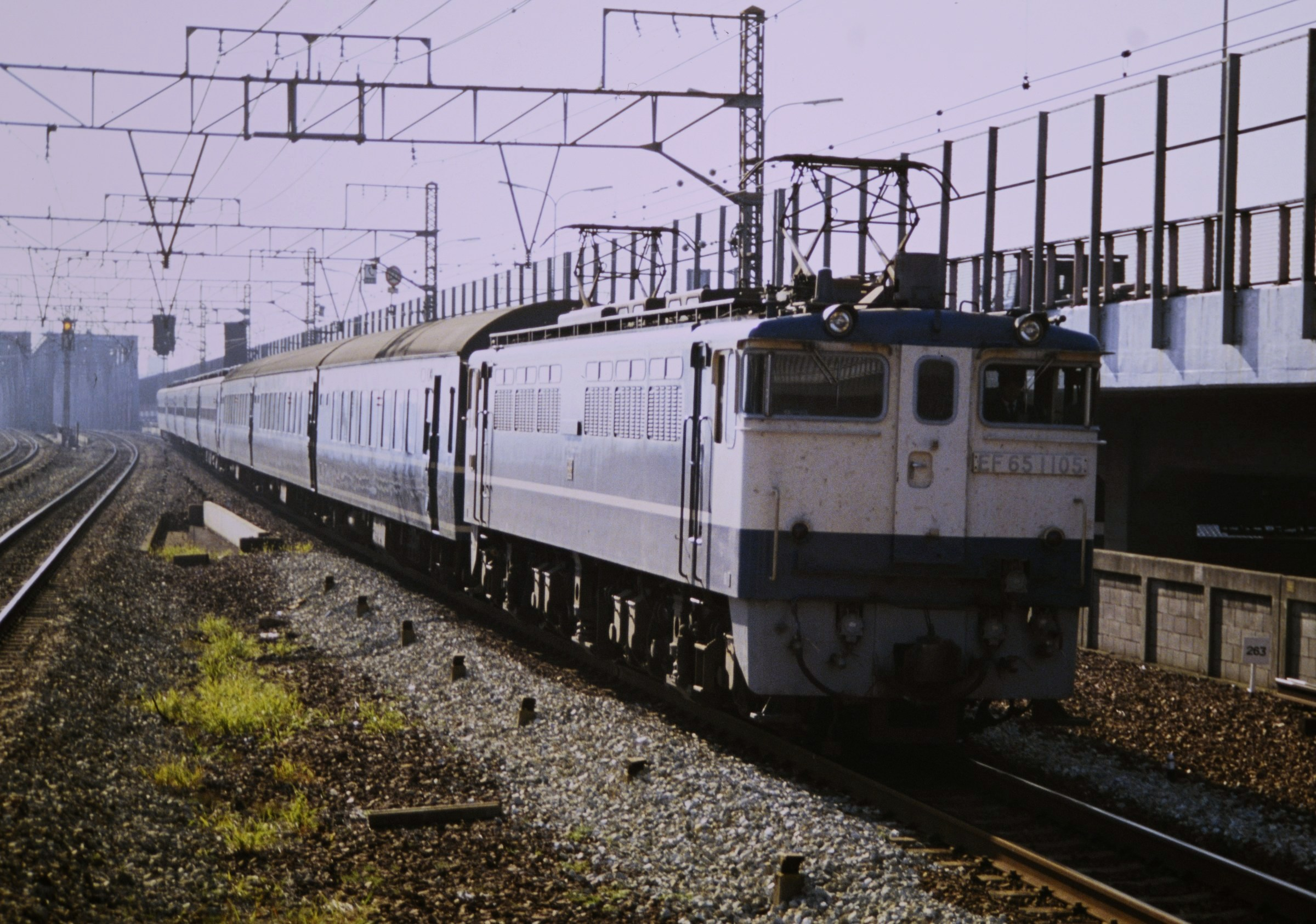
急行「ちくま」回送列車（1986年10月31日）

1973年10月1日改正では大阪 - 青森間急行「きたぐに」と京都 - 広島間急行「音戸2・1号」（呉線経由）の普通座席車が12系に置き換わり、12系では初の定期列車運用となった。山陽新幹線博多開業の1975年3月10日改正では「音戸」を含む山陽本線の定期昼行優等列車が廃止となり、12系の定期運用は「きたぐに」のみとなった。
1977年には12系客車が6年ぶりに増備されて高崎客貨車区・尾久客車区・宮原客車区に新製配置となり、余剰となった12系従来車26両が鹿児島運転所へ転属した。鹿児島の12系は1978年3月に門司港 - 西鹿児島間急行「かいもん4号」（鹿児島本線経由）と門司港 - 西鹿児島間急行「日南4号」（日豊本線経由）の普通座席車を置き換え、寝台車もオハネ12形など10系軽量客車を20系に置き換えるとともに20系は12系からの電源供給を行えるよう改造された。
1978年10月2日改正では、大阪 - 長野間急行「ちくま5・4号」と米子 - 博多間急行「さんべ5・6号」が12系座席車と20系寝台車の併結編成に変更された。上野 - 青森間急行「津軽1・2号」（奥羽本線経由）も「きたぐに」と同じく12系客車と従来型客車による編成に変更されている。
1979年4月1日には上野 - 青森間急行「八甲田」が、同年9月30日には「十和田5・2号」が12系客車による編成となり、スロ62形の連結が廃止された。
上越新幹線開業の1982年11月15日改正では「きたぐに」が大阪 - 新潟間の運転に短縮され、座席車が14系に置き換えられた。その一方で名古屋 - 長野間急行「きそ3・2号」が12系に変更された。「津軽」は寝台特急「あけぼの」増発により2往復から1往復に減少し、20系座席車と20系寝台車による編成に置き換えられた。
1984年2月1日改正では「さんべ5・6号」が廃止となり、本州と九州を結ぶ定期の客車急行列車が消滅した。東北・上越新幹線上野開業の1985年3月14日改正では「八甲田」「十和田」「きそ」が廃止された。
1986年11月1日改正では「ちくま」「だいせん」に併結の20系が14系寝台車に置き換えられ、12系座席車と14系寝台車による編成となった。「かいもん」「日南」は併結の寝台車が20系から24系25形に置き換わり、12系座席車と24系25形寝台車の編成となった。

### 動態保存蒸気機関車による牽引

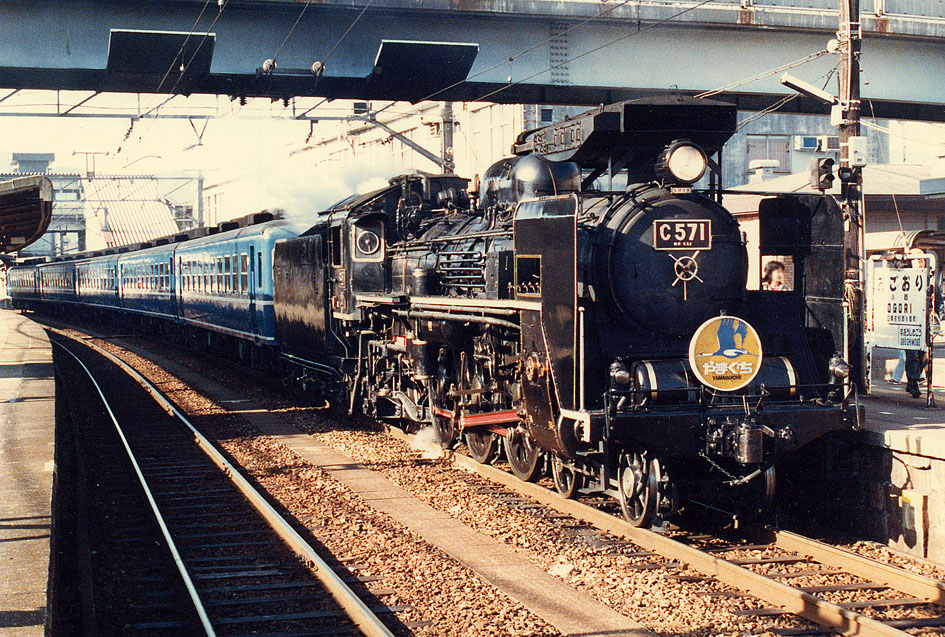
12系原型車時代の「SLやまぐち号」（1986年）

1979年8月1日より山口線小郡駅 - 津和野駅間で動態保存による蒸気機関車牽引列車として臨時快速「SLやまぐち号」の運転が開始された。当初は客車は小郡機関区の12系客車が5両編成で使用され、C57形1号機あるいはC58形1号機により牽引された。

### 定期普通列車
12系は旧型客車置き換えのため1984年2月1日改正で普通列車に投入され、紀勢本線の新宮行き夜行列車（旧「はやたま」）と山陰本線京都駅 - 出雲市駅間の夜行普通列車「山陰」の座席車に12系が転用された。このうち「山陰」には出雲客貨車区の12系が運用されたが、1985年3月改正で廃止された。紀勢本線夜行も1986年に165系電車に置き換えられた。
1985年3月改正では12系の余剰車が普通列車用の1000番台に改造されて転用された。一方、東北地区では12系が普通列車化とともにED75形などから電気暖房の供給を可能とした2000番台に改造されている。

## 国鉄分割民営化時の状況
1987年（昭和62年）の国鉄分割民営化時には、北海道旅客鉄道（JR北海道）を除く旅客鉄道会社各社に、1986年度に廃車となった2両を除く601両が引き継がれた。その状況は次のとおりである。
| 形式       | 東日本 | 東海 | 西日本 | 四国 | 九州 | 両数 |
| ---------- | ------ | ---- | ------ | ---- | ---- | ---- |
| オロ12形   | 34     | 13   | 16     |      | 12   | 75   |
| スロフ12形 | 16     | 6    | 8      |      | 6    | 36   |
| オハ12形   | 104    | 16   | 138    | 6    | 34   | 298  |
| スハフ12形 | 32     | 7    | 56     | 3    | 18   | 116  |
| オハフ13形 | 33     | 1    | 32     | 1    | 9    | 76   |
| 合計       | 219    | 43   | 250    | 10   | 79   | 601  |

## 廃車
2022年度までの廃車は以下のとおりである。
- 1986年（昭和61年）度
  - オハ12形 - 139（名ナコ）
  - スハフ12形 - 12（名ナコ）
- 1987年（昭和62年）度
  - オハフ13形 - 2016（盛アオ）
- 1989年（平成元年）度
  - オハ12形 - 35（東オク）、84・102・142（海ナコ）
  - スハフ12形 - 42（海ナコ）
- 1991年（平成3年）度
  - オハ12形 - 27・28・46・57・58・68・151（海ナコ）
  - スハフ12形 - 56（海ミオ）
- 1992年（平成4年）度
  - オハ12形 - 118・205（海ナコ）、159（岡オカ）
  - オハフ13形 - 68（海ナコ）
- 1993年（平成5年）度
  - オロ12形 - 711・712・713・714（本モコ）
  - スロフ12形 - 705・706（本モコ）
  - オハ12形 - 13・14・15・207（大ムコ）、42・43・44・45（金サワ）、98・99・101・105・152・153（岡オカ）、264・265・266・267（分オイ）、1010（米ヨナ）
  - スハフ12形 - 54（分オイ）
  - オハフ13形 - 13・20（岡オカ）、64（分オイ）、72（米ヨナ）、1001（金サワ）
- 1994年（平成6年）度
  - オロ12形 - 801・802・803・804（熊クマ）、826（金サワ）、833・834・835・836（本モコ）
  - スロフ12形 - 801・802（熊クマ）、813（金サワ）、817・818（本モコ）
  - オハ12形 - 11・17・52・70（広ヒロ）、12・71・244・246（和ワカ）、112・276・277（盛モカ）、119・120・121・122・149・284・285・286（長ナノ）、144・204・353・1006・1007・1008・1009・1012・1013・1014・1015・1017・1020・1022・1023（米ヨナ）、202・259・268（広セキ）、256・269・270（大ミハ）、290・291（鹿カコ）
  - スハフ12形 - 18・43（広セキ）、35・64（長ナノ）、49（熊クマ）、61（分オイ）、74（新カヌ）、75（和ワカ）、1005（広ヒロ）、1008（米ヨナ）
  - オハフ13形 - 16・31・44（金サワ）、28（盛モカ）、33・1003（米ヨナ）、47（和ワカ）、50・61（鹿カコ）、63・75（広ヒロ）
- 1995年（平成7年）度
  - オロ12形 - 837・838・839・840（長ナノ）
  - スロフ12形 - 819・820（長ナノ）
  - オハ12形 - 29・30・197・199（福フチ）、47・48・61（分オイ）、69（長ナノ）、110・111・113・114（盛モカ）、140・141・188（海ミオ）、178（海ナコ）、253・254（大ムコ）、1003・1018（広ヒロ）、2001・2002・2006・2007・2008・2009・2010・2011・2012・2013・2015・2016（盛アオ）
  - スハフ12形 - 7（長ナノ）、25・32・62（分オイ）、33・57・58（海ミオ）、1002・1004・1006・1007（広ヒロ）
  - オハフ13形 - 7・71（分オイ）、29・76（盛モカ）、1004・1010・1011・1012（広ヒロ）、1007（米ヨナ）、2001・2002・2004・2005・2006・2007・2010・2012・2014・2015・2017・2018・2019・2020・2021（盛アオ）
  - キサハ34形 - 1・2・501・502（金タカ）
- 1996年（平成8年）度
  - オロ12形 - 821・822・823・824（海ナコ）
  - スロフ12形 - 811・812（海ナコ）
  - オハ12形 - 7・8（四カマ）、21・25・26・77・78・79・80・107・115・116・117・131・132（高タカ）、95（福フチ）、158・166・167・168・169・195（東オク）、247（広クチ）
  - スハフ12形 - 14・34（高タカ）、16（四カマ）、69（新カヌ）、103（長ナノ）
  - オハフ13形 - 25・39・69（高タカ）、35（四カマ）、43（東オク）
- 1997年（平成9年）度
  - オロ12形 - 805・806・807・808（東オク）
  - スロフ12形 - 803・804（東オク）
  - オハ12形 - 22・23・24・196・198・333・334（高タカ）、50・218・245・252（和ワカ）、123・250（新カヌ）、212・223・225（分オイ）、1001・1004・1005・1011・1016（米トウ）、2003・2004・2005・2014（盛アオ）、3001・3004・3005・3006・3007（大ミハ）
  - スハフ12形 - 4・45（京キト）、38・39（和ワカ）、63・71（分オイ）、106（岡オカ）、122・135・150・151・154（高タカ）、146・1009・1010・1011・1012（米トウ）
  - オハフ13形 - 21（分オイ）、36（福フチ）、54・65・1002・1005・1006・1008・1009（米トウ）、56（新カヌ）、2003・2008・2009・2011・2013（盛アオ）
- 1998年（平成10年）度
  - オハ12形 - 33・53・54・55・56・59・60（熊クマ）、37・38・39・40（高タカ）、92・156・209・300・302・304（京キト）、93・94（金サワ）、103・215・216・217（岡オカ）、130・327・328（盛モカ）、155・165・200・201（福フチ）、180・181・182・183（秋アキ）
  - スハフ12形 - 13・17（熊クマ）、80（岡オカ）、107（秋アキ）、136（高タカ）、137・161（東オク）、141（米トウ）
  - オハフ13形 - 9（熊クマ）、15（東オク）、19（秋アキ）、26（高タカ）、30（盛モカ）、62（京キト）
  - オハ25形 - 301・302（広セキ）
- 1999年（平成11年）度
  - オロ12形 - 829・830・831・832（海ナコ）、841・842・843・844（高タカ）
  - スロフ12形 - 915・916（海ナコ）、821・822（高タカ）
  - オハ12形 - 32・34・363・364（高タカ）、85・86・137・138・1288・1289（分ホウ）、100・104・154・161・255（岡オカ）、108・109（金サワ）、124・125・231・232・233・234・278・279・325・326・801（盛アオ）、222（熊クマ）
  - スハフ12形 - 44・59・67・84（分ホウ）、50（熊クマ）、86・134（大ミハ）、110・111・114・118（盛アオ）、113・115（金サワ）、142・145（福フチ）、143・144（岡オカ）、149・152（高タカ）、156（京キト）
  - オハフ13形 - 41（岡オカ）、51・73・74（大ミハ）、70（分ホウ）
- 2000年（平成12年）度
  - オロ12形 - 849・850・851・852（東オク）、857・858・859・860（仙セン）
  - スロフ12形 - 825・826（東オク）、829・830（仙セン）
  - オハ12形 - 16・162・308・309・311・342・343・344・349・355・356（大ミハ）,116（盛アオ）
- 2001年（平成13年）度
  - オロ12形 - 706（新カヌ）、715（東オク）、853・854・855・856（高タカ）
  - スロフ12形 - 827・828（高タカ）
  - オハ12形 - 75・76・213・214・219・220・221・224（熊クマ）、360・361・362・365・370・372・373・374（高タカ）、3002・3003・3009（大ミハ）
  - スハフ12形 - 47・60・112（熊クマ）、153・159（高タカ）
  - オハフ13形 - 6（熊クマ）
- 2002年（平成14年）度
  - オロ12形 - 845・846・847・848（盛アオ）
  - スロフ12形 - 823・824（盛アオ）
  - オハ12形 - 257・258・354・357・358・359（岡オカ）、338・347（大ミハ）、802（盛アオ）、1809・1810・1811・1812（新カヌ）
  - スハフ12形 - 125・126・133・138・139・140・157（大ミハ）、147（岡オカ）、1805・1806（新カヌ）、3004・3006（米トウ）
- 2003年（平成15年）度
  - オハ12形 - 3008・3010・3011・3012（米トウ）
  - スハフ12形 - 3002・3003・3005（大ミハ）
- 2004年（平成16年）度
  - キサロ59形 - 501（福トカ）
- 2005年（平成17年）度
  - オロ12形 - 701・702・703・704・705（海ナコ）
  - スロフ12形 - 701・702（海ナコ）
  - スハ25形 - 302・303（広セキ）
- 2006年（平成18年）度
  - オロ12形 - 825・827・828（金サワ）
  - オロフ12形 - 801（金サワ）
  - スロフ12形 - 814（金サワ）
  - マロフ12形 - 853（金サワ）
- 2007年（平成19年）度
  - オロ12形 - 813・814・815・816（大ミハ）、817・818・819・820（広ヒロ）
  - スロフ12形 - 807・808（大ミハ）、809・810（広ヒロ）
  - オハ12形 - 228（和ワカ）
  - スハフ12形 - 31・104（海ミオ）、128（和ワカ）
  - オハフ13形 - 27（和ワカ）
  - スハ25形 - 301（広セキ）
- 2009年（平成21年）度
  - オロ12形 - 5・10（四コチ）
- 2010年（平成22年）度
  - オロ12形 - 6・9（四コチ）
  - スロフ12形 - 3・6（四コチ）
- 2011年（平成23年）度
  - オロ12形 - 707・708・709・710（岡オカ）
  - スロフ12形 - 703・704（岡オカ）
- 2016年（平成28年）度[48]
  - オロ12形 - 851・852（近ミハ）
  - マロフ12形 - 851・852（近ミハ）
- 2017年（平成29年）度[49]
  - オロ12形 - 853・854（近ミハ）
  - スハフ12形 - 36・702（広クチ）
  - オハ12形 - 701・702・703（広クチ）
  - オハフ13形 - 701（広クチ）

元「SLやまぐち号」用の5両（オハ12 701・702・703、スハフ12 702、オハフ13 701）は大井川鐵道に譲渡。
- 2022年度
  - オハ12形 - 352（近ホシ）、368（高クン）[50][51]
- 2023年度
  - スハフ12形 - 801
  - スハフ13形 - 801
「奥出雲おろち号」用として使用されていた[52]。

## 現況
2024年5月28日現在、東海旅客鉄道（JR東海）・四国旅客鉄道（JR四国）・九州旅客鉄道（JR九州）においては全廃され、東日本旅客鉄道（JR東日本）に13両、西日本旅客鉄道（JR西日本）に5両の計18両が在籍する。

### JR東日本
JR東日本には、ぐんま車両センターにオハ12 366・367・369、スハフ12 161・162、オヤ12 1の6両と、新潟車両センターに「SLばんえつ物語」に専用化改造された7両（オハ12 313・314・315・316・1701、スハフ12 101、スロフ12 102）が配置されている。ぐんま車両センターの12系は、SLぐんまみなかみ・SLぐんまよこかわなどのJR東日本高崎地区のイベント列車に、新潟車両センターの12系は、先述のSLばんえつ物語などのJR東日本イベント列車に使用されている。

### JR西日本

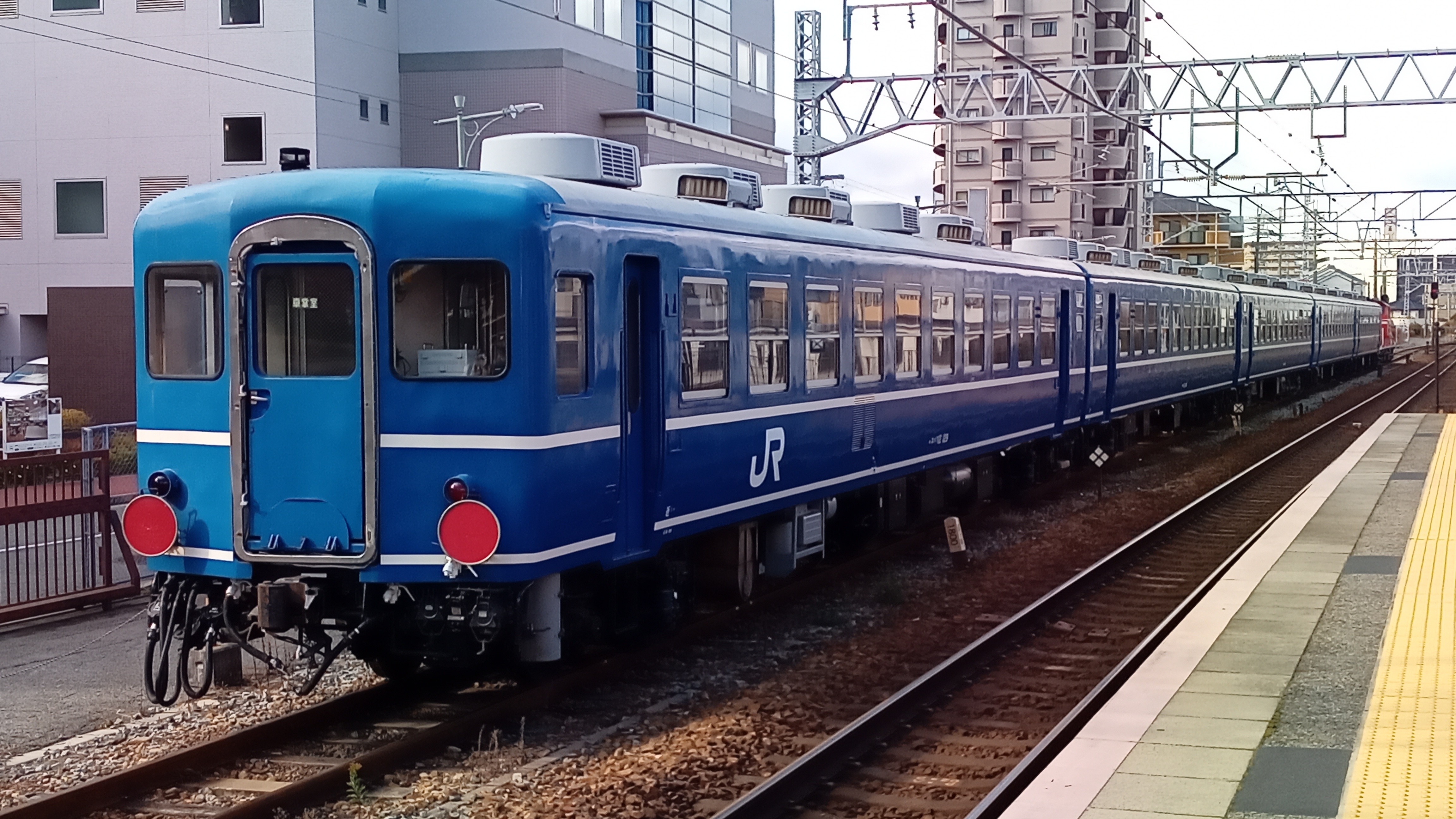
網干訓練で使用されている12系客車

JR西日本には、DD51形牽引による訓練列車用として、網干総合車両所宮原支所に原型車5両（オハ12 341・345・346、スハフ12 129・155）が配置されていた。2024年の夏季にオハ12形が廃車予定であることが京都鉄道博物館から発表され、2025年7月にはスハフ12形を含む5両全てが大井川鐵道へ譲渡された。

## 譲渡
12系客車は、未入籍を含めて30両がJRから日本国内の私鉄6社（樽見鉄道・わたらせ渓谷鐵道・秩父鉄道・若桜鉄道・東武鉄道・大井川鐵道）に譲渡されている。2024年現在はわたらせ渓谷鐵道で2両、秩父鉄道で4両、東武鉄道で2両が在籍しており、臨時列車・団体列車で使用されている。若桜鉄道に4両、大井川鐵道に10両が譲渡されているが、いずれも車籍はない。

### 西武鉄道
譲渡ではないが、E851形電気機関車のさよなら運転でJR東日本高崎運転所（現：ぐんま車両センター）所属の客車が貸し出されて牽引された際に、本形式6両が西武鉄道の車両として車籍を登録している。車両はスハフが161と162、オハが370・372・373・374。その後JRに返却され、オハ4両は廃車になったが、スハフ2両は2023年現在もぐんま車両センターに配置され現役である。

### 樽見鉄道

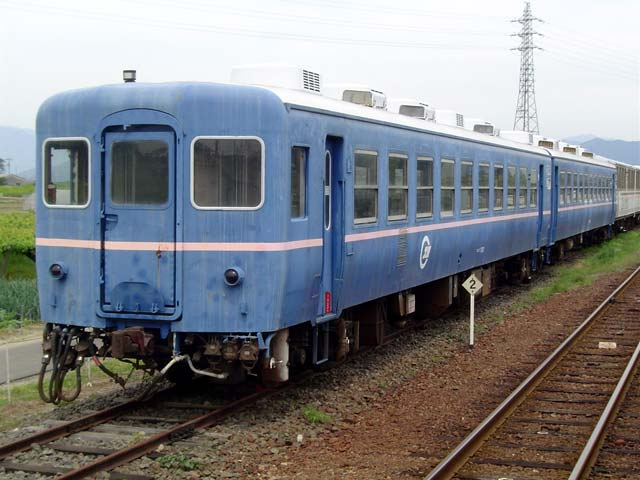
樽見鉄道スハフ1101

樽見鉄道へは、1990年にJR東海からオハ12形3両、スハフ12形2両の計5両が譲渡され、同社のオハ1000形、スハフ1100形となった。当初は輸送力列車用として運行され、イベント用では「うすずみブルーライン号」として運行されていたが、14系入線後は観桜列車「うすずみファンタジア」用としてトロッコ列車うすずみ1形をサンドイッチして使用されたが、2005年に全廃となった。また、14系の入線に伴い、1001が1993年に、1003は1994年にそれぞれ廃車となっている。番号の新旧対照は次のとおりである。
- オハ12 84 → オハ1001
- オハ12 102 → オハ1002
- オハ12 142 → オハ1003
- スハフ12 42 → スハフ1101
- スハフ12 56 → スハフ1102

### わたらせ渓谷鐵道

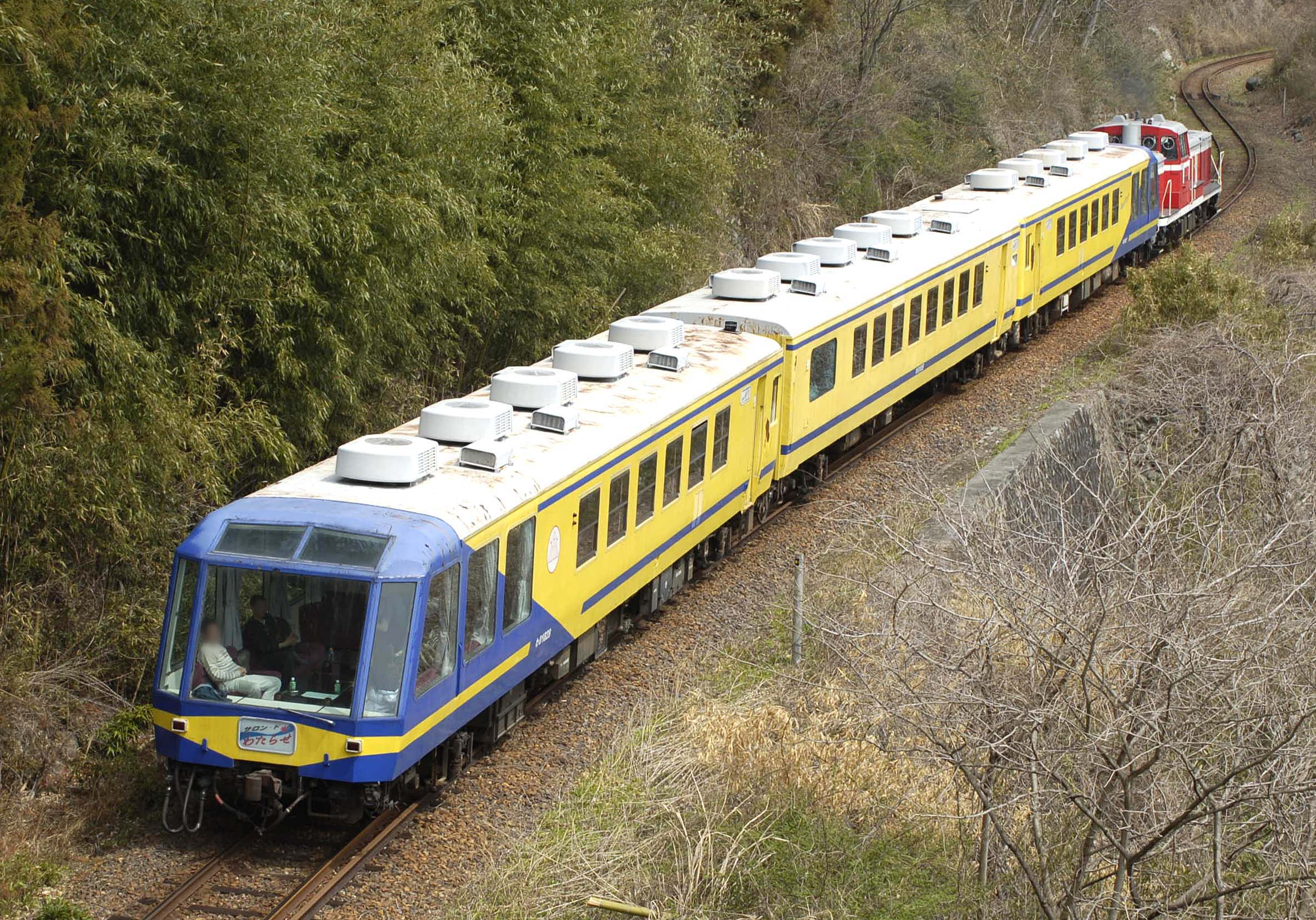
サロン・ド・わたらせ

わたらせ渓谷鐵道へは、1998年にJR東日本から「トロッコわたらせ渓谷号」用としてスハフ12形2両、2001年に「サロン・ド・わたらせ」用としてスロフ12形2両、2003年に同列車の増結用としてオロ12形1両の計5両が入籍している。そのほかにオハ12 198、オロ12 854・855・856の4両が譲渡されているが入籍されなかった。入籍車の番号新旧対照は、次のとおりである。
- スハフ12 150 → わ99 5010
- スハフ12 151 → わ99 5080
- スロフ12 827 → わ01 827
- スロフ12 828 → わ01 828
- オロ12 853[注 11] → わ01 855

2009年度に「サロン・ド・わたらせ」用のわ01形3両が廃車、売却された。2017年度の時点でわ99 5010・わ99 5080の2両が現存している。

### 秩父鉄道

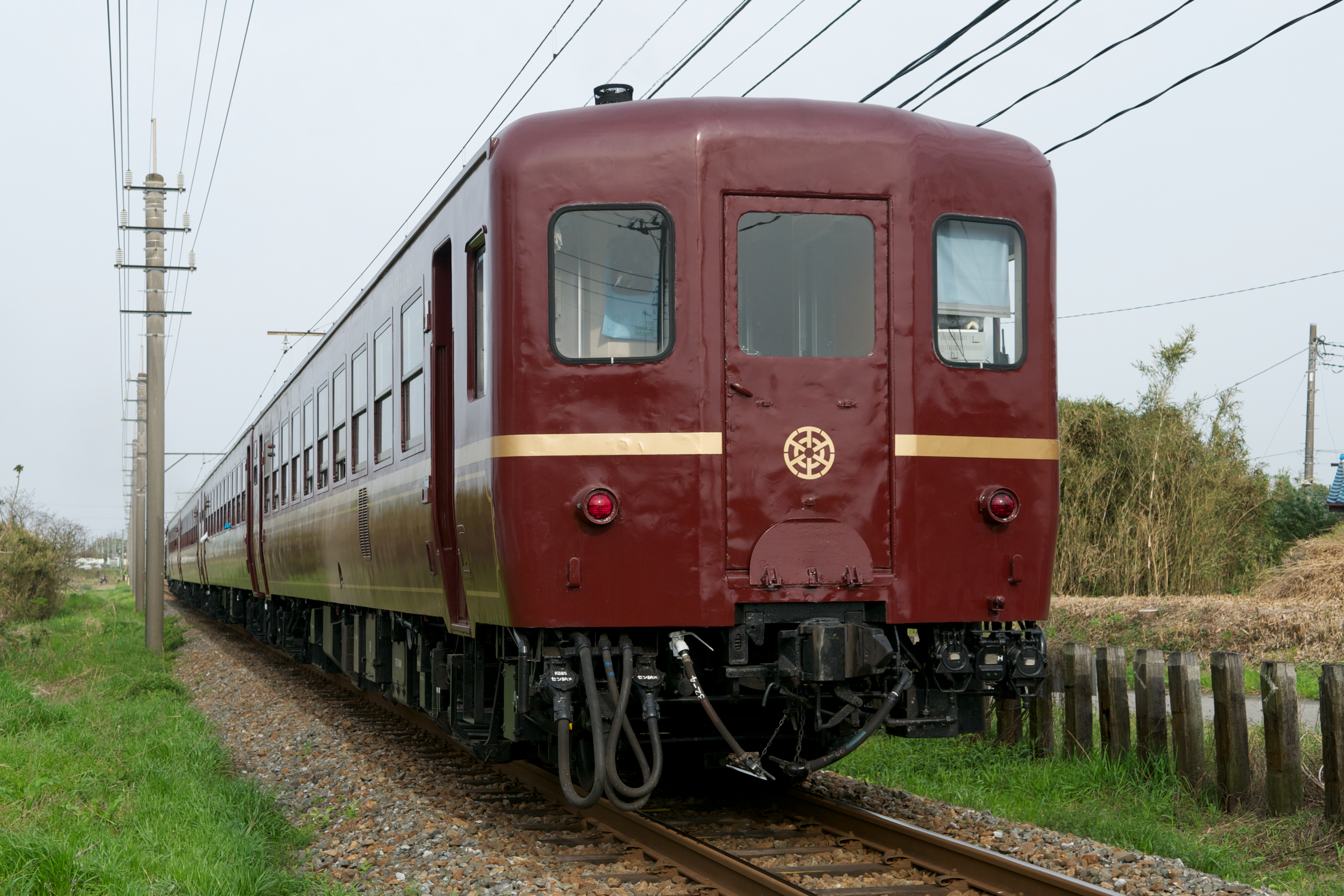
「SLパレオエクスプレス」として走る12系

秩父鉄道へは、2000年にJR東日本から「SLパレオエクスプレス」用としてオハ12形2両、スハフ12形2両の計4両が譲渡された。譲渡直後はダークグリーンに塗装変更され、2012年に現在の赤茶色へ変更している。そのほかに部品取り用としてオハ12 363が譲渡されている。番号の新旧対照は、次のとおりである。
- オハ12 32 → オハ12-112
- オハ12 34 → オハ12-111
- スハフ12 149 → スハフ12-101
- スハフ12 152 → スハフ12-102

### 若桜鉄道

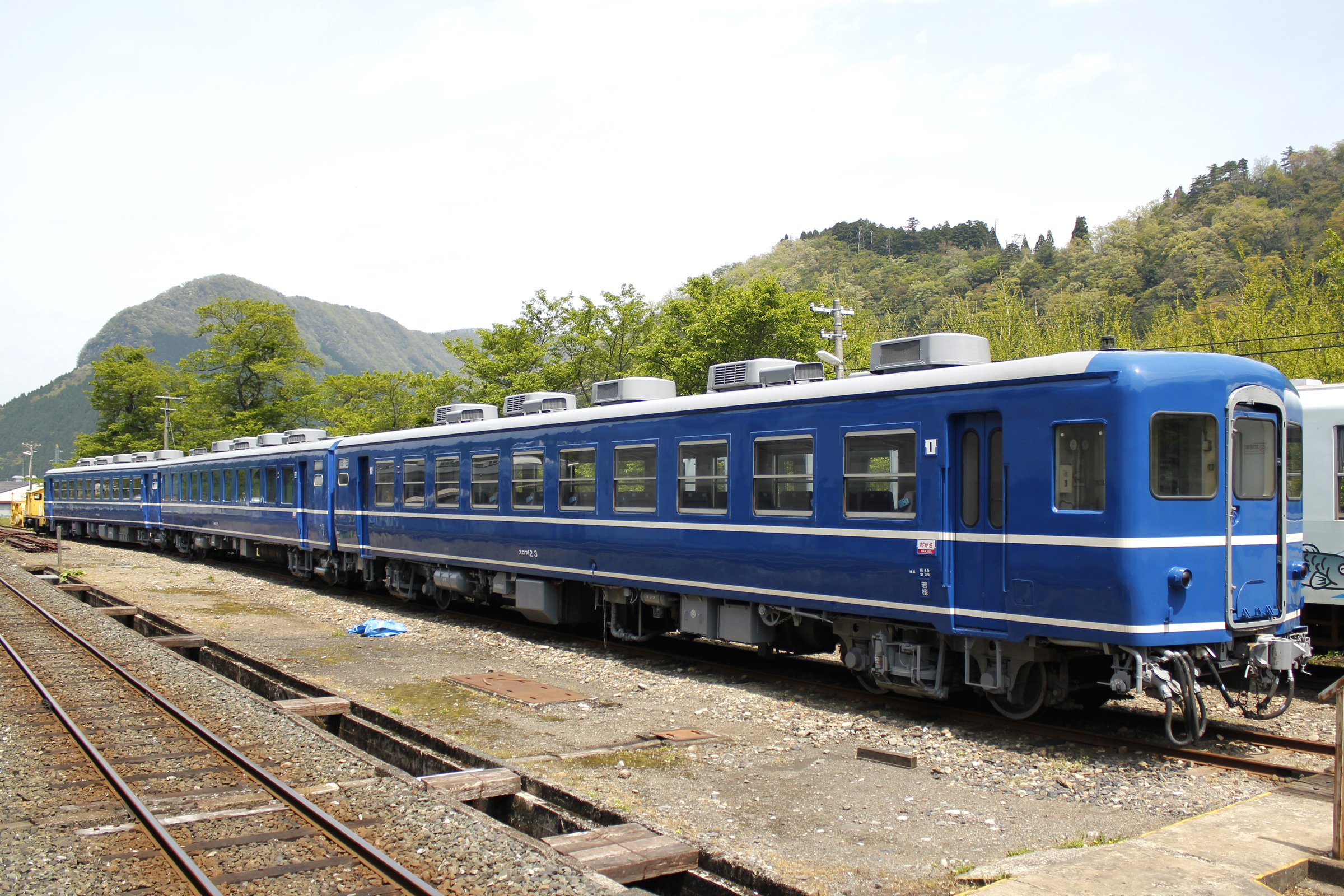
若桜鉄道の元JR四国12系

若桜鉄道へは、2011年にJR四国からオロ12形2両、スロフ12形2両の計4両が譲渡された。いずれも鉄道車両としては未入籍である。
スロフ12 3
もっとも傷みが激しかった車両。青色の本塗装をすべて剥がした後、錆止め下塗り剤を塗り、パテ付け、研磨、プラサフ塗装、本塗装（青色→白）の順で塗装された。
オロ12 9・スロフ12 6
スロフ12 3よりは傷みの程度は浅かったため、錆のある部分の塗装のみが剥がされた上でスロフ12 3と同じ塗装が施された。
オロ12 6
2011年7月7日に隼駅で留置され、「ムーンライトはやぶさ」というライダーハウスとして使用されている。

### 東武鉄道

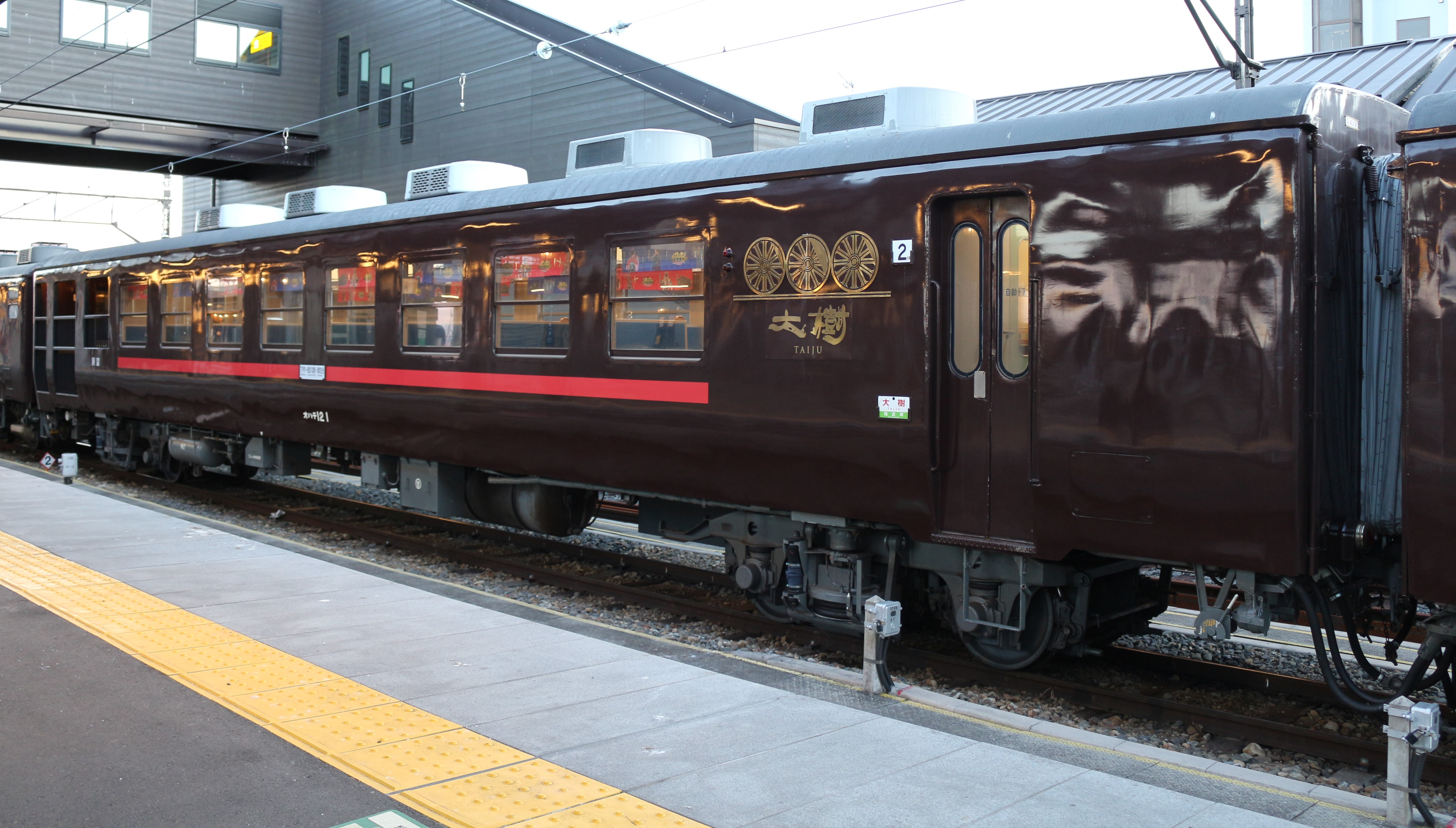
オハテ12 1

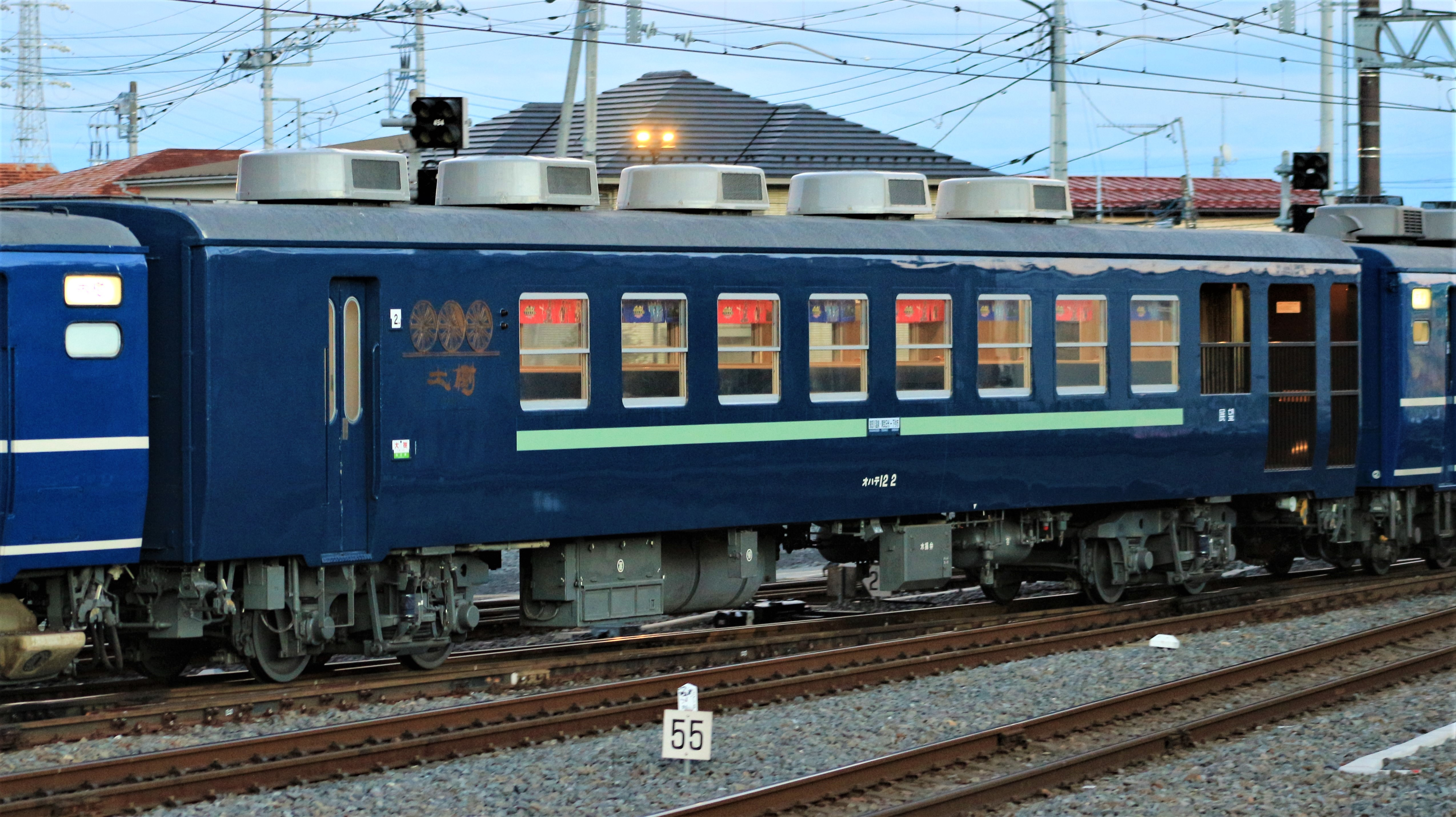
オハテ12 2

2016年、14系とともにオロ12 5（元サイエンストレイン→カーペット車）とオロ12 10（元座席グリーン車）がJR四国から譲渡された。譲渡当初は車籍がなく、14系への部品供出を目的として南栗橋車両管区にて留置状態が続いていた。
その後「SL大樹」用に展望車として改造され、オハテ12形として復籍のうえ2021年（令和3年）10月17日に営業運転を開始した。
改造は南栗橋車両管区で行われた。下今市寄りが客用扉を撤去のうえオープンデッキ化され、外装色は14系に合わせたぶどう色2号（オハテ12 1）・青15号（オハテ12 2）に変更された。
車内では既存の座席やカーペット等が全て撤去され、大型テーブル付きのボックスシートに換装されている。定員は64人。トイレは乗務員室に改造された。
車両下部には車外向けスピーカーが設置され、沿線からのもてなしに感謝を伝えるメロディーホーンを鳴らすことが可能となっている。
車号の対応は以下の通り。
- オロ12 5 → オハテ12 1
- オロ12 10 → オハテ12 2

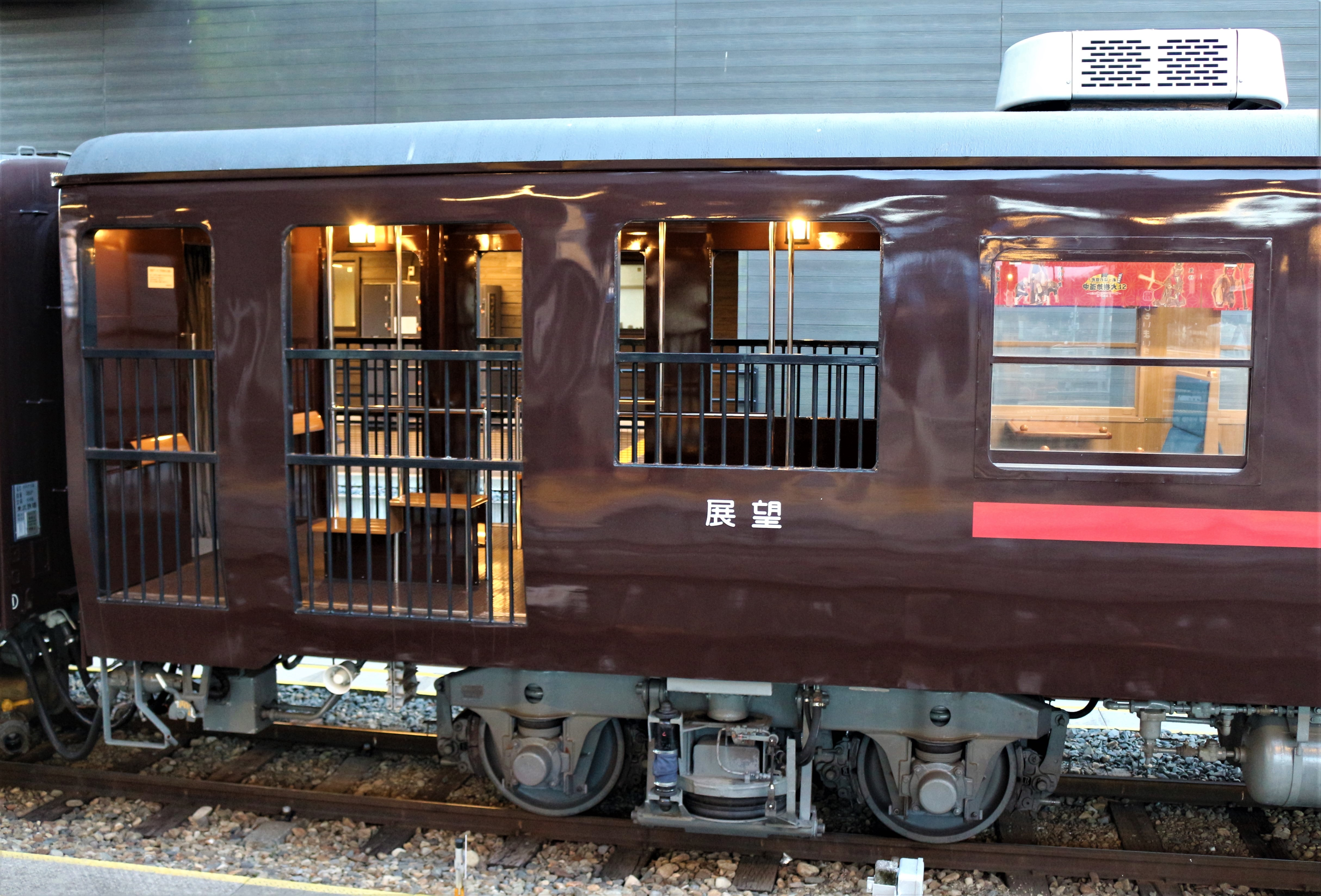
オハテ12 1の展望室
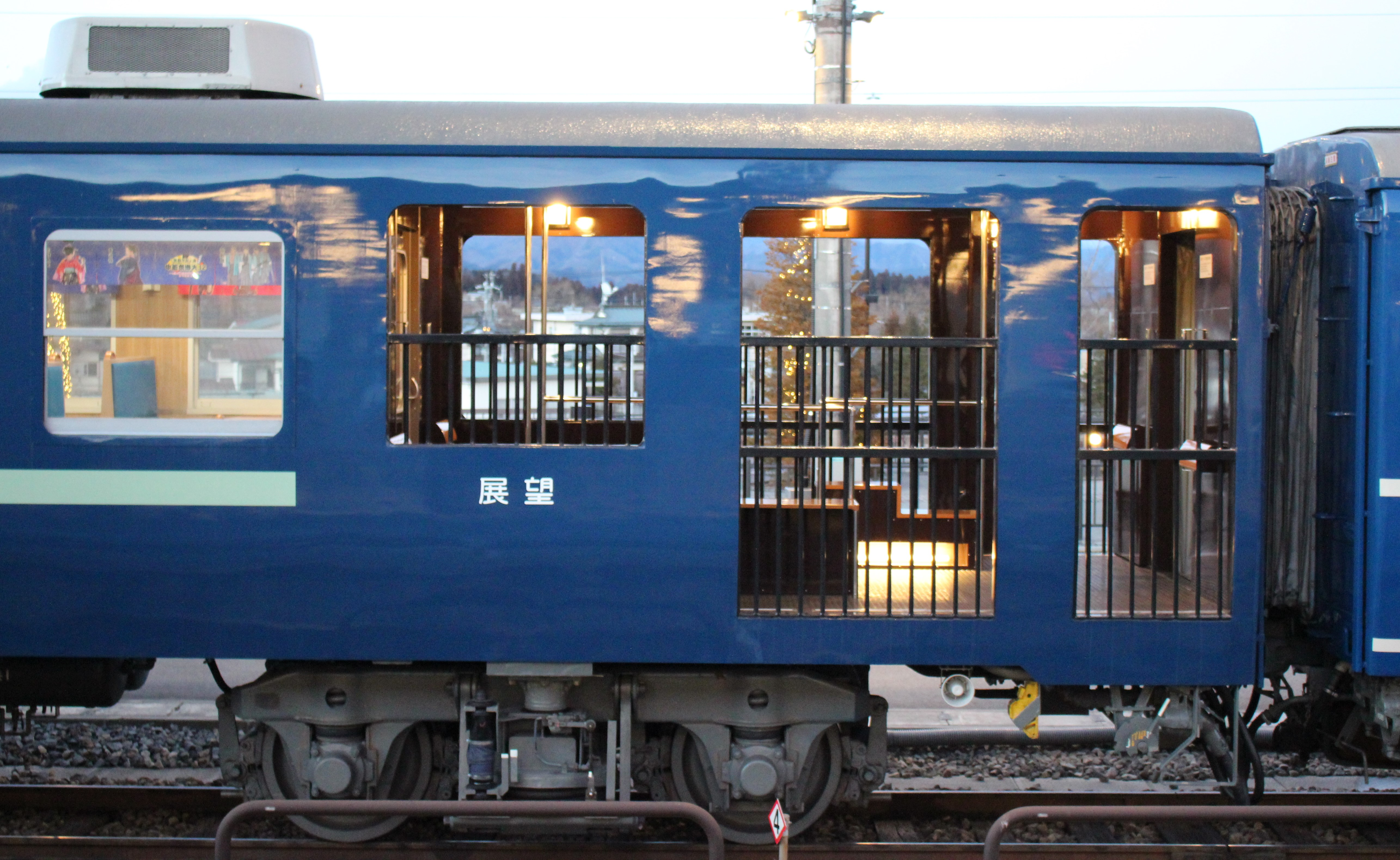
オハテ12 2の展望室

### 大井川鐵道
大井川鐵道へは2018年と2025年に、いずれもJR西日本から譲渡が行われている。
2018年に譲渡されたのは「SLやまぐち号」で使用されていた5両で、旧型車両の負担軽減が導入目的とされていた。しかし運行開始のめどが立たないまま長期にわたって留置され、2020年12月・2021年2月には部品の盗難被害を受けるなど、再整備に多額の費用を要する状態となっていた。最終的に、オハフ13 701を除く4両は「有効活用していただける一般の皆様方へ向けて」有償譲渡することとし、大井川鐵道では使用しないことを社長の鳥塚亮が2025年5月に公表している。
上記発表から約2か月後となる2025年7月に、新たに「SL北びわこ号」などで使用された5両が譲渡された。産経新聞は、国鉄色風に塗装されたE31形の牽引で運行する計画であると報じている。

### タイ国有鉄道
1997年に、JR西日本が廃車とした28両がタイ国鉄に譲渡された。タイの鉄道は1 m軌間であるため、導入に当たって台車の改造を行っている。当初は冷房列車として使用されたが、発電用機関の不調により冷房の使用は停止され、扇風機が取り付けられて14系・24系・在来車と混結して使用されているほか、3列リクライニングシートおよび車いす対応の両開き扉と昇降用リフトを備えた改造車が2013年11月ごろからバンコク・チェンマイ間の第1列車と第2列車にエアコン付き二等座席車として1両連結されている。また、一部は貴賓車に改造されている。
譲渡車の番号は、次のとおりである。
- オハ12形 - 50・218・245・252・1001・1004・1005・1011・1016
- スハフ12形 - 4・38・39・45・106・141・146・1009・1010・1011・1012
- オハフ13形 - 36・54・65・1002・1005・1006・1008・1009

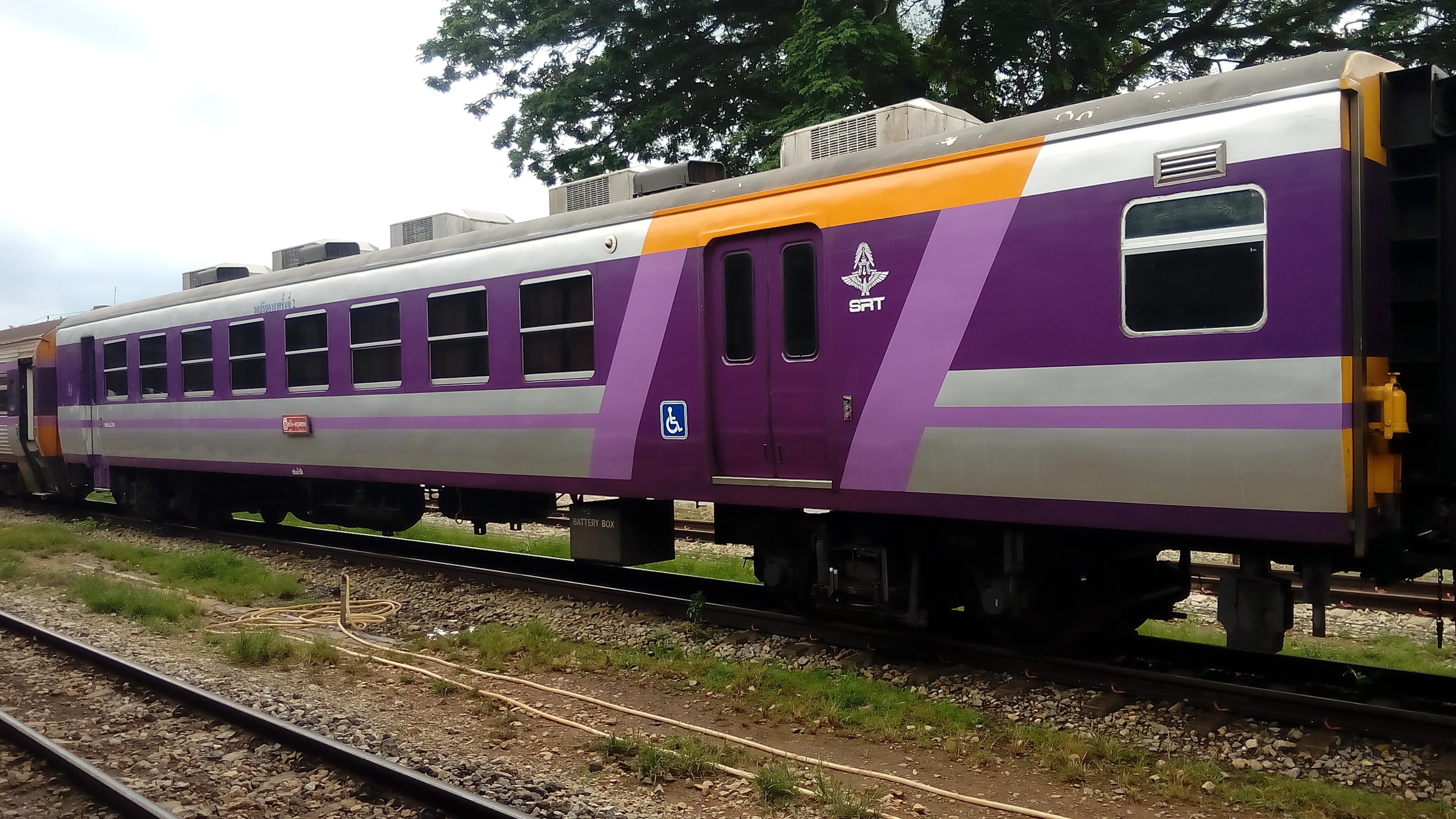
両開き扉改造車
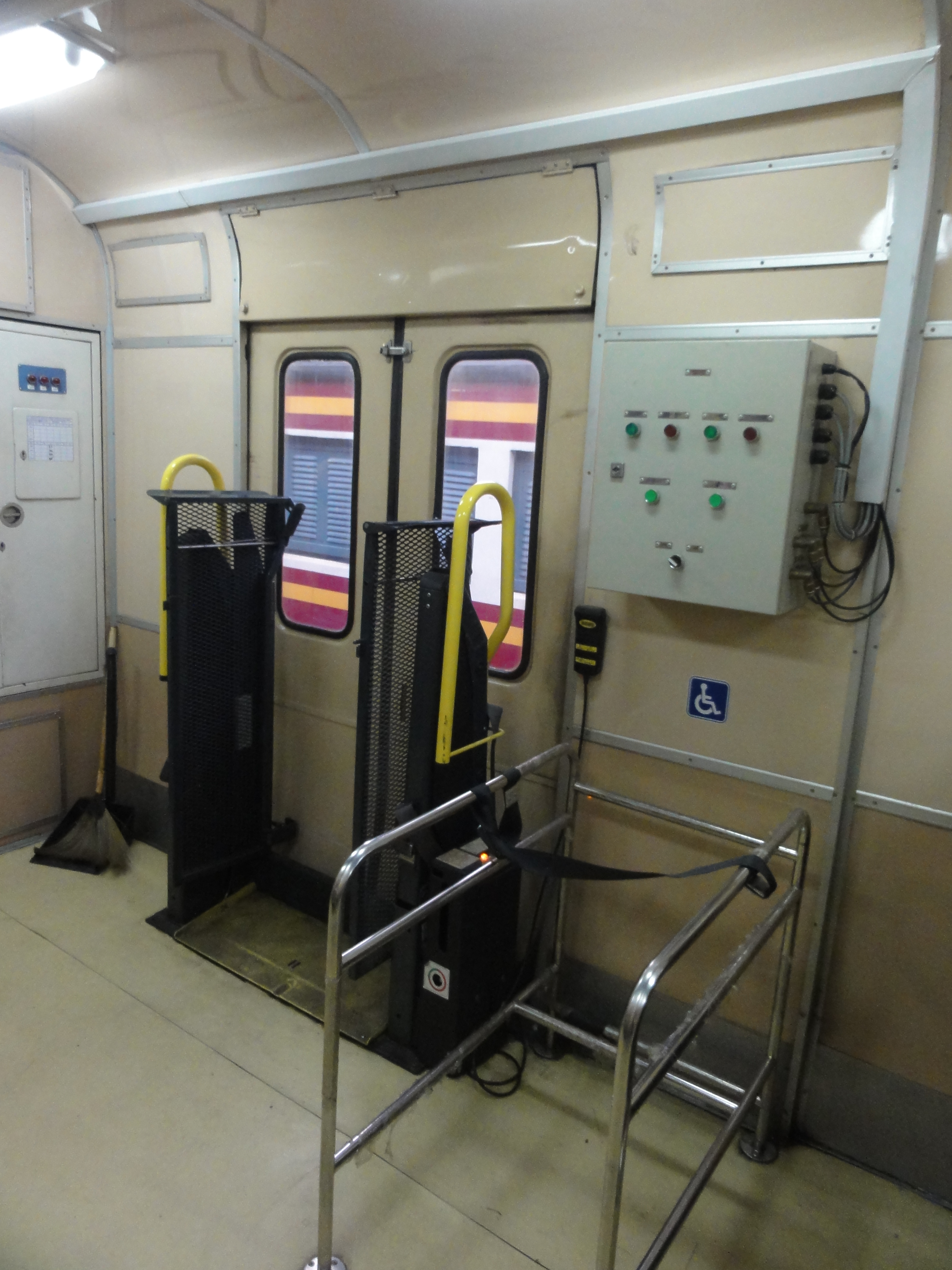
車いす用昇降リフトが取り付けられている
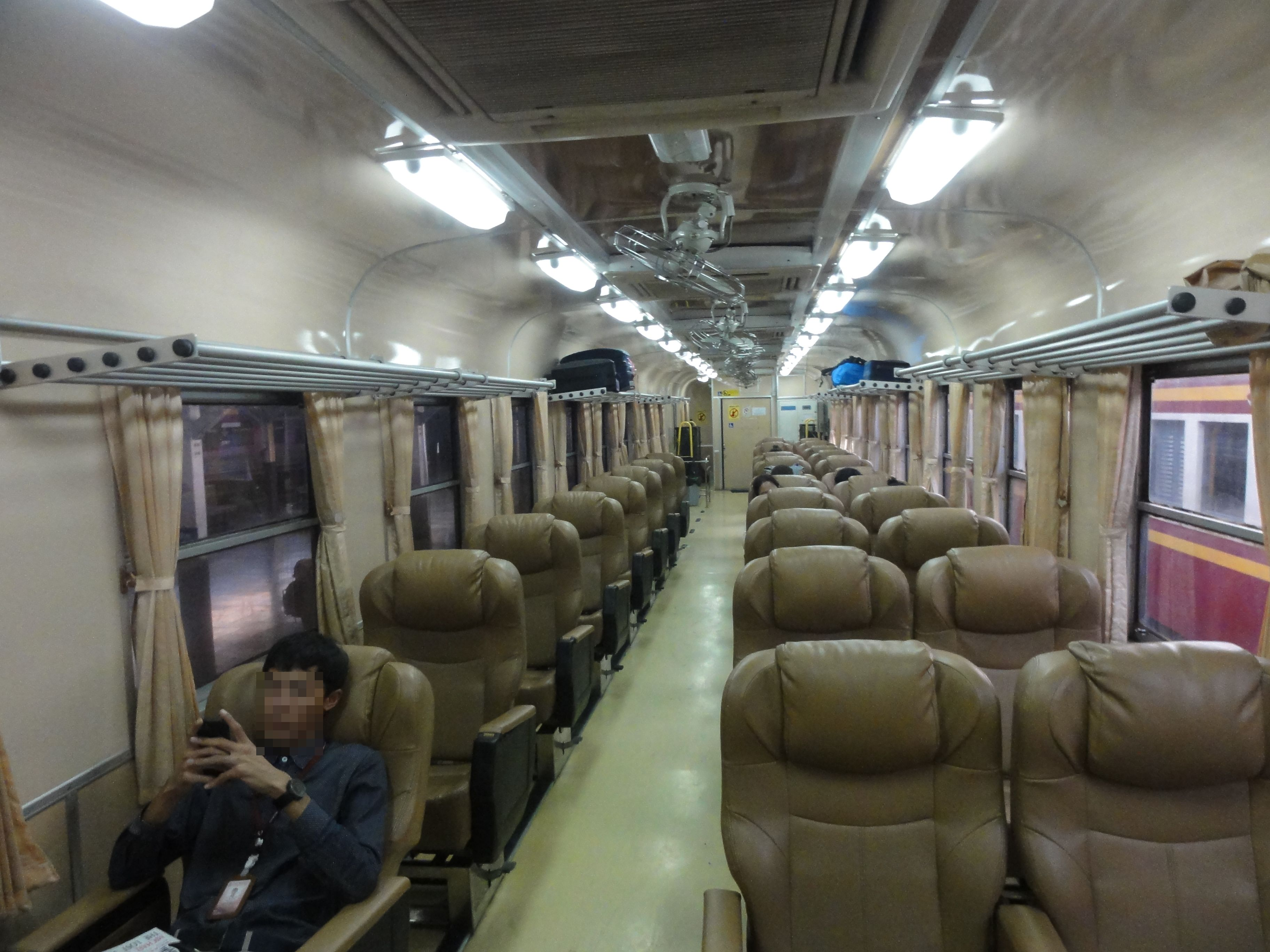
3列リクライニングシートが並ぶ車内
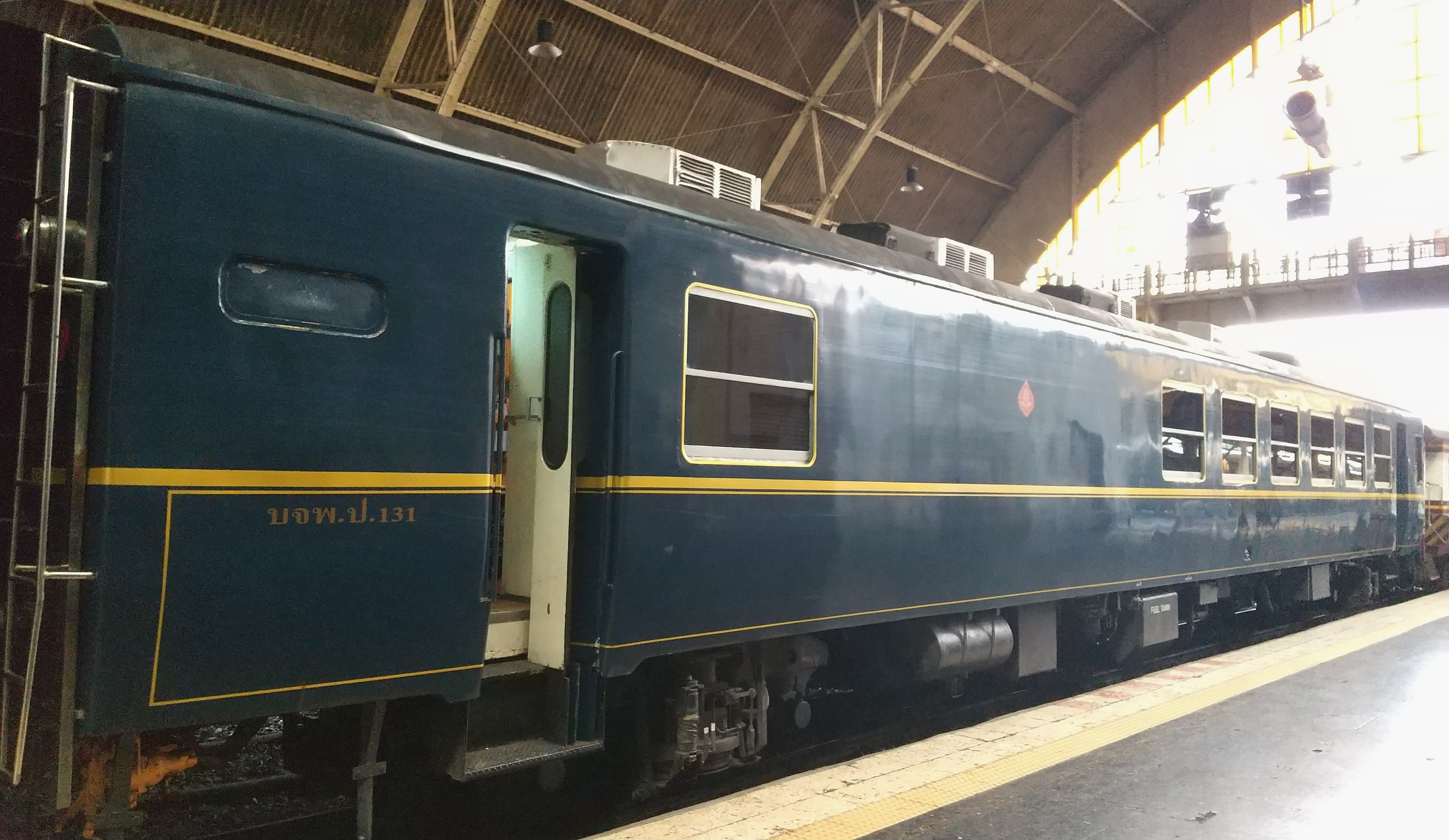
貴賓車に改造された12系

### フィリピン国鉄

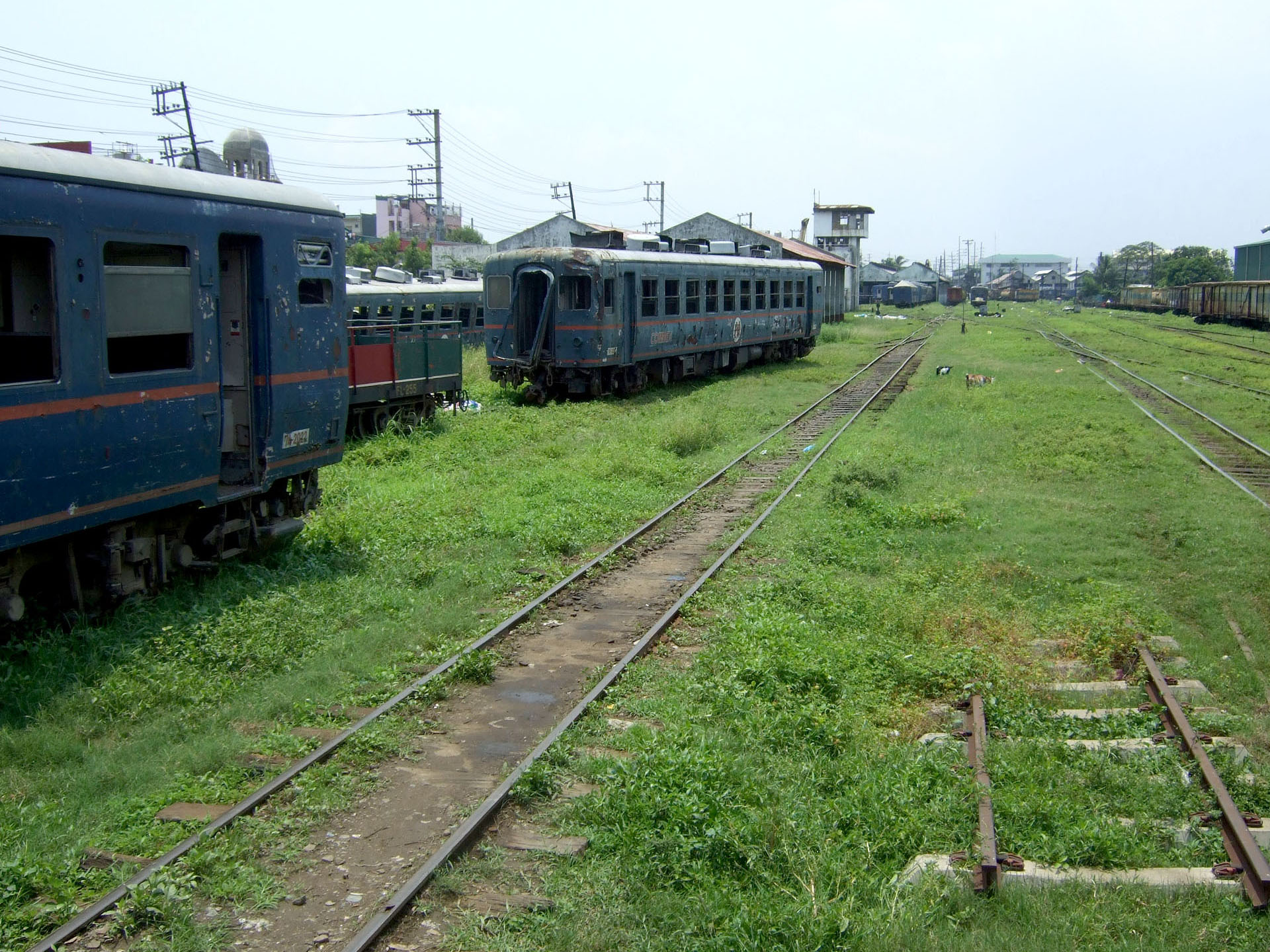
マニラ・トゥトゥバン駅での12系客車（2007年）

1999年と2001年にJR東日本より26両、2002年にJR九州より10両が、フィリピン国鉄に譲渡された。同鉄道の軌間は日本の在来線と同じ1,067 mmのため、台車の改造は行われていない。
主に "Commuter Express" や "Bicol Express" などの名称を持つ冷房使用の通勤列車や長距離列車として運用されていたが、2012年までに運用を離脱している。
塗装は変更され、大半の車両に対し、いたずら目的の投石によるガラス破損の防止や、乗降扉以外からの無賃乗車の防止のため、窓に金網が取り付けられたほか、後年に一部車両は金網を撤去してガラスをポリカーボネートに交換している。
形式は、JR東日本所属車が "7A-2000" （A＝Air conditioned）、JR九州所属車が "NR" （North Rail）であり、後に一部車両が "CAR" に変更された。
譲渡車の番号は次のとおりである
。
- オハ12形 - 124・125・231・232・233・234・278・279・325・326・360・361・362・365・370・372・373・374・801
- スハフ12形 - 110・111・114・116・118・153・159

## 保存車
群馬県に集中している。
| 画像 | 番号                      | 所在地                                             | 備考                                                                             |
| ---- | ------------------------- | -------------------------------------------------- | -------------------------------------------------------------------------------- |
|      | オハ12 196 オハ12 333     | 群馬県高崎市（非公開）                             |                                                                                  |
|      | スロフ12 822 オロ12 841   | 群馬県安中市「碓氷峠鉄道文化むら」                 |                                                                                  |
|      | スロフ12 827 スロフ12 828 | 群馬県桐生市「昆虫のやかた三凱堂」                 | 何度か塗装変更され、2023年現在はサロンエクスプレス東京のような塗装となっている。 |
|      | オロ12 853                | 群馬県利根郡みなかみ町「リサイクルショップてんぐ」 | 2023年現在は赤一色に塗装され、倉庫として利用されている。                         |
|      | オロ12 854                | 群馬県安中市「模型工房パーミル」                   | 2021年現在はやすらぎと同じ塗装となっている。                                     |
|      | オロ12 855                | 栃木県栃木市「スーパーカーミュージアム」           | 車体が半分にカットされているものの、台車は2つともある。                          |
|      | オロ12 6                  | 若桜鉄道隼駅                                       | ライダーハウスとして利用されている。                                             |